# Torpeda

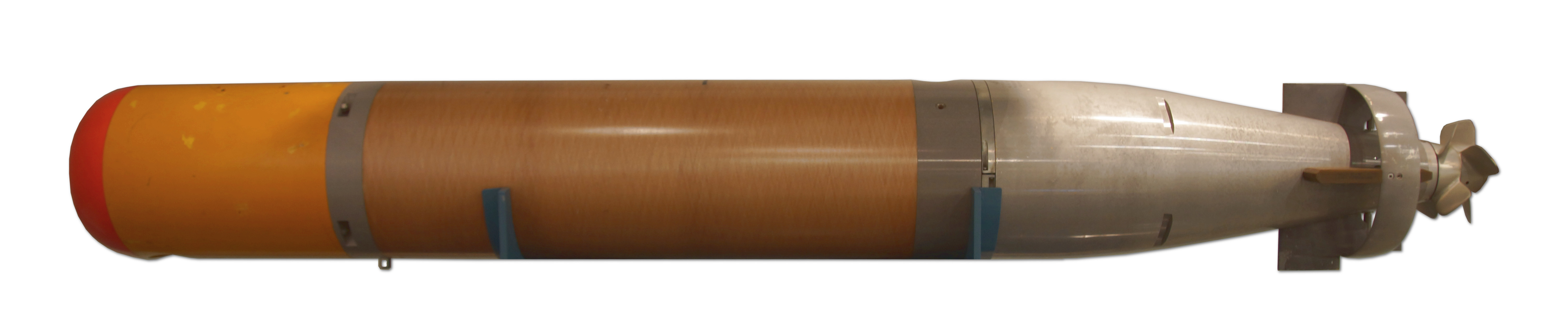
Torpeda Mark 44

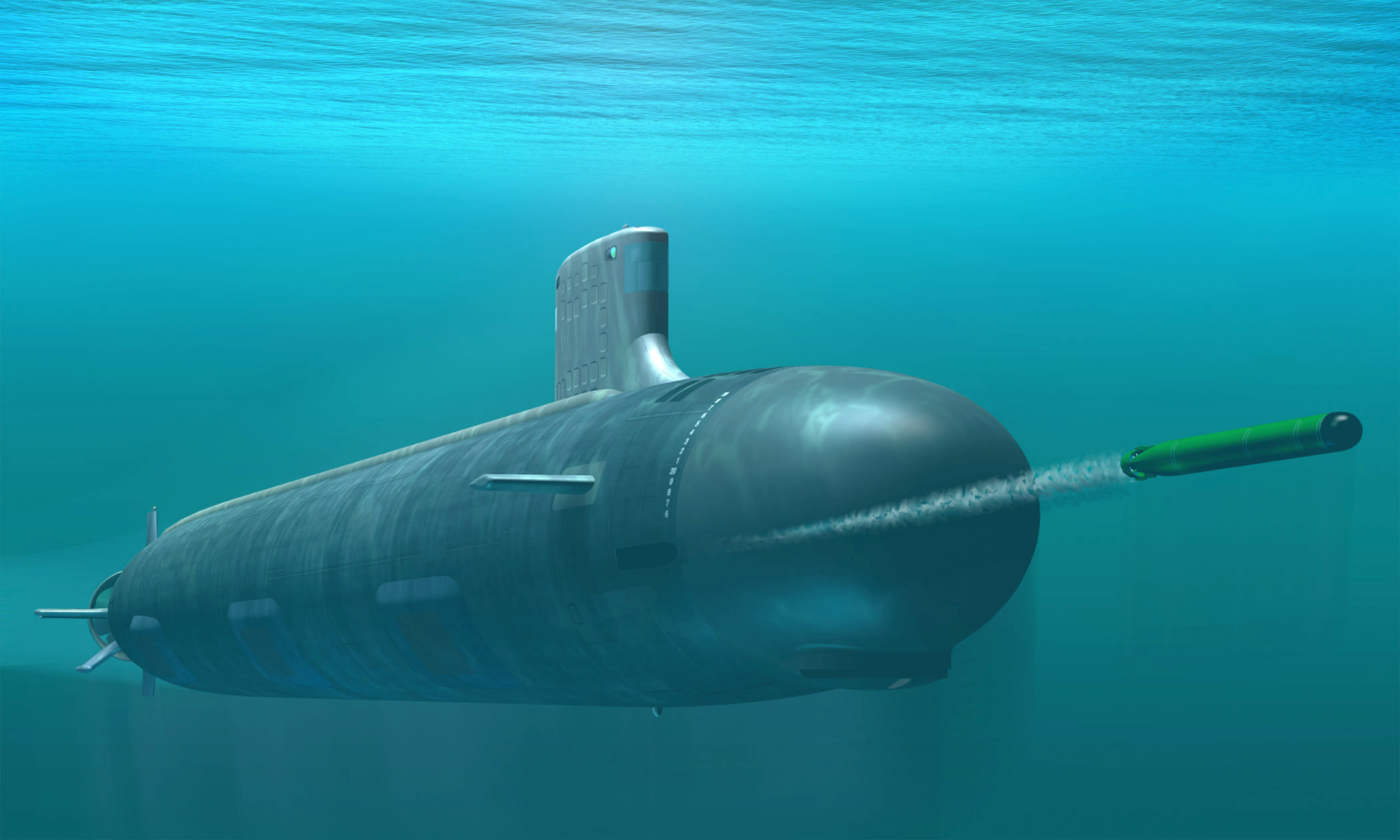
Wizualizacja torpedy wystrzeliwanej z wyrzutni okrętu podwodnego

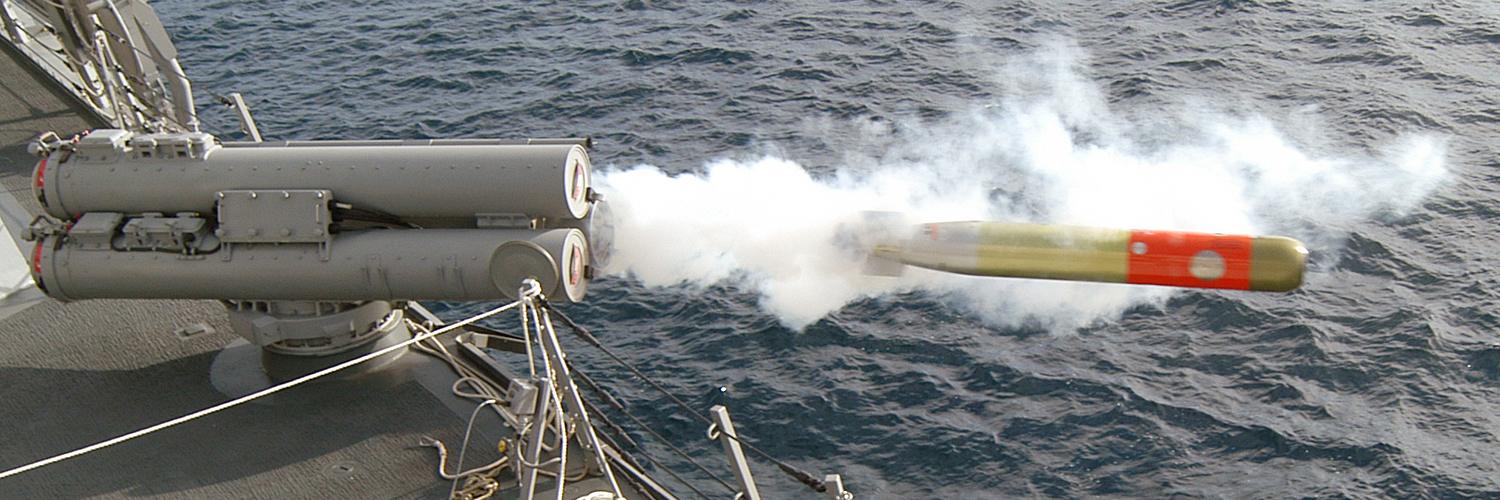
Torpeda wystrzelona z wyrzutni okrętu nawodnego

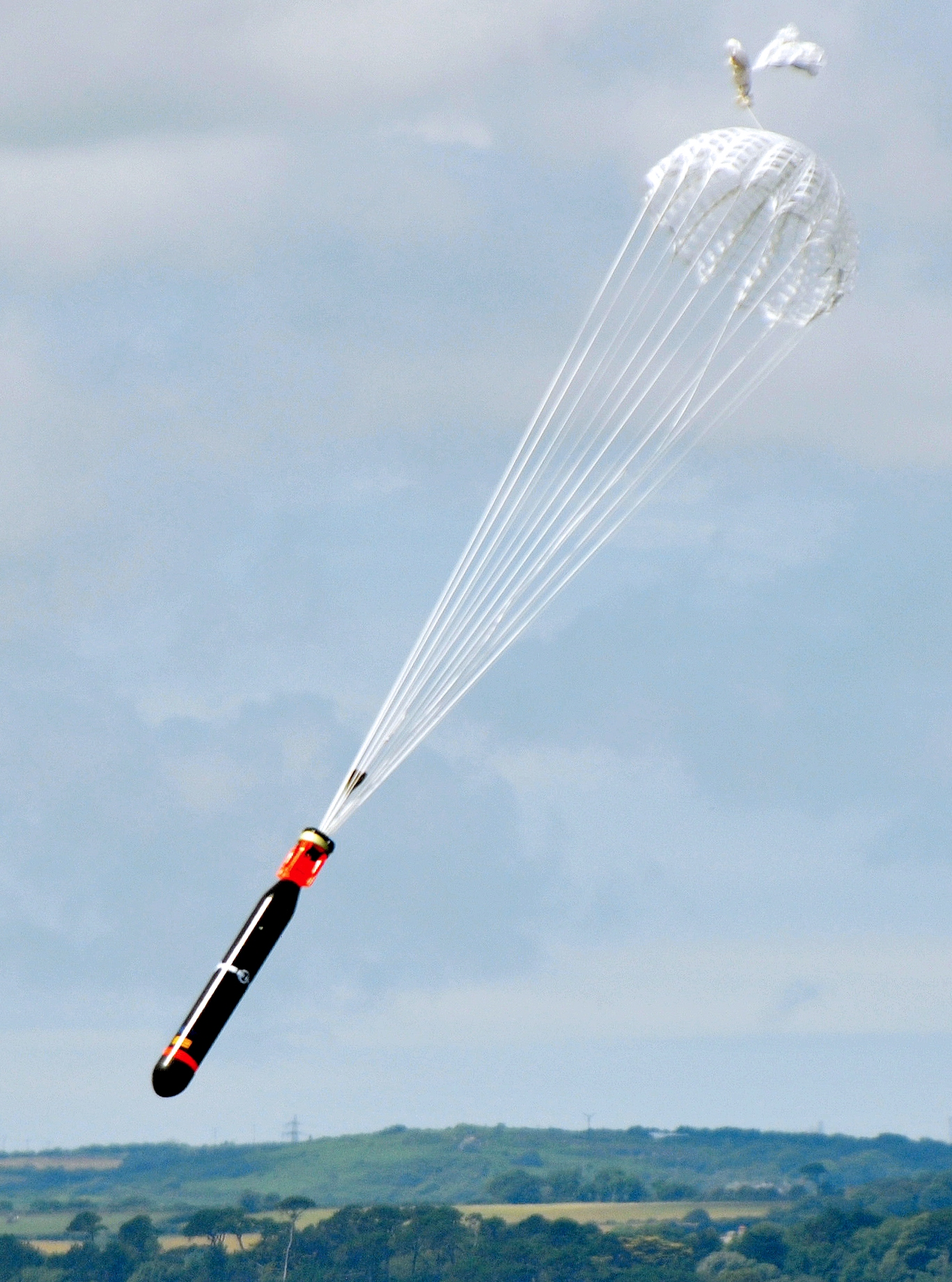
Torpeda lekka zrzucona z helikoptera ZOP

Torpeda – dysponujący najczęściej własnym układem napędowym pocisk podwodny, samodzielny system broni podwodnej służącej do niszczenia jednostek pływających przeciwnika przez uszkadzanie ich poniżej poziomu linii wodnej. Służyły pierwotnie do zwalczania okrętów nawodnych, a od połowy XX wieku także zanurzonych okrętów podwodnych. Wystrzeliwane z wyrzutni torpedowych stanowią uzbrojenie okrętów podwodnych i nawodnych, są zrzucane z samolotów i śmigłowców, a także mogą stanowić ładunek bojowy rakiet (rakietotorpedy) lub min (minotorpedy). Były także wystrzeliwane z wyrzutni brzegowych.
Pierwsze próby realizacji idei broni wybuchowej rażącej zanurzoną część okrętu datowane są na rok 1800. Początkowo przez torpedy rozumiano także urządzenia bez napędu, ostatecznie nazwa ta została utożsamiona z torpedami samobieżnymi. Pierwszym konstruktorem, któremu w połowie XIX wieku udało się opracować skutecznie działający pocisk tego rodzaju, był Robert Whitehead, którego konstrukcja do dziś stanowi klasyczne rozwiązanie w tym zakresie. Zapoczątkowany przez torpedę Whiteheada gwałtowny rozwój tej broni został jeszcze zintensyfikowany podczas wojen światowych w I połowie XX wieku, gdy napęd spalinowy zaczęto zastępować napędem elektrycznym. W tym też czasie standardowy bezwładnościowy system kierowania zaczął być wspomagany przez oparty na sonarze akustyczny układ naprowadzania. Rozwój nowych konstrukcji głowic bojowych doprowadził do wprowadzenia do użytku operacyjnego głowic z ładunkami specjalnie uformowanymi do przebijania opancerzonych kadłubów okrętów oraz zapalników detonujących głowice pod stępką atakowanych jednostek.
Postęp technologiczny w zakresie broni podwodnej, napędzany zimnowojennym wyścigiem zbrojeń, doprowadził do powstania nowych rodzajów napędów dla torped, a także nowych sposobów naprowadzania. Zwiększenie czułości sonarów pasywnych i stopnia zaawansowania sonarów aktywnych, a także wprowadzenie układów naprowadzania po śladzie torowym, w połączeniu z zastosowaniem pierwotnie analogowych, a następnie cyfrowych układów komputerowych, zdolnych do analizy danych i podejmowania decyzji, uczyniły z torped inteligentne pociski, zdolne do wielokrotnego podchodzenia do celu, samodzielnego wypracowywania sposobów podejścia do celu w zależności od sytuacji taktycznej, oraz do prowadzenia „wojny robotów” z również inteligentnymi pasywnymi i aktywnymi środkami przeciwtorpedowymi.
Przez blisko dwa wieki operacyjnego zastosowania torped, zwłaszcza od początku XX wieku, broń tego rodzaju stała się jednym z najskuteczniejszych narzędzi prowadzenia wojen i bitew morskich, zabierając palmę pierwszeństwa artylerii okrętowej i bombom lotniczym. Podczas I i II wojny światowej ofiarami torped padały okręty wszystkich klas morskich, w tym największe kiedykolwiek zbudowane i najsilniej opancerzone okręty liniowe, a także lotniskowce. Wykorzystanie tego rodzaju amunicji niemal doprowadziło do upadku Wielkiej Brytanii podczas I wojny światowej i stało się także jednym z podstawowych narzędzi doprowadzenia do upadku imperium japońskiego podczas wojny na Pacyfiku. Po zakończeniu konfliktu z państwami Osi torpedy, które od zarania stanowiły podstawową broń okrętów podwodnych, stały się najważniejszą i główną bronią służącą ich zwalczaniu, nie tracąc nic na znaczeniu w dotychczasowej roli przeciw okrętom nawodnym.

## Rozwój konstrukcji torped
W XIX wieku nazwisko Roberta Whiteheada było synonimem jego wynalazku w prasie tego czasu – torpedy nazywano wówczas „whiteheadami”. Historia torped, rozumianych jako poruszający się w kierunku celu (w przeciwieństwie do min) ładunek wybuchowy oddziaływający na cel na lub poniżej jego linii wodnej, wzięła jednak początek od wynalazcy Roberta Fultona, około 60 lat wcześniej.

### Wczesne konstrukcje
W grudniu 1799 roku Robert Fulton zaproponował planującemu atak na Anglię Napoleonowi budowę okrętu podwodnego, który miał wesprzeć francuską inwazję. Oferta została odrzucona, niezrażony tym jednak Fulton zbudował swoją łódź podwodną „Nautilus” i z sukcesem przetestował ją w Sekwanie 13 czerwca 1800 roku. Fulton napotkał jednak ten sam problem, który położył wcześniej kres staraniom Davida Bushnella – brak sprawnej broni dla okrętu podwodnego. Fulton skoncentrował się wobec tego na staraniach mających doprowadzić do powstania podwodnych środków rażenia. W 1803 roku zaproponował Napoleonowi pomysł parowej wyrzutni, która, gdyby z powodzeniem ją skonstruowano, mogła dać Francuzom istotną przewagę w ich inwazji przez kanał. Cesarz propozycję Fultona odrzucił.

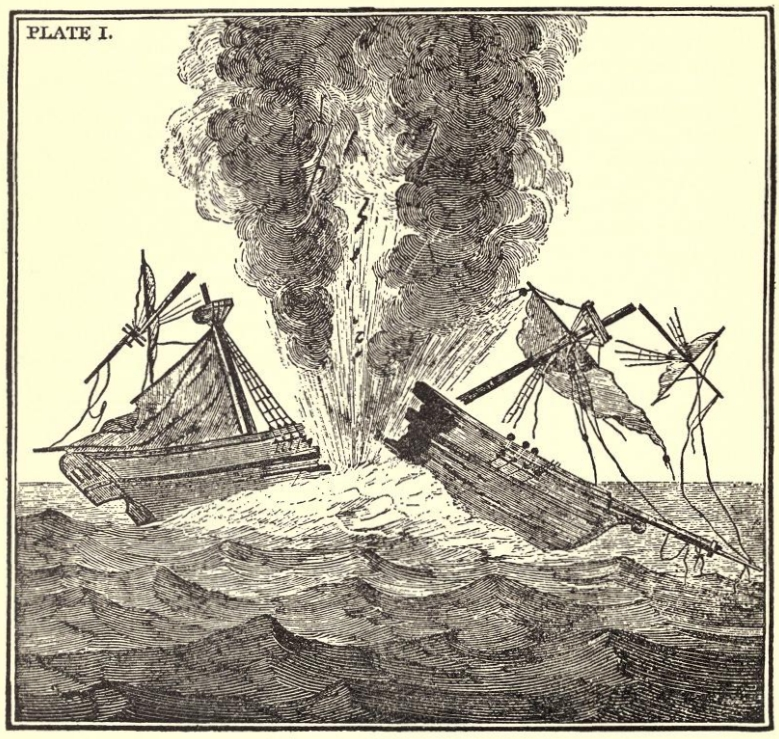
Duński bryg „Dorothea” eksploduje podczas pierwszego na świecie próbnego ataku torpedowego. Rycina pochodzi z wydanej w 1810 roku przez samego Roberta Fultona książki Torpedo war, and submarine explosions, (1810)

Zawiedziony i urażony Fulton zwrócił się więc do przeciwnej strony – udał się do Anglii. Anglicy zdawali sobie sprawę ze swojej przewagi na morzu, wiedzieli jednak, że choćby przypadkiem, z powodu złej pogody czy błędnej strategii, Francuzom może udać się wylądować na południowo-wschodnim brzegu Anglii. Gdy w 1804 roku Napoleon zaczął gromadzić swoją Grande Armée na polach wokół Boulogne, a francuska marynarka zaczęła gromadzić barki desantowe, Anglicy starali się przeszkodzić Francuzom wszelkimi sposobami, jednak standardowe taktyki nie dawały rezultatu. W tej sytuacji pojawił się Fulton, a jego propozycje zyskały wsparcie na najwyższych szczeblach władzy, środki finansowe i asystę najbardziej przedsiębiorczych oficerów Royal Navy. Tam skonstruował szereg wynalazków ogólnie nazwanych „infernal devices” (piekielnymi urządzeniami). W rezultacie ich zastosowania podczas testu przeprowadzonego 15 października 1805 roku, duński bryg „Dorothea” został pierwszą w historii jednostką pływającą zniszczoną przez eksplozję – jak nazwał urządzenie Fulton – torpedy. Nawiązał tu nazwą do drętwy elektrycznej (łac. Torpedo torpedo).

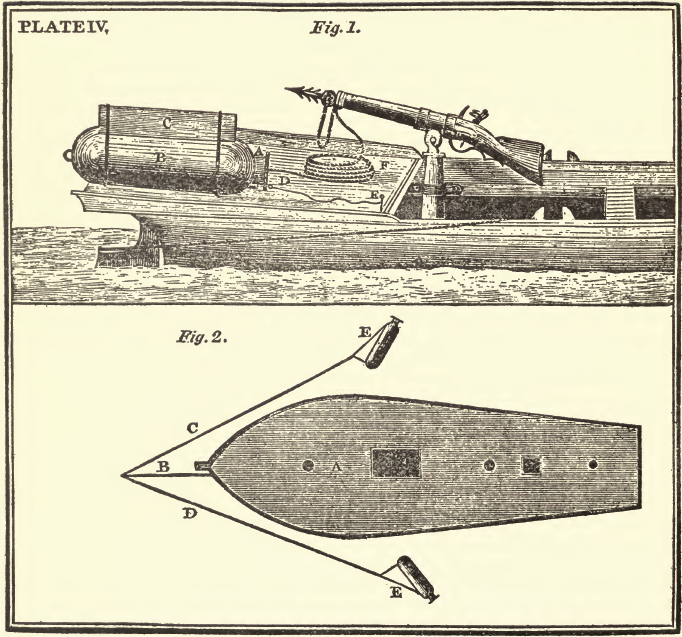
Sposób użycia torped według idei Fultona

W rzeczywistości nie była to torpeda w dzisiejszym rozumieniu, lecz pływająca mina ze 180-funtowym (81,5 kg) ładunkiem czarnego prochu, wzbudzanym przez mechanizm zegarowy, który aktywował zapalnik. Dwie tego typu torpedy umieszczone były na końcach dwóch lin o długości 18 stóp (5,5 metra), po czym drugi koniec każdej z lin był przystrzelany do kadłuba atakowanej jednostki za pomocą harpuna, same zaś torpedy spuszczane z łodzi torpedowych do wody. Pod działaniem prądów morskich i ruchu okrętu torpedy zanurzały się do poziomu stępki, po czym, po upływie założonego czasu (18 minut w przypadku eksperymentu na „Dorothea”), eksplodowały, łamiąc stępkę atakowanej jednostki. Zakończony eksplozją celu test – po którym jak napisał Fulton, „z Dorothei nie pozostało nic oprócz kilku pływających szczątków” – wywołał duże wrażenie na około setce obserwujących go wysokich przedstawicieli Royal Navy i rządu. Już jednak tydzień później rozstrzygnęła się bitwa pod Trafalgarem, która zniweczyła nadzieje Napoleona na inwazję na Wyspy Brytyjskie, a tym samym szanse na zastosowanie wynalazku w obronie Anglii. Zawiedziony Fulton wrócił więc do Stanów Zjednoczonych.
Po powrocie do kraju Fulton zaprezentował swój wynalazek tutejszym wysokim rangą politykom i wojskowym, a Kongres wyasygnował nawet kwotę 5000 dolarów na „próbę praktycznego użycia torpedy”. Z sumy tej wydane zostało jedynie 1500 dolarów, a system obrony Fultona nigdy nie został przyjęty przez marynarkę amerykańską. Wkrótce po opublikowaniu swojej pracy wynalazca zmienił przedmiot zainteresowania na miny kotwiczne i torpedy wytykowe, a w 1815 roku zmarł na zapalenie płuc. Pomysły Fultona zawarte w jego książce zainspirowały jednak inne osoby, które za pomocą podobnych środków w 1812 roku bezskutecznie usiłowały zatapiać brytyjskie okręty na akwenach między jeziorem Ontario a Virginia Capes. Niepowodzenie tych akcji spowodowało jednak całkowitą utratę zainteresowania torpedami w Stanach Zjednoczonych na następne kilkadziesiąt lat, do momentu, kiedy podczas wojny secesyjnej konfederacka marynarka wojenna zmuszona została do poszukiwania niestandardowych środków w celu odrzucenia okrętów Unii od swoich portów i ujść rzek.

#### Torpedy wytykowe
Robert Fulton nigdy nie zbudował torpedy wytykowej – czy jak się przyjęło określać w krajach wschodnioeuropejskich, miny wytykowej – jednak w 1813 roku opisał wraz z odpowiednimi diagramami swoją koncepcję w tej mierze kapitanowi Stephenowi Decaturowi. Stąd też prawdopodobnie wzięły się przypadki zastosowania tej idei w wojnie amerykańsko-brytyjskiej w latach 1812–1815. Nie przyniosły one co prawda powodzenia, jednak w 1813 roku brytyjski okręt liniowy HMS „Ramillies” zatopił jedną z łodzi torpedowych uzbrojonych w tego rodzaju broń, istnieją też dowody na próby jej użycia na Wielkich Jeziorach.

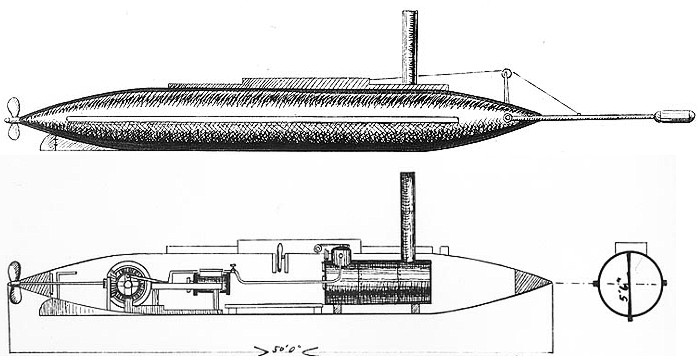
Szkic przedstawiający „Davida” uzbrojonego w torpedę wytykową

Mina wytykowa była prostym urządzeniem składającym się z ładunku wybuchowego umieszczonego na długiej – kilkumetrowej belce (wytyku), przytwierdzonej na okuciach w dziobowej części okrętu.
Po wybuchu wojny secesyjnej Unia, dysponująca znaczną przewagą na morzu, podjęła blokadę morską portów Konfederacji, uzależnionej od importu broni z Europy i eksportu tamże bawełny. W tej sytuacji separatystyczne stany Południa podjęły starania o pozyskanie taniej broni zdolnej do przełamania blokady – taką broń mogły stanowić „torpedo-miny”. Eksperymenty w tej dziedzinie prowadził Matthew Fontaine Maury, były oficer US Navy, utalentowany naukowiec, który po wybuchu wojny zrezygnował ze służby w marynarce Stanów Zjednoczonych na rzecz służby w marynarce Konfederacji.
Pod jego kierownictwem, w Richmond utworzono Naval Submarine Battery Service, zajmującą się opracowaniem min i innych podwodnych ładunków wybuchowych. Opracowane tam konstrukcje były następnie produkowane lokalnie. Wprawdzie niektóre z nich wyposażone były w elektryczny zapalnik, większość detonowana była jednak za pomocą prostego, mechanicznego detonatora.

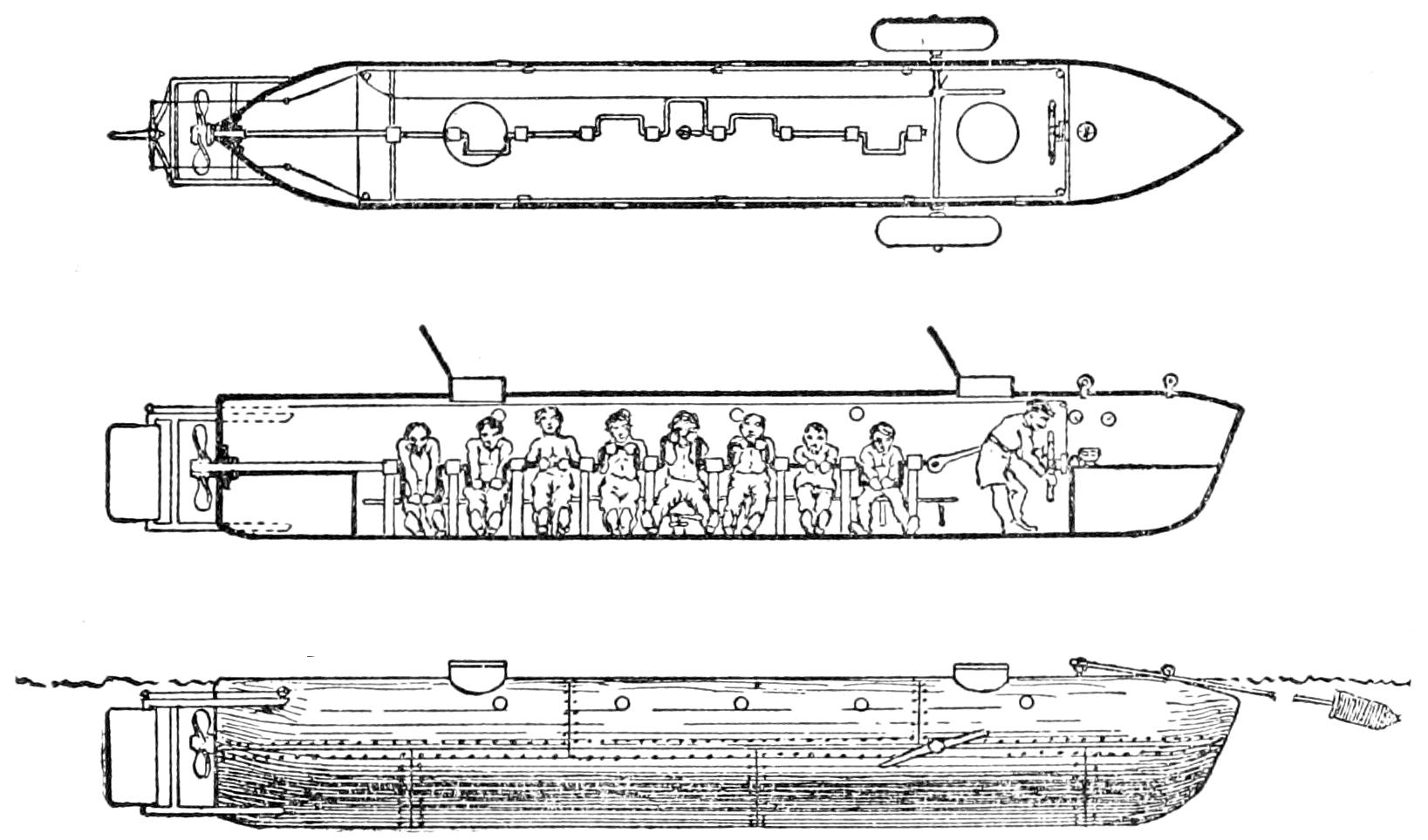
Szkic przekroju „H.L. Hunley” z widoczną torpedą wytykową u dołu

Pierwszy udokumentowany efektywny atak za pomocą tego rodzaju broni miał miejsce 5 października 1863 roku, gdy dowodzony przez Williama T. Glassella „CSS David” w porcie Charleston zaatakował fregatę pancerną Unii USS „New Ironsides”, powodując uszkodzenia. Pierwszy zakończony sukcesem atak za pomocą torpedy wytykowej nastąpił kilka miesięcy później, gdy 17 lutego 1864 roku półzanurzalny okręt „H.L. Hunley” zaatakował i zatopił należący do Unii slup USS „Housatonic”, który został w ten sposób pierwszym operacyjnym okrętem zatopionym przez podwodny ładunek wybuchowy przeciwnika. Jednak sukcesy w tej dziedzinie miała także marynarka wojenna Unii, m.in. 28 października 1864 roku za pomocą torpedy wytykowej umieszczonej na łodzi o napędzie parowym William Cushing zatopił konfederacki okręt pancerny CSS „Albemarle”. Z uwagi na relatywną efektywność torped wytykowych, po wojnie domowej w USA bronią tą zainteresowały się także inne potęgi morskie tego czasu, m.in. Rosja i Francja, zaś w samych Stanach Zjednoczonych jeszcze w 1890 roku obowiązywała „Spar-Torpedo Instructions for the United States Navy” (Instrukcja torped wytykowych w marynarce).

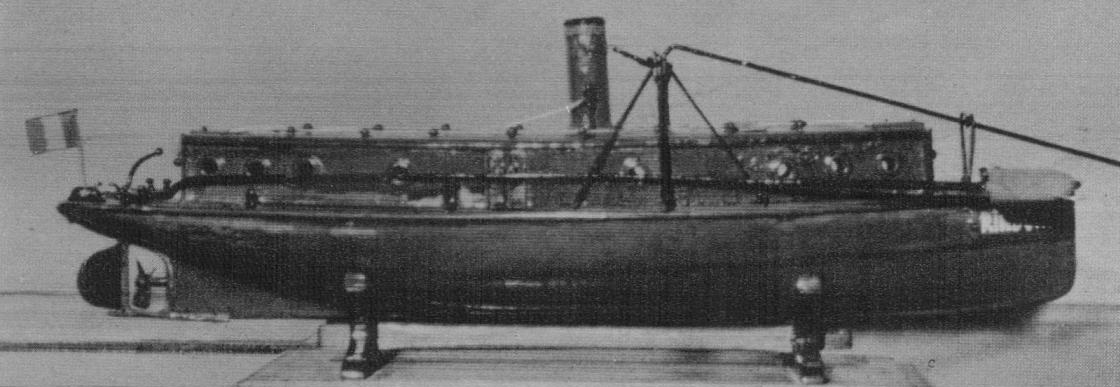
Model „Rândunicy” z widocznym palem miny wytykowej

Tymczasem w Europie broń tego rodzaju zastosowali Rosjanie podczas wojny rosyjsko-tureckiej (1877–1878), w 1877 roku rumuńska jednostka NMS „Rândunica” zatopiła na Dunaju turecki monitor Seyfi, także Francja użyła tej broni przeciwko jednostkom chińskim siedem lat później. Działający przez pewien czas w Rosji polski wynalazca Stefan Drzewiecki opracował trzy konstrukcje okrętów podwodnych: „Drzewiecki Nr 1”, „Drzewiecki Nr 2” i „Drzewiecki 3”, które używały przyłączanych do atakowanej jednostki min dynamitowych. W brytyjskiej Royal Navy zaś, miny wytykowe pozostały aż co najmniej do końca XIX wieku. Do dziś zachowało się między innymi kilka scen z jednego z wczesnych filmów, przedstawiających ćwiczenia brytyjskiej marynarki z użyciem broni tego rodzaju, które zostały przeprowadzone w 1898 roku na jeziorze Fraser Lake w Kolumbii Brytyjskiej. Na zakończenie zaś II wojny światowej, w Japonii powstała koncepcja specjalnej jednostki nurków zwanych „Fukuryū”, zadaniem której było użycie klasycznych min wytykowych przeciw podwodnym częściom kadłubów amerykańskich jednostek.

#### Torpeda holowana

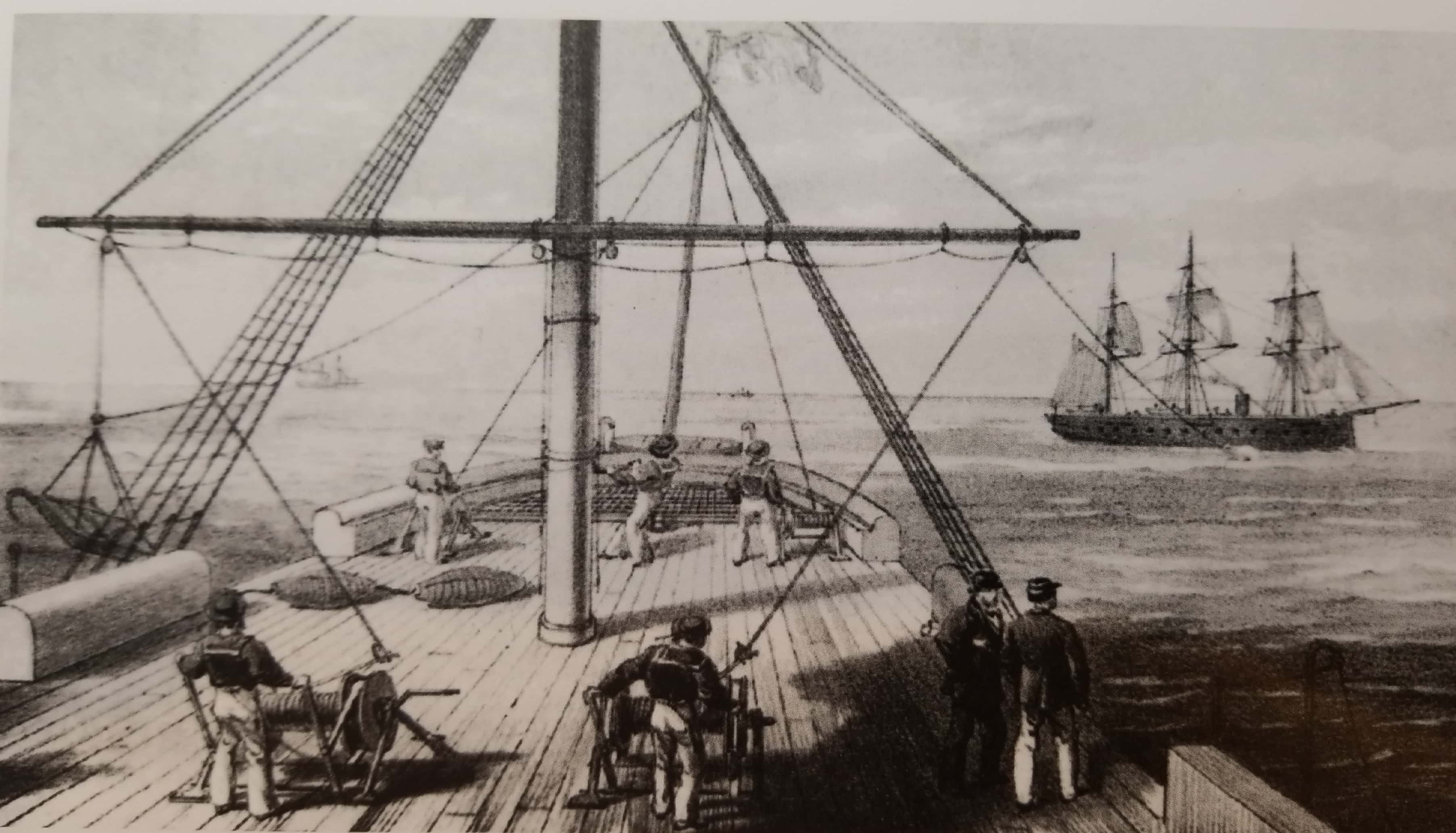
Atak za pomocą torpedy Harveya, przedstawiony przez Frederica Harveya

Idea torped holowanych powstała dzięki Robertowi Fultonowi, który w 1804 roku zamierzał wykorzystać ładunki o nazwie hogshead (będące protoplastami współczesnych bomb kasetowych), przeciwko francuskiej flocie w Boulogne. Amunicja ta zdryfować miała pod francuskie jednostki, niesiona pod wpływem wiatru i przypływów. Po zatopieniu „Dorothei” zmodyfikował nieco sposób jej działania – ładunki w zanurzeniu utrzymywały się dzięki odpowiednio dobranej wyporności bomb. Tak zmodyfikowaną amunicję przetestował zatapiając stary bryg w Nowym Jorku. Także „H.L. Hunley” miał początkowo holować swój 90-funtowy (41 kg) ładunek wybuchowy – założeniem było przepłynięcie pod kadłubem atakowanej jednostki i detonacja holowanego ładunku w chwili jego przepływania pod kilem.

##### Torpeda Harveya

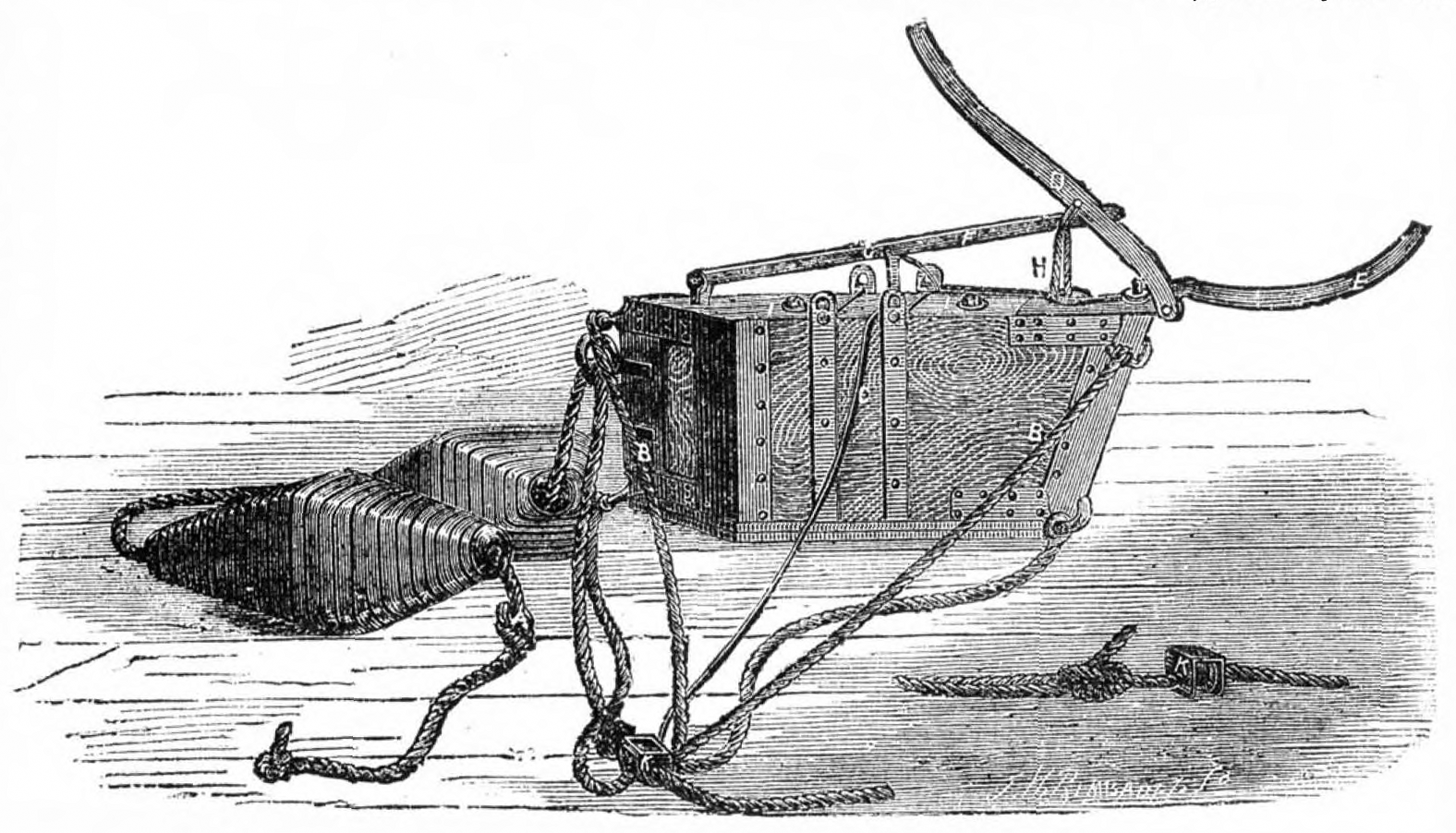
Oryginalna torpeda Harveya mieściła 27,2 kg nitrocelulozy, w późniejszym czasie 34,5 kg czarnego prochu, a w końcu 45 kilogramów dynamitu

W 1871 roku emerytowany kapitan John Harvey ukończył trwające ćwierć wieku prace nad holowaną torpedą, której zastosowanie polegać miało na nakierowaniu ładunku na atakowaną jednostkę. Ładunki holowane były po obu burtach atakującego okrętu pod kątem 45° w stosunku do jego kursu, który to kąt utrzymywany był przez osobną linę kontrolowaną przez breakmana. Atak polegał na podejściu atakującej jednostki w pobliże celu i zdalnej detonacji ładunku przy jego kontakcie z burtą nieprzyjacielskiej jednostki. Detonacja odbywała się za pomocą zmiany położenia dwóch dźwigni. Był to skuteczny i prosty sposób ataku, a przy tym znacznie tańszy niż za pomocą współczesnej jej torpedy Whiteheada. Jednocześnie był to bezpieczniejszy sposób ataku niż za pomocą torped wytykowych.
Torpeda została z bardzo dobrymi rezultatami przetestowana na okręcie pancernym „Royal Sovereign”. Przy okręcie atakującym płynącym z prędkością 10–11 węzłów uzyskano trafienia wszystkich 6 torped w cel poruszający się z prędkością 8 do 9 węzłów. Toteż wkrótce torpeda wzbudziła zainteresowanie kilku marynarek, w tym brytyjskiej, rosyjskiej i amerykańskiej, a marynarka francuska w celu uniknięcia konieczności płacenia honorarium Harveyowi, mocno zmodyfikowała konstrukcję.

#### Der Küstenbrander
W 1860 roku Fregattenkapitän austriackiej marynarki wojennej Giovanni de Luppis otrzymał od nieznanego dziś z imienia i nazwiska austriackiego oficera projekt łodzi, która eksplodować miała w kontakcie z nieprzyjacielskim okrętem. Pracując nad tym projektem przez kilka lat, De Luppis rozwinął projekt i zbudował prototypowy model, który nazwał Küstenbrander (pol.: brander przybrzeżny). Wprawdzie brandery były używane od wielu stuleci, przede wszystkim do ataku na flotę na kotwicy bądź w porcie, jednak ich podatność na kaprysy wiatru i fal utrudniała ich zastosowanie na pełnym morzu. Küstenbrander stosował podobną zasadę, jednak w przeciwnym celu – do obrony wybrzeża przed działaniami wrogiej floty. Podobną ideę w 1864 zaprezentował marynarce pruskiej pionier okrętów podwodnych Wilhelm Bauer, który nie był jednak w stanie zbudować działającego modelu. Tymczasem De Luppis zbudował działający drewniany model napędzany mechanizmem zegarowym i zaoferował go urzędnikom marynarki w Wiedniu. Jego urządzenie nie było jednak działającą bronią, toteż otrzymał od nich radę podjęcia współpracy z uznanymi inżynierami marynarki w celu dalszego rozwoju konstrukcji. W tym czasie czołowym inżynierem imperium austriackiego był Robert Whitehead, toteż De Luppis udał się do Fiume (obecnie Rijeka) w celu spotkania z nim. Nie jest dziś jasny dalszy bieg wypadków. Według jednej z wersji wydarzeń, po przeanalizowaniu projektu i modelu Whitehead odmówił współpracy, nie widział bowiem możliwości pozbawienia projektu podstawowych wad – niewielkiej prędkości i konieczności działania nawodnego, co dyskwalifikowało projekt jako skuteczną broń. Idea Küstenbrandera była już jednak bezpośrednim przodkiem współczesnych torped, powstałych dzięki rozwinięciu pomysłu Luppisa przez Roberta Whiteheada.

### Torpedy samobieżne Whiteheada

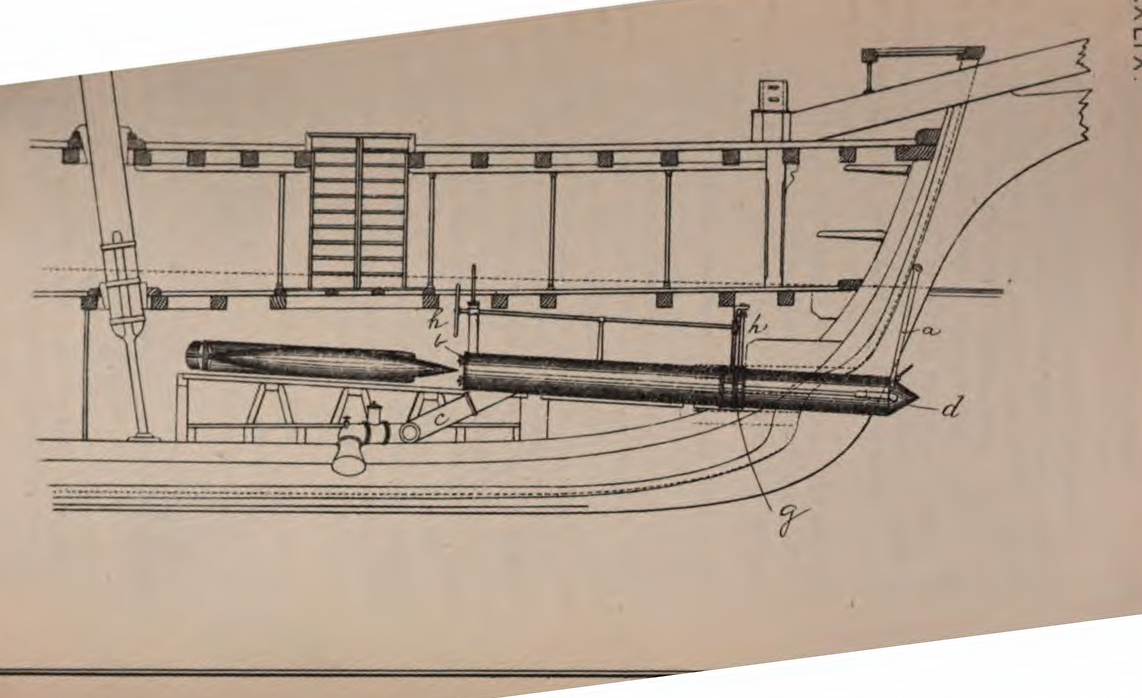
Szkic sposobu wystrzeliwania pierwszej torpedy Whiteheada z austro-węgierskiego okrętu artyleryjskiego Gemse w 1888 roku

Z niewielu zachowanych do dziś śladów historycznych wynika, że około 1866–67 roku Whitehead zbudował wraz z Luppisem pierwszą w pełni zanurzalną i samobieżną torpedę o długości 3,4 metra i średnicy 360 milimetrów oraz wadze 136 kilogramów. Pocisk ten wykonany został z kutego żelaza, w kształcie cygara wyposażonego w parę płaszczyzn stabilizujących przebiegających wzdłuż całej torpedy, których zadaniem było zapobieganie ruchowi obrotowemu podczas ruchu podwodnego. Odłączana głowica pocisku mieściła 8 kilogramów dynamitu detonowanego przy kontakcie z celem za pomocą prostej iglicy. Według informacji zawartych w opublikowanym w 1935 roku artykule Theodora Brauna w magazynie „Marine-Rundschau” torpeda miała pionowe płaszczyzny sterowe poszerzające ją o dalsze 25 milimetrów oraz dwupłatową śrubę z pionowym sterem. Nos torpedy mieścił prosty zapalnik, zaraz za nim znajdował się ładunek wybuchowy nie dynamitu, lecz czarnego prochu o masie 8 kilogramów. Według Brauna, torpeda poruszana była za pomocą dwucylindrowego silnika napędzanego sprężonym powietrzem. Obok kilku innych innowacyjnych koncepcji, zastosowanie w torpedzie napędu za pomocą sprężonego powietrza oraz hydrostatycznego zaworu połączonego z parą poziomych sterów w celu kontroli głębokości zanurzenia, było istotną nowością. Nieznana jest dziś wewnętrzna budowa tej torpedy, jednak prawdopodobnie mieściła ona butlę z powietrzem sprężonym pod ciśnieniem 370 psi, połączoną z pneumatycznym silnikiem typu rotacyjnego własnej konstrukcji Whiteheada. 26 maja 1867 roku Whitehead został przyjęty przez cesarza Franciszka Józefa. Celem audiencji było zdobycie poparcia dla oficjalnej demonstracji torpedy, co nastąpiło w październiku tego roku w Fiume. Nie są dziś znane szczegóły demonstracji, jednak w jej rezultacie urządzenie postanowiono skierować do dalszych testów marynarki w celu oceny stopnia użyteczności nowej broni. Podczas pierwszego z testów dokonano wystrzeleń z podwodnej wyrzutni, również skonstruowanej przez Whiteheada. Z 54 startów testowych jedynie 8 wystrzelonych torped trafiło w sieć ustawioną jako cel – pozostałe pociski miały trudności z utrzymaniem zadanej głębokości, 16 przepłynęło pod siecią, pozostałe zaś całkowicie minęły się z celem.

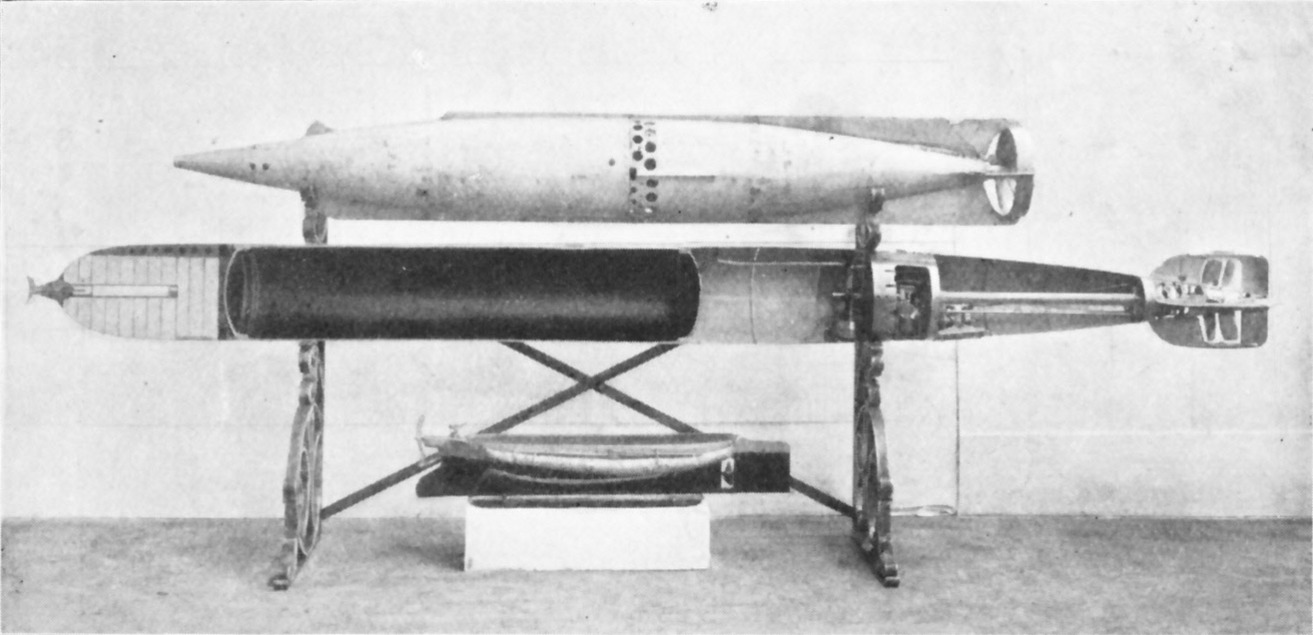
Pochodząca prawdopodobnie z 1895 roku fotografia przedstawiająca 3 kolejne wzory torped opracowane przy udziale Whiteheada. U dołu model torpedy Luppiego, na szczycie pierwsza torpeda Whiteheada z 1866 roku, między nimi zaś przekrój modelu z 1890 roku, z usuniętym jednak tajnym urządzeniem hydrostatycznym

W 1868 roku austriacka marynarka wojenna zaakceptowała torpedy Whiteheada do własnego użytku, jednak w związku z kryzysem finansowym po wojnie siedmiotygodniowej z Prusami, Austrii nie było stać na zakup wyłącznych praw do torpedy, w związku z czym Whitehead otrzymał możliwość swobodnej sprzedaży swojego wynalazku. Już w następnym roku Royal Navy zapłaciła Whiteheadowi 15 000 funtów za konstrukcję torpedy i możliwość jej produkcji w Royal Laboratory w Woolwich. Szczęściem dla Whiteheada, kontrakt zawierał klauzulę o zastosowaniu w jego zakładach w Fiume ulepszeń opracowanych w Woolwich. W 1874 roku w Royal Laboratory opracowano i zastosowano w torpedzie śrubę przeciwbieżną, która znakomicie poprawiła stabilność pocisku. Wkrótce też Peter Brotherhood opracował gwiazdowy silnik trzycylindrowy, który znalazł zastosowanie przez następne dziesiątki lat. Torpeda Whiteheada z 1876 roku, kalibru 381 mm, osiągała zasięg 400 m i prędkość 20 węzłów.
W 1883 roku dr Froude dzięki swoim pracom nad hydrodynamiką opracował półkolisty kształt nosa torpedy, który zastąpił ostro zakończony czepiec torpedy Whiteheada. Pozwoliło to nie tylko na przenoszenie większej głowicy bojowej, lecz zwiększyło prędkość podwodną torpedy o jeden węzeł, na podobnej zasadzie jak gruszka dziobowa wspomaga jednostki nawodne. W 1890 roku Robert Whitehead otworzył swój własny zakład w Weymouth w południowej Anglii i trzecią fabrykę w Saint-Tropez we Francji. W 1890 roku przedstawił nową torpedę kalibru 18 cali (450 mm), który stał się standardem na kolejne dziesięciolecia. W 1895 roku Whitehead wprowadził nowy wynalazek, opatentowany przez Ludwika Obry żyroskop – opracowany w celu kontroli azymutu kursu torpedy. Znaczenie tego wynalazku było przełomowe, bowiem po raz pierwszy torpeda nie musiała polegać na stałym kursie ustawionym przed wystrzeleniem za pomocą ręcznego ustawienia powierzchni sterowej, lecz każda torpeda samodzielnie kontrolowała swój kurs za pomocą żyroskopu. Po drugie natomiast, możliwe stało się zaprogramowanie kursu w taki sposób, że torpeda poruszała się prosto do przodu po wystrzeleniu, po czym w zaprogramowanym momencie zmieniała swój kurs.
Około roku 1900 zakład w Fiume ukończył realizację zamówienia ze strony japońskiej marynarki wojennej na dostawę torped kalibru 27,5 cala (700 mm), zaś 5 lat później otrzymał kontrakt na dostawę do tego kraju torped 24-calowych (610 mm) dla brzegowych instalacji obrony wybrzeża w Go-Saki i Ko-Saki w Cuszimie, które były pierwszymi z serii japońskich torped, które drogą rozwoju doprowadziły do powstania torped Typ 93 długiej lancy. W 1908 roku pojawiła się pierwsza torpeda kalibru 21 cali (533 mm) – najpopularniejszego do dziś rozmiaru – umożliwiająca zastosowanie dużego ładunku wybuchowego. Torpedy osiągnęły stan pełnej dojrzałości technologicznej tuż przed wybuchem I wojny światowej.

#### Kopia Schwartzkopffa

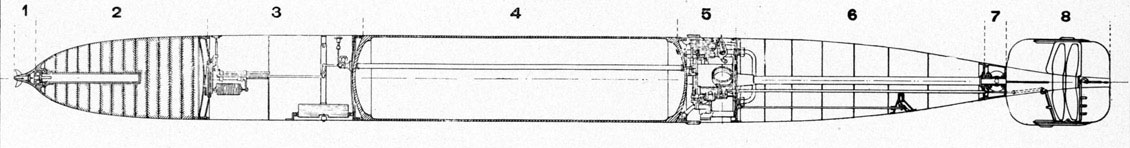
Schemat torpedy Schwartzkopffa przedstawiony w amerykańskiej instrukcji z 1903 roku do 12 torped zakupionych w Niemczech przez US Navy. (1) Zapalnik czołowy; (2) Głowica bojowa; (3) Komora zanurzeniowa; (4) Butla ze sprężonym powietrzem; (5) Przedział silnikowy; (6) Część ogonowa; (7) Stożkowa skrzynia przekładniowa; (8) Ogon ze śrubą i płaszczyznami kontrolnymi.

Pod koniec lat 60. XIX wieku zakłady w Fiume były celem licznych wizyt ze strony przedstawicieli rządów i ówczesnego biznesu. Jednym z nich był niemiecki przedsiębiorca Louis Schwartzkopff. W czasie jego wizyty, gdy Robert Whitehead nie opatentował jeszcze żadnego ze swoich wynalazków, ujawniono zniknięcie kompletu dokumentacji jednej z najnowszych wersji torpedy Whiteheada. Kradzieży nie powiązano wówczas z wizytą Schwartzkopffa, jednak zaledwie rok po tej wizycie Schwartzkopff rozpoczął produkcję niemal wiernej kopii torpedy Whiteheada, z jedyną różnicą w postaci zastąpienia stalowego korpusu torpedy korpusem wykonanym z brązu.

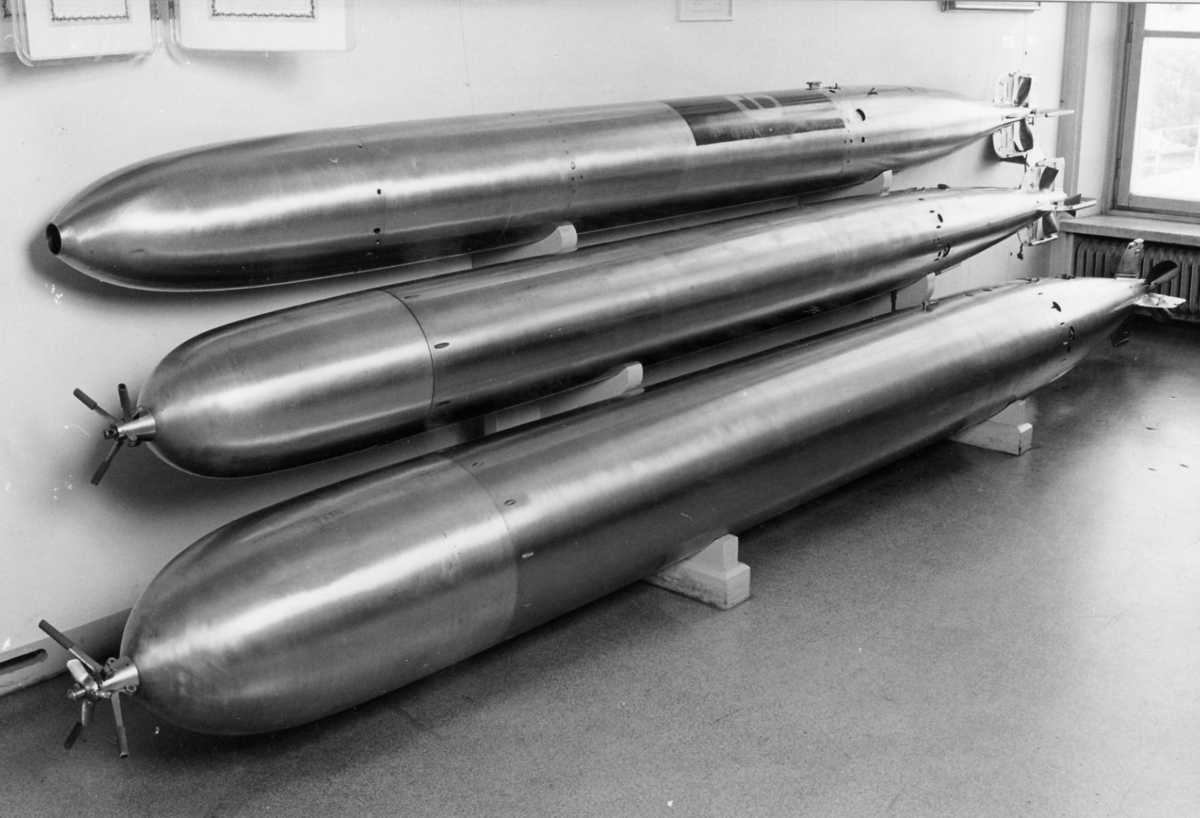
Trzy torpedy 450 mm Schwartzkopffa nabyte przez szwedzką marynarkę wojenną

Schwartzkopff szybko uzyskał kontrakty ze strony grossadmirała Tirpitza. Niemiecka piracka kopia torpedy Whiteheada w cenie 450 £ była jednak droższa od oryginału, kosztującego wówczas 320 £, i to mimo wprowadzenia również przez Whiteheada torped z korpusem wykonanym z brązu. Niemiecki fabrykant zdołał jednak sprzedać torpedy swojej produkcji do Stanów Zjednoczonych, Japonii, a nawet do Wielkiej Brytanii. Torpedy Schwartzkopffa jako pierwsze odniosły też bojowy sukces w tej epoce, gdy podczas wojny chińsko-japońskiej (1894–1895) w ataku japońskich pięciu torpedowców, które wystrzeliły 11 torped Schwartzkopffa, zatopione zostały trzy chińskie okręty. Mimo dużych podobieństw, w przekroju tej torpedy przedstawionego w amerykańskiej instrukcji, wynikają jednak pewne różnice. Zapalnik czołowy nie ma bezpiecznika odkręcającego się pod wpływem pędu wody w celu uzbrojenia, lecz jest zabezpieczony przez wewnętrzny kołek ścinany. Co więcej, Schwartzkopff nie zdołał skopiować poprawianego dopiero w tym czasie układu utrzymywania głębokości, który umieszczany był tuż za zbiornikiem powietrza. Także zastosowany żyroskop był wynalazkiem Kaselowskiego, odmiennym, choć działającym na identycznej zasadzie, co zastosowany przez Whiteheada żyroskop Obry’ego.

#### Bliss-Leavitt

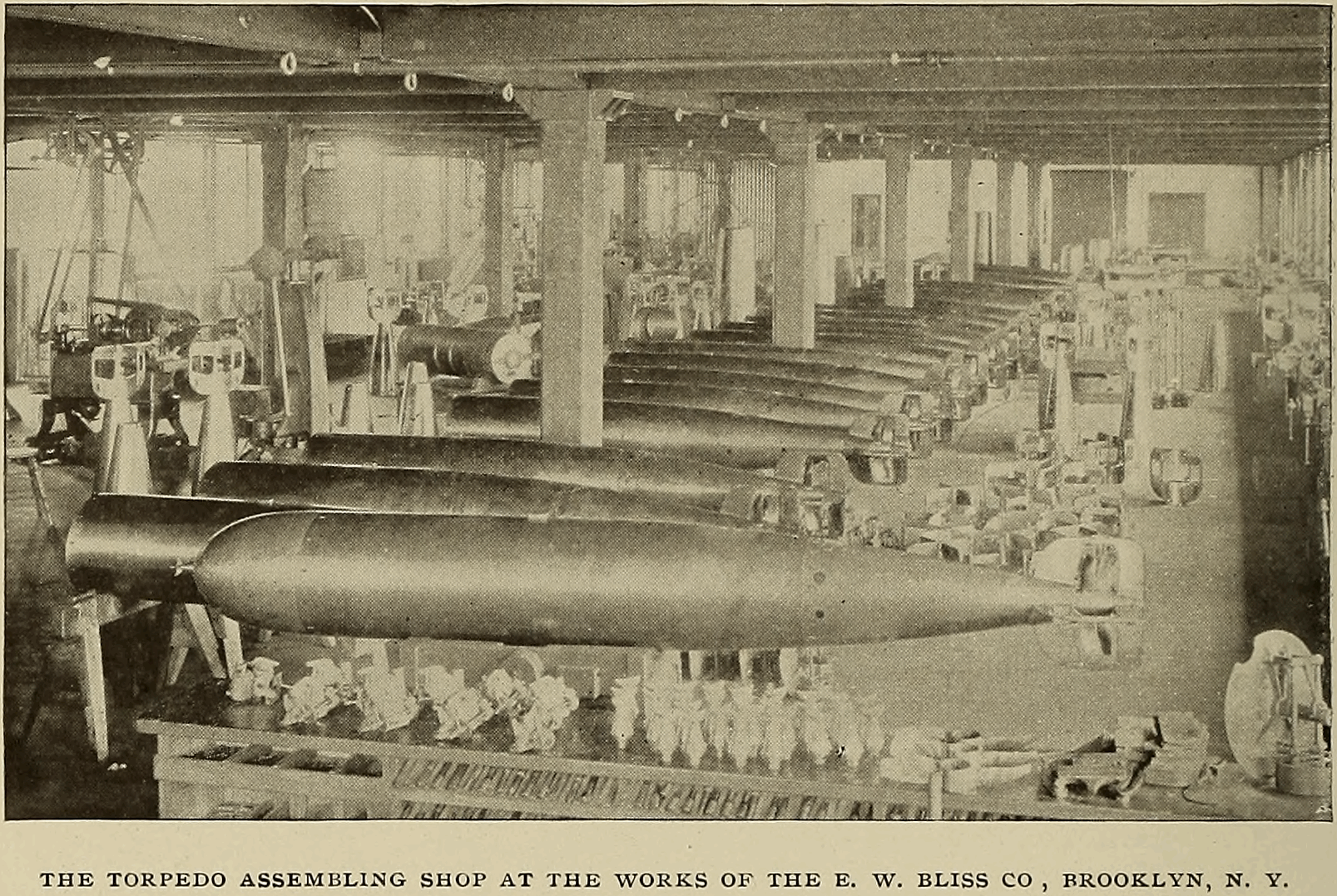
Montaż torped w zakładzie E.W. Bliss na Brooklynie w Nowym Jorku około 1896 roku

Robert Whitehead udzielił amerykańskiemu przedsiębiorstwu E.W. Bliss licencji na produkcję jego torped w Stanach Zjednoczonych na potrzeby amerykańskiej marynarki wojennej. W latach 1896–1904 przedsiębiorstwo to wyprodukowało 438 torped kalibru 18" (450 mm) pięciu różnych modeli i o dwóch różnych długościach: 3,5 metra i 5 metrów. Około jednak roku 1898 Bliss rozpoczął prace nad ulepszeniami tych torped, które doprowadziły w końcu do opracowania torped własnej konstrukcji. Jedną z większych innowacji było ulepszenie żyroskopu o zwiększonej do 10 000 obr./min. prędkości obrotowej, którą osiągał on w ciągu zaledwie 1/3 sekundy, co pozwalało na uniknięcie opóźnienia w przejęciu kontroli nad torpedą przez żyroskop, skutkującego nieregularnym torem biegu torpedy. Wkrótce też jeden z inżynierów Bliss – Frank Leavitt opracował swoją własną konstrukcję torpedy 21 cali (533 mm), luźno opartą na torpedzie Whiteheada, ale wykorzystującą silnik turbinowy, z zastosowaniem dwóch śrub przeciwbieżnych. Wraz z wprowadzoną do służby w US Navy w 1912 roku torpedą Mark VII dla okrętów podwodnych, Bliss-Leavitt zainaugurował produkcję torped parogazowych, w których woda była wtryskiwana do komory spalania jednocześnie ze sprężonym powietrzem oraz paliwem. Woda schładzała gazy i zmieniając swój stan na parowy, zwiększała ciśnienie zgromadzonych w komorze gazów. Dzięki temu torpeda zdolna była pokonać dystans 6000 jardów (5486 m) z prędkością 35 węzłów. Ostatnią skonstruowaną przez Bliss-Leavitt torpedą zamówioną przez US Navy była Mark X, która jednak produkowana była przez Naval Torpedo Station w Newport w stanie Rhode Island.

#### Konstrukcje konkurencyjne
Konstrukcja torpedy Whiteheada okazała się sukcesem na skalę globalną. Jej twórca sprzedawał torpedy swojego pomysłu do wielu krajów, torpedy te stanowiły też zalążek rozwoju innych konstrukcji. W tym samym czasie kilku innych wynalazców próbowało opracować torpedy własnego pomysłu, nie udało się im jednak skutecznie ich zrealizować. Jednym z nich był pułkownik Victor von Scheliha, niemiecki oficer, który służył po stronie Konfederacji w amerykańskiej wojnie secesyjnej. W 1873 roku zaprezentował swój pomysł brytyjskiej Admiralicji i nawet zaproponował księciu Wellington Arthurowi Wellesleyowi opatentowanie w swoim imieniu projektu jego własnej konstrukcji. Von Scheliha spotkał się następnie z Wellesleyem w Sankt Petersburgu, gdzie też przeprowadzono testy torpedy na Newie. Próby te wypadły pomyślnie. Z zachowanego do dziś patentu brytyjskiego wynika, że torpeda projektu Von Scheliha była prawidłową od strony konstrukcyjnej torpedą, która miała szansę stać się użyteczną bronią. Zawierała działający system kontroli głębokości, napędzana była trzycylindrowym silnikiem gwiazdowym, wykorzystywała zasadę podgrzewania sprężonego powietrza w celu zwiększenia prędkości, która w innych konstrukcjach znalazła zastosowanie dopiero 30 lat później, i wprowadzała przewodowe sterowanie azymutem kierunku biegu torpedy. Jeśli konstrukcja tego urządzenia zostałaby rozwinięta przez profesjonalnych inżynierów w Wielkiej Brytanii, miałaby duże szanse na sukces. Von Scheliha nie dysponował jednak własnym kapitałem, toteż przekazał plany swojej torpedy rosyjskiemu rządowi, który mimo to nie rozpoczął prac nad nią, co zakończyło historię rozwoju torped jego pomysłu.
Rosyjski konstruktor N. Aleksandrowskij zaproponował już w 1865 roku swój projekt torpedy, napędzanej sprężonym powietrzem wprawiającym w ruch maszynę tłokową, jednak nie zyskał wówczas zainteresowania władz. Torpeda Aleksandrowskiego przypominała zminiaturyzowaną łódź podwodną, zanurzenie było ustalane za pomocą balastu wodnego, a celność miała zapewniać pionowa płetwa. Ostatecznie dwie torpedy zostały wykonane w 1874 roku, kalibrów 560 mm i 610 mm. Podczas testów uzyskiwano zasięg 2–2,5 km, lecz prędkość wynosiła zaledwie 6–8 węzłów. Dalsze prace zarzucono, gdyż Rosja od 1878 roku podjęła produkcję licencyjną i rozwój bardziej zaawansowanych torped Whiteheada.

##### Pocisk kierowany Brennana

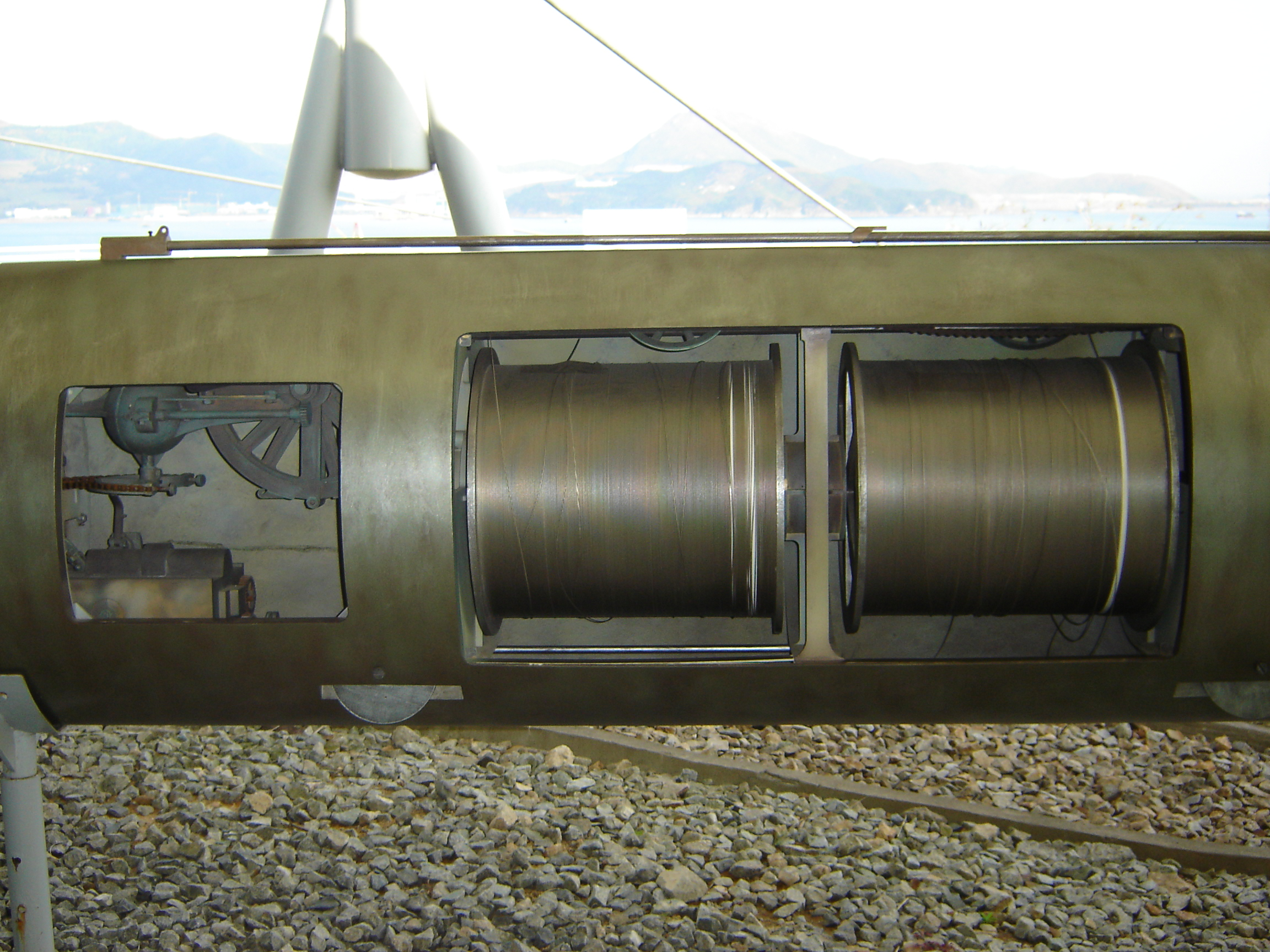
Umieszczone w jednej osi, jeden przed drugim dwa bębny torpedy Brennana. Obracane przez rozwijający się z nich kabel napędzały wał i śruby torpedy

Za pomocą swojego Küstenbrandera Luppis chciał atakować linię wodną nieprzyjacielskich jednostek, torpedy Whiteheada atakować miały poniżej wodnicy, tymczasem irlandzki innowator Louis Brennan połączył te dwa aspekty i opracował torpedę, która stała się pierwszym rzeczywiście działającym pociskiem kierowanym. Zasada działania napędu torpedy była bardzo prosta, aczkolwiek trudna do technicznej realizacji. Pocisk mieścił dwa bębny z nawiniętym na nie cienkim kablem – obracające się w przeciwnych kierunkach, które mechanicznie napędzały dwie śruby, co umożliwiało uniknięcie zastosowania stosowanej przez Whiteheada przekładni systemu śrub przeciwbieżnych. Po wystrzeleniu z wyrzutni, kable z bębnów rozwijały się, wyciągane przez znajdującą się na brzegu wyciągarkę napędzaną przez mechanizm parowy. Wyciąganie kabli z bębnów powodowało ich obrót, który przenoszony był następnie na śruby przeciwbieżne. W ten sposób Brennan uniknął konieczności umieszczenia w torpedzie źródła energii, które umieszczone było na brzegu. Zastosowanie dwóch bębnów umożliwiło także kierowanie pociskiem, do czego wykorzystywano skomplikowany system krążków linowych na brzegu. Przez umieszczony w torpedzie układ wyczuwania różnic w napięciu kabli, dokonywano zmiany położenia rufowych sterów torpedy, co zmieniało kierunek jej biegu w poziomie. Kontrola zanurzenia pocisku odbywała się przez urządzenie wykrywające zmianę ciśnienia hydrostatycznego. Zastosowany układ transmisji napędu torpedy ograniczał jej zasięg, toteż pocisk ten wykorzystywany był jedynie na nabrzeżnych instalacjach obrony brzegowej w Anglii.

##### Torpeda Howella
Skomplikowane nabrzeżne instalacje systemu Brennana ograniczały zastosowanie jego torpedy do obrony brzegowej. Najpoważniejszym zaś konkurentem pocisku Whitheada na pełnym morzu była konstrukcja torpedy Howella. W 1883 roku Departament Marynarki Stanów Zjednoczonych zaprosił szereg krajowych i zagranicznych przedsiębiorstw do przedstawienia swojej oferty w konkursie na nową torpedę dla US Navy. Przedstawione warunki zniechęciły jednak zagranicznych dostawców do udziału w konkursie, zaś producenci krajowi złożyli jedynie 3 projekty, z których tylko oferta kapitana Johna Howella nie została odrzucona przez marynarkę.

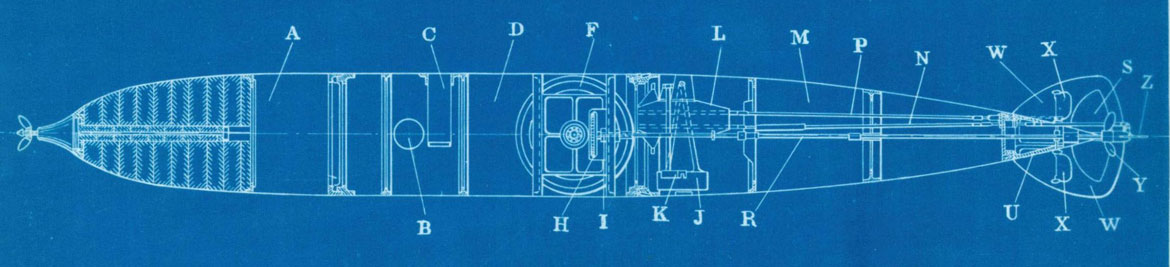
Schemat torpedy Howell Mark I zamówionej kontraktem z 1889 roku. Pośrodku widoczne koło zamachowe

Projekt torpedy Howella opierał się na zasadzie działania ciężkiego koła zamachowego napędzającego po wprawieniu w ruch wał i śrubę napędową. W opracowanym przez Howella jeszcze w 1870 i opatentowanym w 1871 roku pierwszym projekcie, koło zamachowe miało masę 100 funtów (ok. 45 kg). Projekt torpedy złożonej do konkursu w 1883 roku stanowił zaś wersję rozwojową pierwszego projektu, z kołem zamachowym o masie 131 funtów (60 kg). Koło zamachowe przed wystrzeleniem torpedy było rozpędzane przez umieszczony po prawej stronie wyrzutni torpedowej mechanizm turbiny parowej, wprawiający koło zamachowe w ruch poprzez otwór w kadłubie torpedy. System ten był bardzo głośny, w zamian jednak cały system był bardzo sprawny. Po rozpędzeniu koła do prędkości 10 000 rpm i pociągnięciu dźwigni startowej, sprzęgła przenoszące energie kinetyczną z turbiny na koło zamachowe wysuwały się z torpedy, zatrzask utrzymujący torpedę w wyrzutni był zwalniany, a eksplozja ładunku czarnego prochu wystrzeliwała torpedę z wyrzutni.
W 1884 roku sekretarz Bureau of Ordnance Montgomery Sicard poinformował Howella, że kierowane przez niego biuro było pod wrażeniem jego projektu i gotowe jest zapłacić za produkcję trzech próbnych torped według projektu Howella, ten jednak jako czynny oficer marynarki nie otrzyma żadnych tantiem z tego tytułu. Prace nad projektem wykonawczym torpedy powierzono warsztatom stoczni Washington Navy Yard, zaś wyprodukowane egzemplarze miały średnicę 14 cali, wagę 284 funtów oraz koło zamachowe o masie 112 funtów. To ostatnie przez odpowiednie przekładnie połączone było z dwoma wałami napędowymi, przenoszącymi ruch obrotowy na dwie trzypłatowe śruby torpedy, obracające się w przeciwnych kierunkach. Koło zamachowe doskonale pełniło też rolę żyroskopu, stabilizując kierunek ruchu torpedy.
Torpeda Howella przewyższała bądź dorównywała współczesnej jej torpedzie Whiteheada niemal w każdym możliwym aspekcie; mimo że obydwa pociski miały podobne zasięg i prędkość, pocisk Howella mógł przenosić o 20% cięższy ładunek wybuchowy, był też lżejszy od torpedy konkurenta. Podstawową słabością torpedy Howella był czas niezbędny do rozpędzenia koła zamachowego za pomocą zewnętrznego pomocniczego źródła energii. System ten eliminował jednak wysokociśnieniowy zbiornik powietrza, który uważany był za zagrożenie w przypadku ostrzału przez przeciwnika, nie pozostawiał też śladu torowego, uniemożliwiając wykrycie torpedy podczas jej biegu do celu. Torpeda Howella potwierdziła swoją wyższość także w przeprowadzonych przez marynarkę testach porównawczych z torpedami Whiteheada, toteż 5 stycznia 1889 roku US Navy zamówiła pierwszą partię produkcyjną tych torped. Do tego czasu jednak Howell sprzedał swoje prawa przedsiębiorstwu Hotchkiss, a produkowane przez nie torpedy borykały się z problemami technicznymi. To zaś skłoniło marynarkę do skierowania swojego zainteresowania w kierunku torped produkowanych przez innego krajowego konkurenta, Bliss-Leavitt.

##### Inne torpedy

###### Torpedy rakietowe
Wiek XIX był wiekiem wynalazków, w tym rozwoju nie mniej niż 80 różnych projektów torped. To wówczas powstały pierwsze torpedy rakietowe Andrew Alexandra (1864), następnie Jamesa D. Willoughby, Roberta Weira (1870) czy Georga Quicka (1871), który utrzymywał, że jego pocisk zdolny jest do rozwinięcia prędkości 135 mil na godzinę – z jej „inteligentną” głowicą, która zbliżając się do celu, schodziła na większą głębokość, po czym wynurzała się w celu uderzenia w dno celu. Te i wiele innych rakietowych modeli torped cierpiało jednak na brak niezawodnego systemu napędowego i paliwa dla niego, oraz na brak sprawnego sposobu kontrolowania ich. Pierwsza era torped rakietowych zakończyła się w momencie szalonego odpalenia wymyślonej przez siebie torpedy rakietowej wzdłuż głównej ulicy miasta przez jej konstruktora Patricka Cunninghama, co zakończyło się pożarem – po tym, gdy marynarka amerykańska odrzuciła jego projekt.

###### Torpedy pływakowe
Innym rodzajem rozwijanych wówczas konstrukcji były torpedy poruszające się pod powierzchnią wody, jednak utrzymywane na niewielkiej stałej głębokości przez utrzymujący się na powierzchni pływak. Miały one zaletę prostszego kierowania, gdyż były widoczne dla ich operatorów, nie wymagały także układu kontroli głębokości. Wśród nich były tak ekscentryczne projekty, jak konstrukcja torpedy Hugh Nealy’ego (1887), poruszającej się dzięki mechanizmowi zegarowemu i korpusowi w kształcie gwintu śruby. Pojawiały się także projekty torped napędzanych elektrycznie – m.in. Patrick (1888) zaproponował torpedę o średnicy 24 cali (600 mm) i długości 52 stóp (12,8 metra). W 1909 roku natomiast francuski wynalazca Gustave Gabet przetestował na Sekwanie kontrolowaną radiowo torpedę „torpille radio-automatique”. W ówczesnej prasie opisano ją jako sterowalną torpedę o długości 9 metrów z baterią i silnikiem elektrycznym o mocy 200 koni mechanicznych. Tak mocny silnik zapewniać miał możliwość rozwinięcia prędkości 20 węzłów oraz pokonania dystansu 13 000 metrów, przenosząc przy tym głowicę o masie 900 kilogramów dynamitu. Przeprowadzone 24 grudnia 1909 roku testy wypadły pomyślnie, jednak torpeda okazała się niezwykle droga, toteż wynalazek Gabeta nigdy nie doczekał się następców. Istnieją jednak również inne relacje na temat tej torpedy, zgodnie z którymi bateria elektryczna zasilać miała jedynie system lamp sygnalizujących torpedy, sama zaś torpeda napędzana miała być silnikiem benzynowym o mocy 200 KM. Według tego samego jednak autora relacji, system umożliwiać miał rewers, czyli odwrócenie kierunku obrotu śruby, to zaś wydaje się niemożliwe, gdyż trudno sobie wyobrazić systemy zdalnego sterowania tamtego czasu, zdolne do niezbędnej w takim celu kontroli zaawansowanej przekładni. Toteż relację o silniku benzynowym w tym przypadku należy uznać raczej za pomyłkę. Udokumentowany jest za to fakt istnienia służących operatorowi na brzegu świateł sygnalizacyjnych w tej torpedzie, o których wspomina uzyskany przez Gabeta amerykański patent numer 907488A.

###### Torpedy powierzchniowe
Trzecią grupą wynalazków tego czasu były torpedy poruszające się całkowicie na powierzchni. Wspomnieć tu należy o konstrukcjach Ericssona (1870), Laya (1872), Georga R. Reynoldsa (1881) i Bernana (1883). Mimo że każda z tych konstrukcji poniosła ostatecznie porażkę, wprowadziły one istotne nowinki. Najbardziej znaczącą innowacją było wprowadzenie przez Ericssona konstrukcji sterowalnej torpedy kontrolowanej przez zmienne ciśnienie powietrza. Konstrukcja tego wynalazcy po raz pierwszy wprowadziła także przeciwbieżne śruby dwupłatowe – po raz pierwszy praktycznie zastosowane, mimo że jego próba konstrukcji takiej torpedy jako całości zakończyła się niepowodzeniem. Napędzana dwucylindrowym silnikiem torpeda Ericssona zasilana była powietrzem z brzegu poprzez ciągnięty przez nią wąż. Poruszała się z prędkością 10 węzłów, zaś jej maksymalny zasięg wynosił 804 metry. Z uwagi jednak na znaczny opór, jaki na granicy zasięgu stawiał rozwijający się wąż o tej długości, torpeda ta była praktycznie niesterowalna.
John Louis Lay – który stał się znany dzięki opracowaniu użytej przez Williama Cushinga do zatopienia „Albemarle” torpedy wytykowej – gdy skierował swoje zainteresowanie ku dającym się sterować torpedom, tworzył konstrukcje o wysokim stopniu skomplikowania, za to o nieakceptowalnie niskim stopniu efektywności. Stworzył między innymi projekt torpedy z głowicą o masie 227 kilogramów – niemal pięciokrotnie większej od głowic współczesnych jej torped Whiteheada. Taka masa głowicy wydawała się jednak wówczas konieczna, gdyż zadaniem torpedy było atakowanie najmniej wrażliwej części ówczesnych okrętów pancernych – pasa pancernego na poziomie linii wodnej. Cena tej torpedy wynosząca 2200 £ powstrzymała jednak przed jej zakupem nawet brytyjską Admiralicję, choć torpeda ta została zakupiona przez Peru.

###### Torpedy artyleryjskie
Ostatnią grupą były pociski, których idea wyprzedzała swoją epokę o cały wiek. Tworzyły ją konstrukcje Philipa Brahana (1868), Lorda Miltona (1878) oraz wspomnianego już wcześniej Ericssona (1886). Wszyscy ci konstruktorzy usiłowali stworzyć projekty wystrzeliwanych z powierzchni pocisków, które po przeleceniu określonego dystansu w powietrzu wpadać miały do wody, po czym kontynuować swój bieg w zanurzeniu. Idea ta – która z powodzeniem została zrealizowana dopiero około 100 lat później w postaci rakietotorped – oparta była na napędzie podwodnym w postaci mechanizmu zegarowego, zwłaszcza w przypadku opracowanej w roku 1885 konstrukcji kapitana McEvoya.
Odmianą idei torped artyleryjskich były rozpowszechnione w marynarce rosyjskiej od lat 80. XIX wieku tzw. miotane torpedy (ros. mietatielnyje miny), pozbawione napędu, o kalibrze ok. 250 mm i przenoszące 25 kg materiału wybuchowego. Były one wystrzeliwane ładunkiem prochowym z wyrzutni na małych kutrach parowych i mogły przepłynąć zaledwie ok. 40 metrów, a ich jedyną zaletą była mała masa.

### Dojrzałość konstrukcji
Przed wybuchem I wojny światowej torpedy zdążyły wejść w wiek dojrzałości technologicznej. Dominowały wówczas torpedy z silnikiem termicznym kalibru 450 milimetrów (18 cali) – kaliber 533 milimetrów (21 cali) został wprowadzony po raz pierwszy w roku 1910, zaś Royal Navy i Niemcy zachowali najnowsze modele torped kalibru 360 mm (14 cali). Te ostatnie były też wówczas z sukcesem wykorzystywane do zrzutów z samolotów. Niemiecka marynarka wojenna wprowadziła też do użytku tymczasowe torpedy kalibru 500 milimetrów (19.7 cala). Innowacją, zaproponowaną jeszcze przed wybuchem I wojny światowej przez pułkownika F.H. Sandforda, było ustalenie kursu torpedy na podstawie z góry zadanego schematu. Ta idea na swoją realizację musiała jednak czekać aż do kolejnej wojny.
W tym czasie w Niemczech opracowano stabilny ładunek wybuchowy głowicy w postaci heksanitu – będącego mieszanką TNT i heksylu, którego produkcję kontynuowano aż do końca I wojny światowej, tymczasem w 1917 roku, na skutek ogromnego zapotrzebowania na TNT, Brytyjczycy zostali zmuszeni do rozcieńczania trotylu azotanem amonu, w celu produkcji amatolu, o nieco gorszych właściwościach.

#### I wojna światowa
Aliancka blokada wywołała znaczne niedobory metali nieżelaznych w Niemczech, prowadząc do ogołacania przez niemieckie wojska okupacyjne domów w północnej Francji i Belgii z ołowiu, mosiądzu i miedzi. Z tego samego powodu, miedziane rurociągi budowanych wówczas U-Bootów zastępowano rurociągami wykonanymi z żeliwa. Niedobory te nie spowodowały jednak pogorszenia jakości produkowanych wówczas torped, które uważane były za podstawową broń mogącą zapewnić Niemcom zwycięstwo. Produkowane wówczas torpedy Schwartzkopffa pozbawiono wprawdzie obudowy fosfobrązowej, brąz jednak nadal używany był do produkcji wyrzutni torpedowych niemieckich okrętów podwodnych.
Wprawdzie brytyjska flota podwodna odniosła szereg sukcesów podczas tej wojny, trapiona jednak była problemami z nieefektywnymi zapalnikami. W Niemczech zaś eksperymentowano z wielkimi torpedami kalibru 600, a nawet 700 milimetrów. Wprowadzono też wówczas w tym kraju zdalnie sterowane drogą radiową wybuchowe łodzie motorowe, a także zapalniki magnetyczne, które swoją dojrzałość technologiczną osiągnęły jednak dopiero podczas następnej wojny. W 1917 roku Niemcy opracowali pierwszą torpedę elektryczną, która mimo swej stosunkowo niewielkiej prędkości 28 węzłów na dystansie ok. 2000 metrów, nie pozostawiała śladu torowego, utrudniając jednostkom eskorty określenie lokalizacji okrętu, który ją wystrzelił. Rozejm kończący Wielką Wojnę zapobiegł jednak pierwszemu użyciu bojowemu torped elektrycznych.
W Stanach Zjednoczonych eksperymentowano z małą torpedą elektryczną kalibru 7¼" (17,78 cm) o długości 6 stóp (1,8 m), a następnie z pełnowymiarową torpedą 18" (450 mm) w 1919 roku, zaraz jednak potem Amerykanie utracili zainteresowanie torpedami elektrycznymi na następne 20 lat. Po przystąpieniu USA do wojny w 1917 roku zamówiono dużą liczbę niszczycieli gładkopokładowych typów Caldwell, Wickes i Clemson, dla których Bliss-Leavitt wyprodukował ponad 3000 parogazowych torped Mark VIII, które wraz ze swoimi okrętami służyły aż do 1945 roku.

#### Okres międzywojenny
Od początku lat 20. do połowy lat 30. XX wieku, w Stanach Zjednoczonych pozbawiono wyrzutni torpedowych najpierw pancerniki, a następnie także krążowniki. Powodem ich usunięcia była chęć zaoszczędzenia maksymalnej masy ciężkich okrętów – w związku z ograniczeniami traktatowymi – a także, jak uważano, zmniejszenia ryzyka dla okrętów podczas pojedynków artyleryjskich. Wyjątkiem w tym zakresie pozostały krążowniki lekkie typu Omaha, które jednak służyły jako liderzy niszczycieli. W samej zaś konstrukcji torped największy postęp dokonał się w zakresie jednostek napędowych. Prym w tym zakresie wiodły konstrukcje brytyjskie. U końca wojny podstawowym silnikiem torped brytyjskich był wykonany z brązu cieplny silnik gwiazdowy z integralnymi cylindrami i głowicami cylindrów, jak w typowych ówcześnie silnikach samochodowych. Z uwagi jednak na stały wzrost masy zbiorników powietrza, które musiały być zdolne do wytrzymania zwiększonego ciśnienia, rozpoczęto eksperymenty z nadtlenkiem wodoru – który stawiał mniejsze wymagania w tym zakresie – w celu wewnętrznej, bieżącej produkcji tlenu w drodze katalizy. Prace w tym zakresie zostały jednak wkrótce zawieszone przez Brytyjczyków, podjęli je za to Niemcy i Amerykanie, a w późniejszym okresie następnej wojny także Japończycy.
Celem zwiększenia mocy istniejących napędów, prowadzono prace nad wzbogaceniem powietrza w tlen, do 57% objętości, a nawet nad wykorzystaniem czystego tlenu. Pierwszymi torpedami wykorzystującymi wzbogacony tlen były Mark VII, w którą wyposażono krążowniki ciężkie typu London, oraz Mark I kalibru 24.5" (620 mm), zainstalowana na pancernikach HMS „Nelson” i „Rodney”. W tym samym czasie w Wielkiej Brytanii udoskonalano silniki z tłokiem posuwisto-zwrotnym w klasycznym układzie gwiazdowym z czterema cylindrami. Pierwszą brytyjską torpedą z tego rodzaju napędem była Mark VIII dla okrętów podwodnych – torpedy tego typu pozostawały na uzbrojeniu RN także po II wojnie światowej, 55 lat po ich wprowadzeniu wykorzystano je w trakcie wojny falklandzkiej do zatopienia argentyńskiego krążownika „General Belgrano”.
Odmienną drogą podążały konstrukcje niemieckie. Już w 1923 roku objęte zakazami traktatowymi Niemcy podjęły eksperymenty z torpedami elektrycznymi na terenie Szwecji. Prowadzone w tajemnicy prace badawcze doprowadziły do ukończenia projektu sześć lat później. W związku z nałożonym przez traktat wersalski zakazem konstruowania i posiadania okrętów podwodnych projekt elektrycznej torpedy przechowywany był w gotowości, do czasu dojścia do władzy Adolfa Hitlera i stopniowego odrzucania przez niego postanowień prawa międzynarodowego. 30 października 1934 roku ukończono też specyfikację torpedy G7a6 – nowej sześciocylindrowej wersji czterocylindrowej torpedy G7a – o mocy 420 KM. Powstał wówczas również projekt torpedy G6a, zdolnej do rozwinięcia prędkości 50 węzłów na dystansie 3 kilometrów. Pod koniec lat 30. intensywnie prowadzono w Niemczech także prace nad akustycznymi systemami kierowania.
W Stanach Zjednoczonych na bazie wcześniejszych projektów Bliss-Leavitt w roku 1931 opracowano cieplną torpedę Mark XIV dla okrętów podwodnych oraz jej przedłużoną wersję Mark XV, przeznaczoną dla niszczycieli. Podjęto też prace nad torpedą lotniczą Mark XIII. Już jednak w 1915 roku rozpoczęto eksperymenty z alternatywnymi paliwami, zaś w roku 1929 w Naval Research Laboratory rozpoczęto program, który w 1934 roku zakończył się opracowaniem „navolu” – skoncentrowanego roztworu nadtlenku wodoru w wodzie, będącego utleniaczem dla alkoholu spalanego jako paliwo. Program opracowywanej na tej bazie torpedy Mark 17 został jednak przerwany w związku z atakiem na Pearl Harbor i pilną potrzebą skoncentrowania ograniczonych środków na produkcji torped istniejących typów.

##### Zapalnik magnetyczny
Torpedowy zapalnik reagujący na zmianę pola magnetycznego ma za zadanie wykryć dzięki temu bliskość stalowego kadłuba celu i eksplodować pod nim ładunek głowicy, aby wykorzystując zasady dynamiki płynów, przełamać jego stępkę.

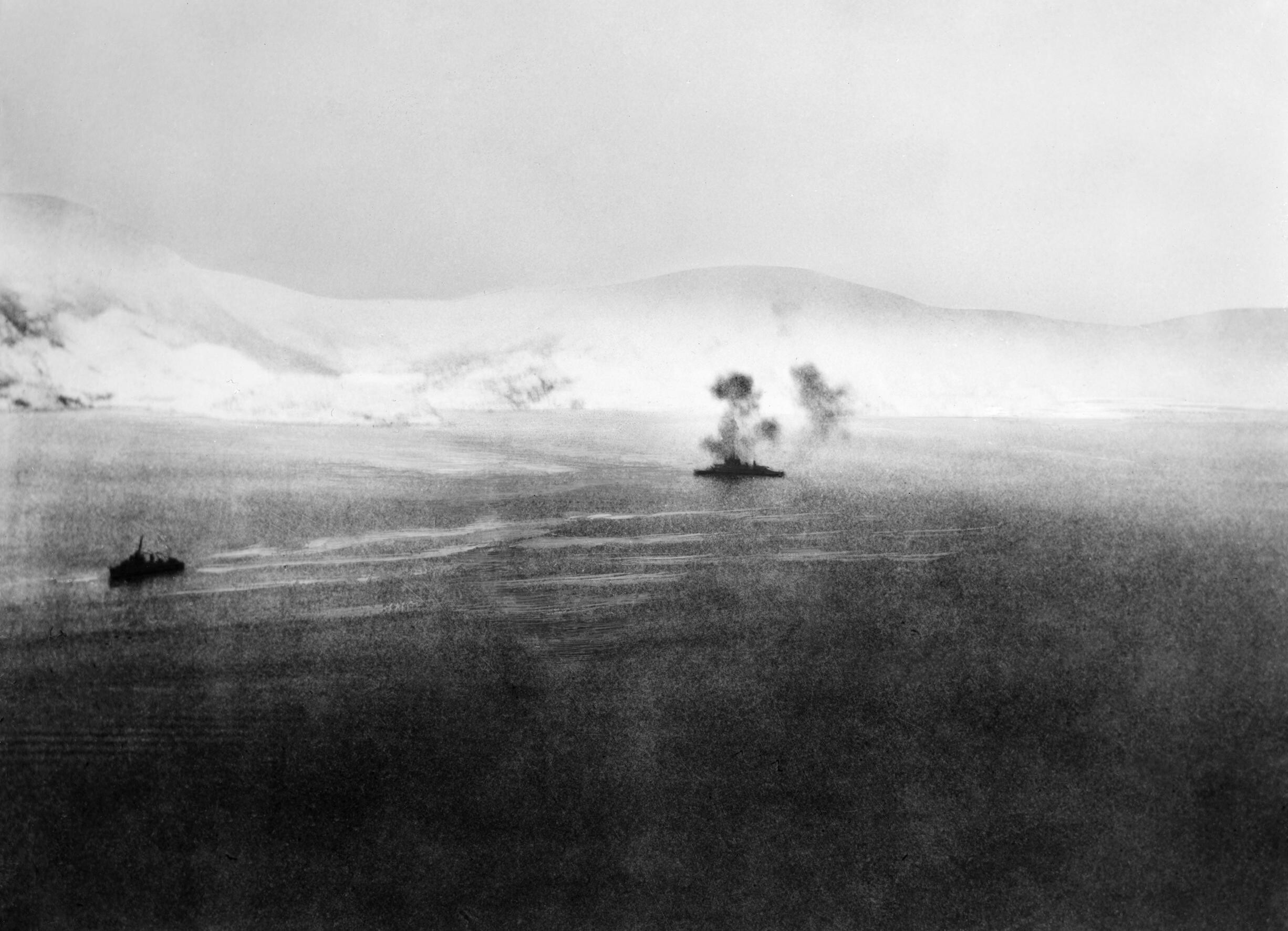
HMS „Warspite” w norweskim fiordzie, trzy dni przed atakiem U-47.

Pierwsze prace nad zapalnikiem torpedowym reagującym na zmianę pola magnetycznego w pobliżu dużej masy metalu prowadzili Niemcy już w trakcie I wojny światowej. Wkrótce po jej zakończeniu, wykorzystując doświadczenia zdobyte przy konstrukcji min z zapalnikiem magnetycznym, niemiecki zarząd torpedowy – mimo poważnych ograniczeń wersalskich – rozpoczął pracę nad aplikacją tej technologii do samobieżnych torped. Prace te doprowadziły do opracowania magnetycznego zapalnika zbliżeniowego, oznaczonego w Niemczech jako Magnetzündung-Pistole – MZ – Pi. W miarę zbliżania się do celu wzrost natężenia otaczającego masę stali pola magnetycznego aktywował detonator, który powodował wybuch ładunku głowicy pod stępką celu. Obok zapalników kontaktowych, w zapalniki MZ-Pi zostały wyposażone głowice Ka i Kc torped G7a (T1) oraz elektrycznych torped G7e (T2). Gdy jednak torpedy te zostały użyte operacyjnie, liczba przedwczesnych eksplozji, bądź niezadziałania w ogóle, osiągnęła katastrofalne dla Kriegsmarine rozmiary podczas kampanii norweskiej w kwietniu 1940 roku. Jej ofiarą padł między innymi Kapitänleutnant Günther Prien, który na swoim U-47 bezskutecznie atakował tymi torpedami zarówno brytyjskie transportowce wysadzające alianckie wojska na brzeg, jak i stanowiący znakomity i bezbronny cel pancernik HMS „Warspite”. W rezultacie użycie zapalnika magnetycznego przez niemieckie U-Booty zostało najpierw ograniczone, a następnie w ogóle zabronione.
Zachowane dokumenty wskazują na brytyjskie prace nad zapalnikiem magnetycznym prowadzone w 1927 roku. Zadowolenie jednak z torpedy Mark VIII z zapalnikiem kontaktowym spowodowało, że prace te nie były na większą skalę rozwijane, aż do 1938 roku, kiedy Brytyjczycy pracowali nad „Duplex” – zapalnikiem kontaktowo-magnetycznym. Pierwsze problemy jednak z jego niezawodnością spowodowały ostateczne porzucenie prac nad tym mechanizmem i skupieniem się na sprawdzonym standardowym zapalniku kontaktowym Typu 3.
Wprawdzie amerykańskie prace nad zapalnikiem magnetycznym toczyły się już wcześniej, jednak do 1922 roku nie miały one większego znaczenia. Dopiero wejście do służby brytyjskich drednotów uświadomiło, że zatopienie pancerników chronionych wielowarstwowymi systemami ochrony kadłuba jest trudniejsze, niż dotąd sądzono. Rozwiązaniem tego problemu wydawała się eksplozja torpedy nie obok wielowarstwowego kadłuba, lecz pod nim – w celu przełamania jego stępki. Oznaczonym jako „Projekt G-53” amerykańskim pracom w tym zakresie nadano najwyższą klauzulę tajności. Mimo że prace toczyły się w kilku miejscach, żadna z osób biorących w nich udział nie wiedziała o pracach prowadzonych w innych instytucjach. W roku 1930 nazwę projektu zmieniono na G-156, zaś w roku 1934 na G-175. Wtedy też mechanizm amerykańskiego zapalnika uzyskał oznaczenie Mark VI. Do 27 maja 1941 roku, kiedy prezydent Roosevelt ogłosił stan narodowego pogotowia, zaledwie kilkoro ludzi w całej amerykańskiej marynarce wiedziało o istnieniu nowego zapalnika, jak urządzenie funkcjonuje i jak zainstalować je w torpedzie. Jego istnienie zostało ujawnione dopiero w czerwcu 1942 roku, kiedy skierowano go do produkcji. Wcześniej zapalnik został przetestowany na kadłubie ciężkiego krążownika USS „Indianapolis” (CA-35), nigdy jednak nie przeprowadzono testów wersji produkcyjnej tego zapalnika. Gdy zaś wraz z torpedami przekazano go na okręty, okazało się, że jest całkowicie niegodny zaufania. Gdy zaś z floty zaczęły docierać do Naval Torpedo Station wiadomości o nieskuteczności torped wyposażonych w zapalnik magnetyczny: przypadkach przepływania torped pod kadłubami atakowanych japońskich jednostek, bądź przedwczesnych eksplozji, nieczyniących szkód, admirałowie, inżynierowie i naukowcy z tej instytucji winą za to obarczyli dowódców okrętów i ich załogi. Zawodność zapalnika magnetycznego Mark VI stała się wkrótce jednym z symboli „wielkiego skandalu torpedowego”.

##### Prace japońskie
Problemy wynikłe z niedostatecznych testów realnych torped nie dotyczyły Japonii. W tym kraju marynarka imperialna prowadziła zakrojone na szeroką skalę testy torped wyposażonych w głowice bojowe, poświęcając na ten cel wiele przestarzałych okrętów. Japonia postrzegała bowiem torpedy jako broń niezbędną jej do dorównania liczbowo silniejszej amerykańskiej Flocie Pacyfiku. Krótko po I wojnie światowej Japonia opracowała plan nazwany yugeki zengen sakusen (operacje przechwytująco-wyniszczające). Japońska strategia zakładała wyeliminowanie znacznej części US Navy poprzez serię operacji na całym obszarze Oceanu Spokojnego, aż do osiągnięcia stanu równowagi przez japońskie okręty liniowe, po czym – zgodnie z doktryną Mahana, której hołdowały oba kraje – przeprowadzenie decydującej walnej bitwy, wzorem cuszimskiej. Większa część tej strategii uzależniona była od torped, toteż Japonia z powodzeniem dążyła do skonstruowania i produkcji ówcześnie najlepszych tego rodzaju pocisków, kładąc nacisk na duży zasięg i dużą prędkość, pozwalające razić przeciwnika spoza zasięgu jego broni.
Zainspirowana niemiecką torpedą elektryczną z okresu poprzedzającego zakończenie I wojny światowej – prawdopodobnie wariantem torpedy G/7 – Japonia rozpoczęła prace nad torpedą elektryczną w 1921 roku, jej projekt zaś został ukończony w roku 1925. Torpeda o średnicy 533 milimetrów zasilana była dwoma akumulatorami kwasowo-ołowiowymi z 54 ogniwami każdy, zasilającymi silnik elektryczny o mocy około 95 koni mechanicznych. Taki napęd pozwalał torpedzie z głowicą o masie 300 kg na pokonanie dystansu 7000 metrów z prędkością 28 do 30 węzłów. W 1934 roku przeznaczona dla okrętów podwodnych torpeda tego typu uzyskała oznaczenie Typ 92, jednak jej produkcja została wstrzymana, z gotowością do masowej produkcji na wypadek wojny.

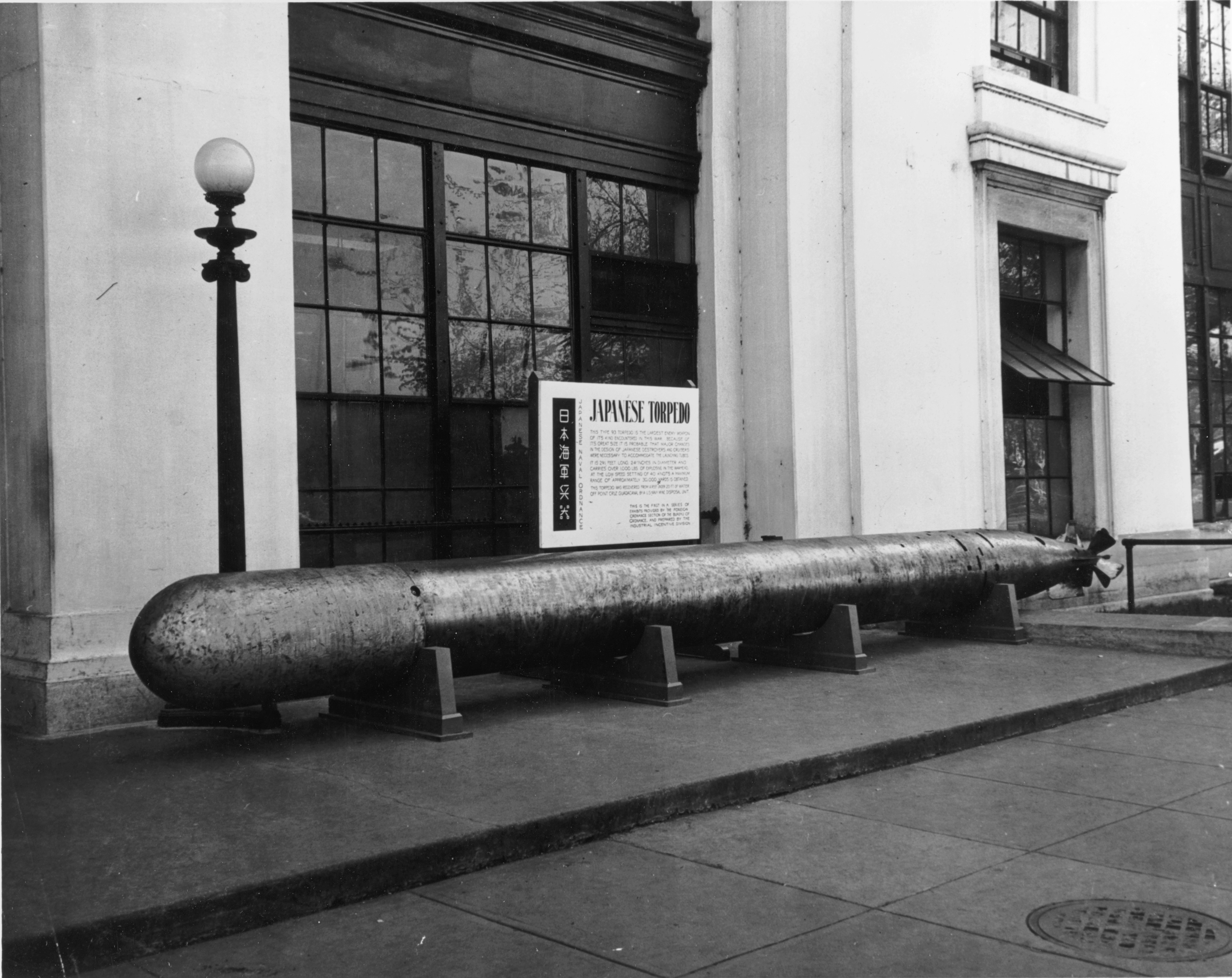
Opracowana w roku 2093 według kalendarza japońskiego, torpeda Typ 93 kalibru 610 mm.

Od początku wieku konstruktorzy japońscy badali zagraniczne konstrukcje, w tym konstrukcje ciężkich torped 650 mm z Fiume i niemiecką torpedę 600 mm. Następnie w toku własnych prac w tym zakresie, do roku 1930 opracowali projekt torpedy Typ 90 kalibru 610 mm z ładunkiem 375 kilogramów, zdolnej do pokonania dystansu 7000 metrów z prędkością 46 węzłów. W 1917 roku Japończycy testowali przez krótki czas torpedy ze wzbogaconym tlenem, po czym zainspirowani brytyjskimi pracami w tym zakresie, w drugiej połowie lat 20. powrócili do tej idei i podjęli próbę skonstruowania napędu opartego na czystym tlenie dla torpedy 610 mm. Po pokonaniu wielu trudności, związanych z bezpieczeństwem użycia czystego tlenu, odnieśli sukces, konstruując ciężką torpedę dla krążowników i niszczycieli, oznaczoną jako Typ 93. Zasilany czystym tlenem jako utleniaczem silnik torpedy Typ 93 osiągał moc 520 KM przy prędkości obrotowej 1200 rpm, co pozwalało tej torpedzie na rozwijanie prędkości 49 węzłów na dystansie 20 000 metrów, przy prędkości zaś 36 węzłów zasięg torpedy z głowicą o masie 490 kilogramów wynosił aż 40 000 metrów. Torpeda ta została podstawowym uzbrojeniem japońskich okrętów nawodnych podczas całego nadciągającego nowego konfliktu światowego, zaś opracowana w 1935 roku jej mniejsza wersja kalibru 533 mm oznaczona została jako Typ 95 i weszła na wyposażenie japońskich okrętów podwodnych. Z uwagi jednak na trudności z obsługą „tlenowych” torped w okrętach podwodnych, pociski te zostały w nich zastąpione torpedami elektrycznymi Typ 92. Najmniejsza japońska torpeda tlenowa oznaczona była jako Typ 97 i przeznaczona była dla miniaturowych okrętów podwodnych – począwszy jednak od ataku na Pearl Harbor nie odniosła sukcesu. Obraz międzywojennego rozwoju torped w Japonii dopełnia najlepsza pod wieloma względami w ówczesnym świecie torpeda lotnicza Typ 91. Ogółem stwierdzić należy, że japońskie założenia strategiczne i operacyjne, oraz podejście do konstrukcji torped, zaowocowały kompletnym zestawem prawdopodobnie najlepszych w każdej klasie torped.
Jak wynika z zaprezentowanego niżej porównania podstawowych torped dla okrętów podwodnych czołowych potęg morskich tego czasu, u progu II wojny światowej wszystkie te państwa dysponowały torpedami o zbliżonych parametrach. Pod względem prędkości, zasięgu i masy głowicy zdecydowanie na czoło wybija się jednak japońska torpeda Typ 95. Podobnie przedstawiają się porównania podstawowych pocisków w pozostałych klasach torped.
|                          | Mk. XIV (USA)    | Mk. VIII (UK)            | G7a (Niemcy)         | G7e (Niemcy)     | Typ 95 (Japonia) |
| ------------------------ | ---------------- | ------------------------ | -------------------- | ---------------- | ---------------- |
| Wejście do służby        | 1938             | 1927                     | 1938                 | 1939             | 1938             |
| Średnica                 | 533 mm           | 533 mm                   | 533 mm               | 533 mm           | 533 mm           |
| Długość                  | 6248 mm          | 6579 mm                  | 7163 mm              | 7163 mm          | 9000 mm          |
| Waga                     | 1488 kg          | 1565 kg                  | 1538 kg              | 1608 kg          | 1665 kg          |
| Wysoka prędkość          | 46,3 węzła       | 45,5 węzła               | 44 węzły             | 30 węzłów        | 49–51 węzłów     |
| Mała prędkość            | 31,1 węzła       | 41 węzłów                | 40 węzłów            | n/a              | 45–47 węzłów     |
| Zasięg (wysoka prędkość) | 4100 metrów      | 4570 metrów              | 6000 metrów          | 5000 metrów      | 9006 metrów      |
| Zasięg (mała prędkość)   | 8200 metrów      | 6400 metrów              | 8000 metrów          | n/a              | 12 000 metrów    |
| Głowica                  | 292 kg           | 327 kg                   | 280 kg               | 280 kg           | 405 kg           |
| Zapalnik                 | magnet./kontakt. | kontaktowy               | magnet./kontakt.     | magnet./kontakt. | kontaktowy       |
| Napęd                    | parogazowa       | sprężone powietrze-nafta | dekalina, parogazowa | elektryczny      | nafta-tlen       |

#### II wojna światowa

##### Rozwój torped niemieckich

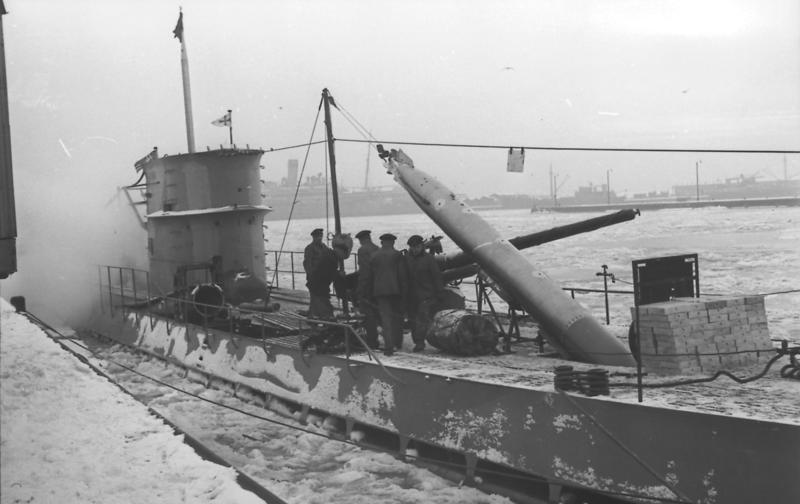
Torpeda ładowana na niemiecki okręt podwodny (U-Boot)

Standardowym wyposażeniem Kriegsmarine w 1939 roku była – powstała przez rozwój torpedy G/7 z poprzedniej wojny – torpeda G7a (T1), w którą uzbrojone były niemiecka flota podwodna, okręty nawodne oraz kutry torpedowe (Schnellboot). Torpeda ta różniła się od torped stosowanych przez inne marynarki, przez zastosowanie w charakterze paliwa dekaliny (bicyklo[4.4.0]dekan) zamiast kerozyny. Stanowiła ona też podstawę opracowania pierwszej torpedy elektrycznej G7e, która choć w stosunkowo niewielkiej liczbie, była już dostępna na początku wojny w wariancie T2. Każda z nich zawierała 280-kilogramową głowicę z ładunkiem Schießwolle 36, który mógł być detonowany przez zapalnik kontaktowy (Aufschlagzündung lub AZ) bądź przez magnetyczny zapalnik zbliżeniowy (Magnetzündung-Pistole lub MZ-Pi). Gdy jednak torpedy te zostały użyte operacyjnie, liczba przedwczesnych detonacji i innych awarii osiągnęła katastrofalne proporcje podczas kampanii norweskiej w kwietniu 1940 roku. Przez cały kwiecień 1940 roku U-Booty zdołały zatopić jedynie 8 jednostek, o łącznej wyporności jedynie nieco ponad 32 000 ton. Wyłączając z tego dwa okręty wojenne – jako że w strategii adm. Karla Dönitza zatapianie okrętów odgrywało drugoplanową rolę – całkowity zatopiony tonaż statków w tym miesiącu nie przekraczał 31 000 ton. Przy tak niewielkiej skuteczności Niemcy nie miały szansy wygrania wojny. Niewyobrażalna dla U-Bootwaffe skala niepowodzeń ataków torpedowych podczas operacji Weserübung zachwiała niemieckim planem „wojny tonażowej” przeciw Wielkiej Brytanii. Co gorsza, od początku wojny we wrześniu 1939 roku, niemieckie okręty podwodne zmarnowały niezliczoną ilość szans na sukces z powodu nieprawidłowego funkcjonowania torped. W 1939 roku niemieckie torpedy mogły być ustawione na eksplozję przy kontakcie z kadłubem nieprzyjacielskiej jednostki lub też miały wpływać pod jej kadłub i eksplodować pod wpływem jej pola magnetycznego. Żaden z tych sposobów nie działał. Magnetyczny zapalnik był o wiele zbyt czuły, co często doprowadzało do przedwczesnej detonacji, zaś zapalnik kontaktowy był zbyt skomplikowany i działał – zdawało się – losowo. Wadliwe torpedy wywołały tak wielki problem, że dowodzący niemiecką flotą podwodną admirał Karl Dönitz po raz pierwszy w tej wojnie stanął przed dylematem całkowitego przerwania operacji podwodnych do czasu uporania się z problemami technicznymi torped. Taka decyzja – w przeciwieństwie do tej podjętej dokładnie trzy lata później – nie wchodziła jednak wówczas w grę, toteż celem zapobieżenia dalszym niepowodzeniom, Dönitz zakazał stosowania zapalników magnetycznych do czasu rozwiązania związanych z nimi problemów technicznych.

###### Torpedy elektryczne
Dzięki opracowaniu elektrycznej torpedy G7e wyeliminowano podstawowy mankament pocisku G7a – widoczny w dobrych warunkach z dużej odległości pozostawiany przez parę ślad wodny. O znaczeniu tej kwestii dla Kriegsmarine świadczy fakt, że do końca stycznia 1945 roku z jednostek wszystkich klas wystrzelono 2300 torped z napędem parogazowym, podczas gdy w tym samym czasie niemal wyłącznie z okrętów podwodnych wystrzelono 7000 elektrycznych torped G7e. Torpedy te miały jednak jedno podstawowe wymaganie – podczas rejsu ich baterie wymagały stałego podgrzewania do temperatury 30 °C, w innym przypadku znaczącemu zmniejszeniu uległby ich zasięg. Niedługo potem, zarówno G7a, jak i G7e mogły być programowane do ruchu w wodzie o z góry określonym wzorze. W tym celu zmianie uległa bateria z pojemności 93 amperogodzin (Ah) na 125Ah. W międzyczasie na wyposażenie torped wprowadzono nowy typ zapalnika kontaktowego, dzięki któremu w latach 1941–1942 U-Booty święciły swe największe sukcesy, zaś w listopadzie 1942 roku do użytku oddano nowy ulepszony zapalnik magnetyczny Pi39H (Pi2), który był skuteczny także z dodatkowym detonatorem kontaktowym. Tak wyposażone torpedy typu G7e (z napędem elektrycznym) oznaczono symbolem T3. Układ energetyczny torpedy G7e miał jednak dość istotną wadę – torpeda pozbawiona była układu kontroli prędkości, polegając w tej mierze na charakterystyce baterii. W rezultacie na skutek wyczerpywania się baterii, w miarę spadku napięcia, spadała również prędkość biegu torpedy. W stanowiącej w pewnej mierze kopię tej torpedy amerykańskiej torpedzie Mark 18, inżynierowie Westinghouse zaradzili temu przez zastosowanie wysoce skomplikowanego systemu, który kontrolował prędkość torpedy z dokładnością do 1%.

###### Fat i Lut

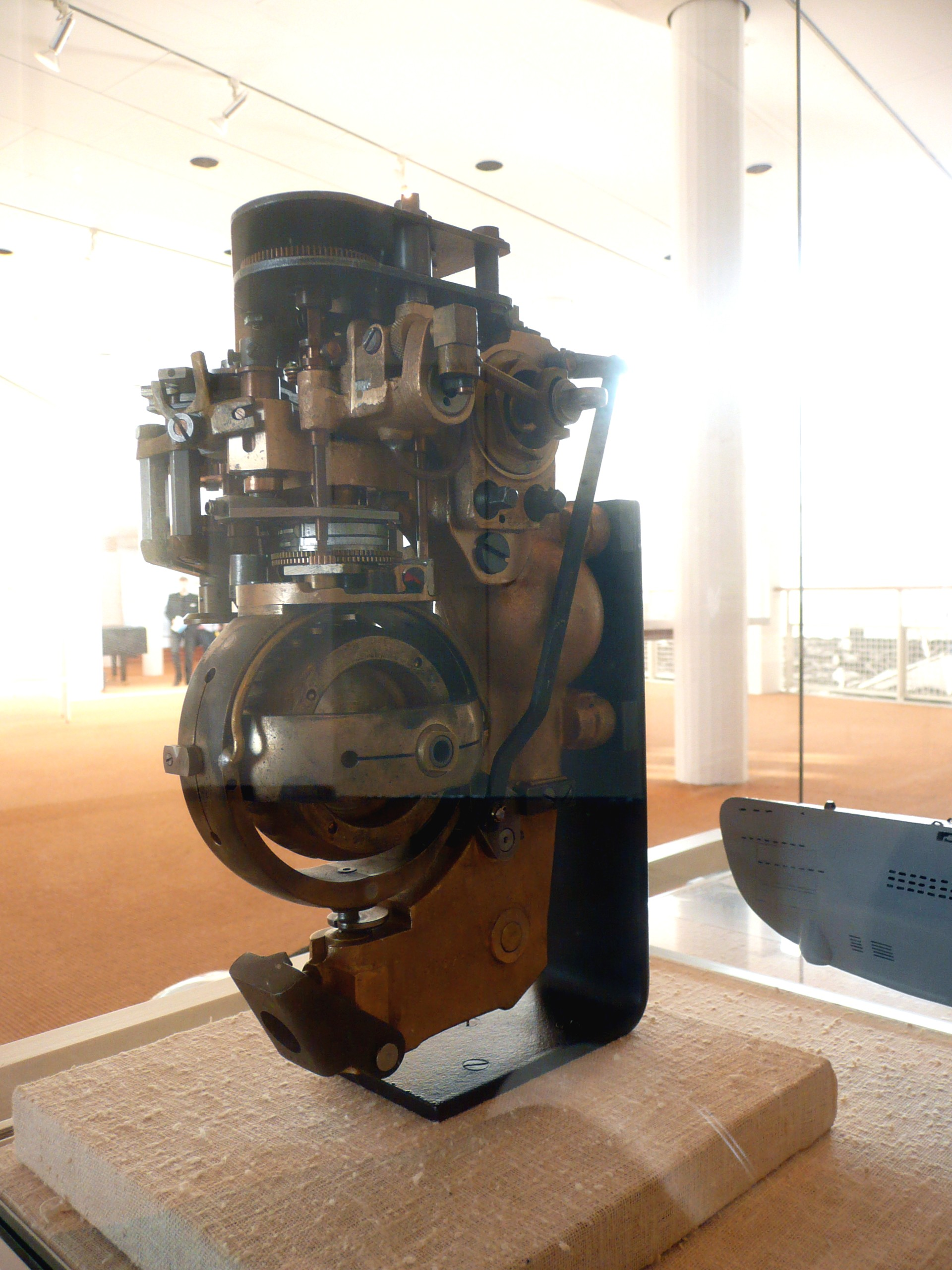
Instalowane w torpedach G7e sprężynowe urządzenie kontrolujące FAT 2.

Również w 1942 roku torpedy G7a, jak i G7e wyposażono w nowe urządzenie o nazwie Federapparat, w skrócie Fat. Wyposażone w nie torpedy po wystrzeleniu nie poruszały się po linii prostej, lecz wykonywały – według wyboru – małe lub duże pętle w poprzek kursu konwoju, ze zwrotami o 180° w prawo lub w lewo, po początkowym prostoliniowym kursie 500 do 15 000 metrów z prędkością 30 węzłów oraz dystansie pętli do 12 500 metrów. Załoga okrętu miała możliwość ustawienia wybranego wzoru ruchu przez umieszczony w okręcie panel kontrolny.

Przykładowy wzór ustawienia torpedy z systemem Lut. Dzięki możliwości drugiej zmiany kursu po wystrzeleniu przed rozpoczęciem ustawionego wzoru pętli, torpeda mogła być wystrzelona pod dowolnym kątem w stosunku do kursu konwoju.

Na koniec roku 1942 produkcja torped z nowym systemem kierowania wynosiła około 100 miesięcznie. Z uwagi na niewielką prędkość, torpedy z tym systemem przeznaczone były głównie do ataku na powolne statki transportowe płynące w zagęszczonych konwojach. Wyposażone w ten system torpedy G7a były początkowo dopuszczone do użytku wyłącznie w atakach nocnych, ze względu na pozostawiany przez nie ślad torowy. Wkrótce jednak system ten zastosowano także na niepozostawiających śladu torowego elektrycznych torpedach G7e.
Na początku 1944 roku wprowadzono do użytku bardziej zaawansowaną wersję Fat pod nazwą Lagen unabhängiger torpedo – Lut. Przez zastosowanie nowego połączenia przegubowego w mechanizmie kontrolującym wykonywanie pętli, system Lut w dowolnej sytuacji umożliwiał torpedzie podążanie kursem równoległym do kursu celu, co z kolei umożliwiało wystrzelenie jej pod dowolnym kątem w stosunku do celu. Prędkość torpedy mogła być ustawiona w przedziale między 5 i 21 węzłów. Lut I został wbudowany w torpedę T3a (G7e), a po trwających od 9 października do 9 grudnia 1943 roku testach na U-970 typu VIIC, w lutym 1944 roku został wprowadzony do użytku operacyjnego. Do 1 lipca tego roku, około 50 operacyjnych U-Bootów zostało wyposażonych w powstałą w ten sposób nową torpedę G7e T3a Lut I.

###### Zaunkönig

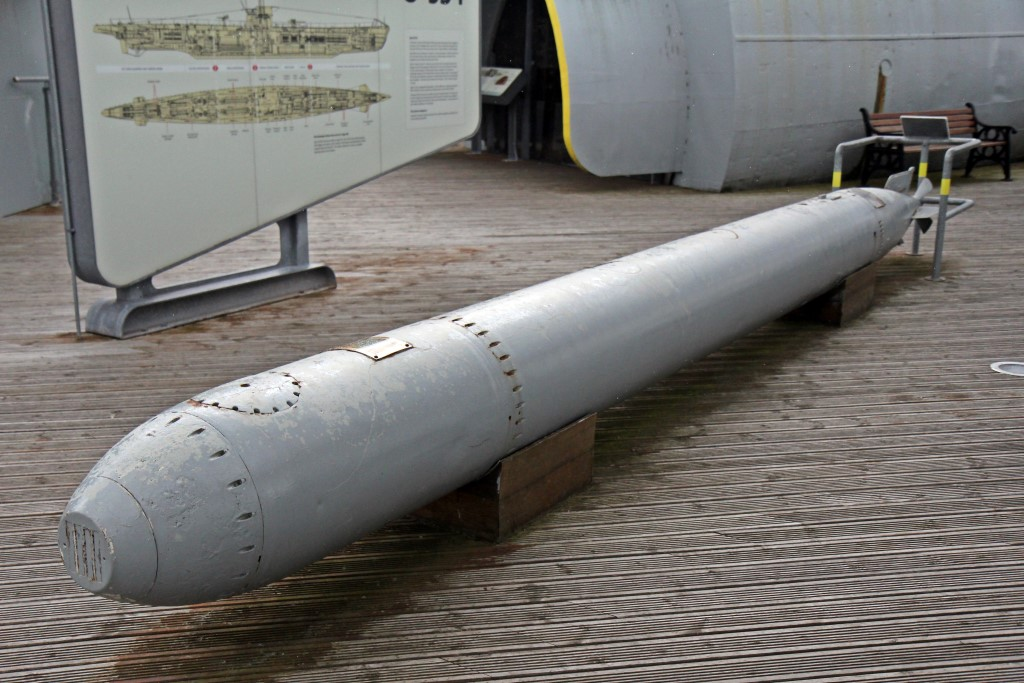
G7es Zaunkönig w wersji z płaskim czołem osłaniającym cztery hydrofony

Pojawienie się nie tylko niepozostawiających śladu torowego, ale i bezgłośnych – w porównaniu do torped termicznych – pocisków G7e, umożliwiło wprowadzenie do użytku torped z pasywnym naprowadzaniem akustycznym. Niemieckie eksperymenty z torpedami samonaprowadzającymi się na źródło dźwięku rozpoczęły się w 1935 roku, jednak pierwsze prace w tym zakresie rozpoczęto w Atlas-Werke już w 1933 roku, z udziałem około 2000 osób. Pierwsza samonaprowadzająca się torpeda G7es Falke została wprowadzona do użytku w Kriegsmarine w styczniu 1943 roku. Z około 100 wyprodukowanych torped tego modelu, bojowo użyto 30 pocisków. Torpeda ta szybko – już w sierpniu 1943 – została zastąpiona ulepszoną odmianą T5 Zaunkönig I, która wśród aliantów znana była jako GNAT (German Naval Acustic Torpedo). Torpeda T5 przeznaczona była do zwalczania okrętów eskorty poruszających się z optymalną dla pracy z użyciem Asdicu prędkością 12 do 19 węzłów. Torpeda G7es T5 Zaunkönig I naprowadzała się na hałas wywoływany kawitacją generowaną przez śruby okrętu nawodnego. Wyposażona była w parę bądź cztery magnetostrykcyjne hydrofony z lejkowatymi membranami, pracujące z częstotliwością 26 kHz. Kierunek dochodzenia dźwięku określany był przez zachodzące 100 razy na sekundę porównanie między amplitudami dochodzących sygnałów. Po wykryciu silniejszego sygnału urządzenie kontrolne zmieniało położenie steru tak, aby torpeda płynęła w jego kierunku.
GNAT została po raz pierwszy użyta bojowo 1 września 1943 roku przez U-617, który czterema torpedami T5 w pobliżu Gibraltaru zaatakował brytyjskie niszczyciele eskortujące lotniskowce. Dwa kontrtorpedowce zostały trafione w śruby, lecz mimo uszkodzeń nie zatonęły. Gdy jednak 20 września tego samego roku 21 U-Bootów zaatakowało złożony z 69 statków konwój ON 202, pierwszą ofiarą torpedy akustycznej padła 1370-tonowa fregata typu River HMS „Lagan”, która została ciężko uszkodzona przez torpedę T5 wystrzeloną przez U-270 i musiała zostać odholowana do portu. Podczas swej inauguracji bojowej, w trakcie trzydniowej bitwy morskiej, za cenę trzech utraconych U-Bootów, torpedy Zaunkönig zatopiły niszczyciel, fregatę oraz korwetę, poważnie uszkodziły także dwa inne okręty eskorty. Niektóre źródła podają jednak w wątpliwość te dane, twierdząc, że podczas trzy-czterodniowej bitwy zatopionych zostało 12 niszczycieli i 9 statków, zarówno przez torpedy akustyczne, jak i nieakustyczne, i nie jest możliwe dokładne ustalenie, który typ torpedy zatopił którą jednostkę.
Od 15 kwietnia 1944 roku, typowe wyposażenie okrętów typu VIIC stanowiły dwa warianty: trzy torpedy G7es Zaunkönig T5, dwie G7a T1 Fat I, trzy G7e T3 Fat II lub pięć T3 Fat II na dziobie oraz dwie T5 na rufie, w wariancie drugim natomiast trzy T5 i pięć T3a Lut na dziobie oraz dwie T5 na rufie. Podczas II wojny światowej wystrzelono około 640 torped T5, których odsetek trafień wyniósł jednak jedynie 6%. Już bowiem 18 dni po bitwie o konwój ON 202 Brytyjczycy wprowadzili do użytku pułapkę akustyczną Foxer, która skutecznie unieszkodliwiała ówczesne torpedy akustyczne. Pod koniec wojny do użytku operacyjnego wprowadzono ulepszoną wersję torpedy w wariancie T11 Zaunkönig, w której możliwe były zmiany ustawień ataku w celu ominięcia jednostek eskorty i uderzenia na wolniejsze jednostki transportowe, wzmocnieniu uległa też odporność na pułapki akustyczne. Jedynie jeden okręt został wyposażony w tę wersję torped, żadna jednak z nich nie została wystrzelona. Przez okres wojny podejmowano również próby z torpedami z aktywnym naprowadzaniem akustycznym, naprowadzaniem na ślad torowy celu oraz naprowadzaniem na sygnaturę magnetyczną celu – żaden jednak z tych projektów nie wyszedł poza fazę wczesnych testów i nie trafił do produkcji.

##### Kontrola ognia
Pierwsze torpedy samobieżne utrzymywane były na zadanym kursie przez stosunkowo prosty mechanizm żyroskopowy, celowanie jednak odbywało się przez ustawienie wyrzutni pod właściwym kątem w stosunku do kursu celu, z uwzględnieniem odpowiedniego wyprzedzenia w oparciu o matematyczne wyliczenie trójkąta torpedowego. W przypadku torped wystrzeliwanych ze stałych wewnętrznych wyrzutni okrętów podwodnych wymagało to celowania całym okrętem, a więc ustawienia całego okrętu pod odpowiednim kątem z uwzględnieniem kursu i prędkości celu (analogicznie ze stałych wyrzutni kutrów torpedowych).

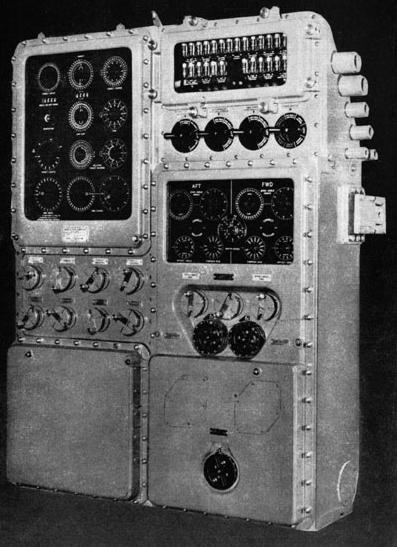
Amerykański Torpedo Data Computer Mk. III

W okresie międzywojennym jednak, zarówno w Niemczech, jak i w Stanach Zjednoczonych, opracowano analogowe komputery torpedowe (odpowiednio – Vorhaltrechner i Torpedo Data Computer – TDC), które korzystając z danych o odległości do celu, kącie kursu celu oraz jego prędkości – uzyskiwanych z peryskopu lub sonaru – na bieżąco dokonywały obliczeń, wypracowując dane dotyczące kąta torpedowego oraz utrzymywały żyrokompasy każdej z torped w wyrzutniach odpowiednio zaprogramowane do bieżących zmian kursu i prędkości celu, z uwzględnieniem położenia względnego okrętu podwodnego i jego celu. Pojawienie się efektywnego radaru w amerykańskiej flocie podwodnej jeszcze bardziej usprawniło pracę kalkulatora torpedowego, czyniąc go niezawodnym narzędziem, umożliwiającym odrębne programowanie żyroskopu każdej z torped z osobna, z odpowiednim odchyleniem kursu torpedy już po opuszczeniu wyrzutni przez pocisk. Podobnie zastosowanie we flocie niemieckiej urządzenia służącego efektywnej obserwacji w warunkach nocnych, Überwasserzieloptik – UZO, znakomicie usprawniło działanie niemieckiego kalkulatora torpedowego, przy stosowanej przez Kriegsmarine taktyce nocnych ataków na powierzchni, które dzięki niemu mogły atakować z odchyleniem kursu torpedy do 90°, a w późniejszym okresie wojny nawet do 135° względem celu. Usprawnienia Vorhaltrechner w trakcie wojny umożliwiły niemieckim dowódcom śledzenie i przeprowadzanie ataków nawet na pięć celów jednocześnie, z odrębnym zaprogramowaniem żyroskopów każdej z pięciu torped.
O ile jednak floty amerykańska i niemiecka powszechnie korzystały z efektywnych kalkulatorów, czy też komputerów torpedowych, pozostałe floty podwodne – z flotą brytyjską na czele – aż do końca II wojny światowej pozostały przy ręcznym przeliczaniu danych trójkąta torpedowego i celowaniu całym okrętem, korzystając jedynie z takich ułatwień, jak Is-Was (Submarine Attack Course Finder Mark I), służący do ustalania kursu celu. Jego późniejsza wersja zwana fruit machine umożliwiała wprawdzie rozwiązanie problemu trójkąta torpedowego, wciąż jednak było to rozwiązanie na dany moment, bez uwzględnienia sytuacji zmieniającej się w czasie.
Japoński układ kontroli ognia torpedowego ustępował rozwiązaniom niemieckim i amerykańskim, był jednak bardziej zaawansowany niż system brytyjski. Podobnie do brytyjskiego fruit machine, podawał jedynie proste rozwiązanie problemu trójkąta torpedowego, które było prawidłowe jedynie dla konkretnej obserwacji. W przeciwieństwie do brytyjskiego systemu umożliwiał jednak odpalenie pod kątem. Podstawowe informacje – prędkość torpedy i pożądane rozrzucenie kątowe (plus – minus 10°), odległość od celu, jego wykreślona prędkość, szacowane odchylenie dziobu oraz prędkość własna – były wprowadzane ręcznie, zaś względny namiar celu przekazywany był automatycznie z peryskopu (z możliwością ręcznego wprowadzenia).

#### Torpedy lotnicze
Pierwsze wymagania dla torped zrzucanych z samolotów jeszcze w trakcie I wojny światowej powstały w Wielkiej Brytanii, zaś w 1914 roku dokonano pierwszej próby zrzutu torpedy z samolotu, zrzucając w Dardanelach niewielką opracowaną w 1897 roku torpedę RGF Mark X kalibru 355 mm z wodnosamolotu firmy Short Brothers. Ówczesny samolot miał jednak problem ze startem z wody nawet z tak małym pociskiem. Toteż wkrótce jednostkę napędową samolotu zmieniono na silniejszą, w celu zrzutu większej torpedy RGF Mark IX kalibru 450 mm, który to kaliber pozostał standardem torped lotniczych aż do końca II wojny światowej. Być może pierwszą jednostką pływającą zatopioną w wyniku lotniczego ataku torpedowego był turecki statek na Morzu Egejskim, zatopiony przez torpedę zrzuconą z wodnosamolotu Short Type 184 12 sierpnia 1915 roku. Zatopienie to nie jest jednak pewne, prawo do uznania zatopienia tej jednostki podnosił bowiem także dowódca brytyjskiego okrętu podwodnego E-14, który atakował turecką jednostkę w tym samym czasie.

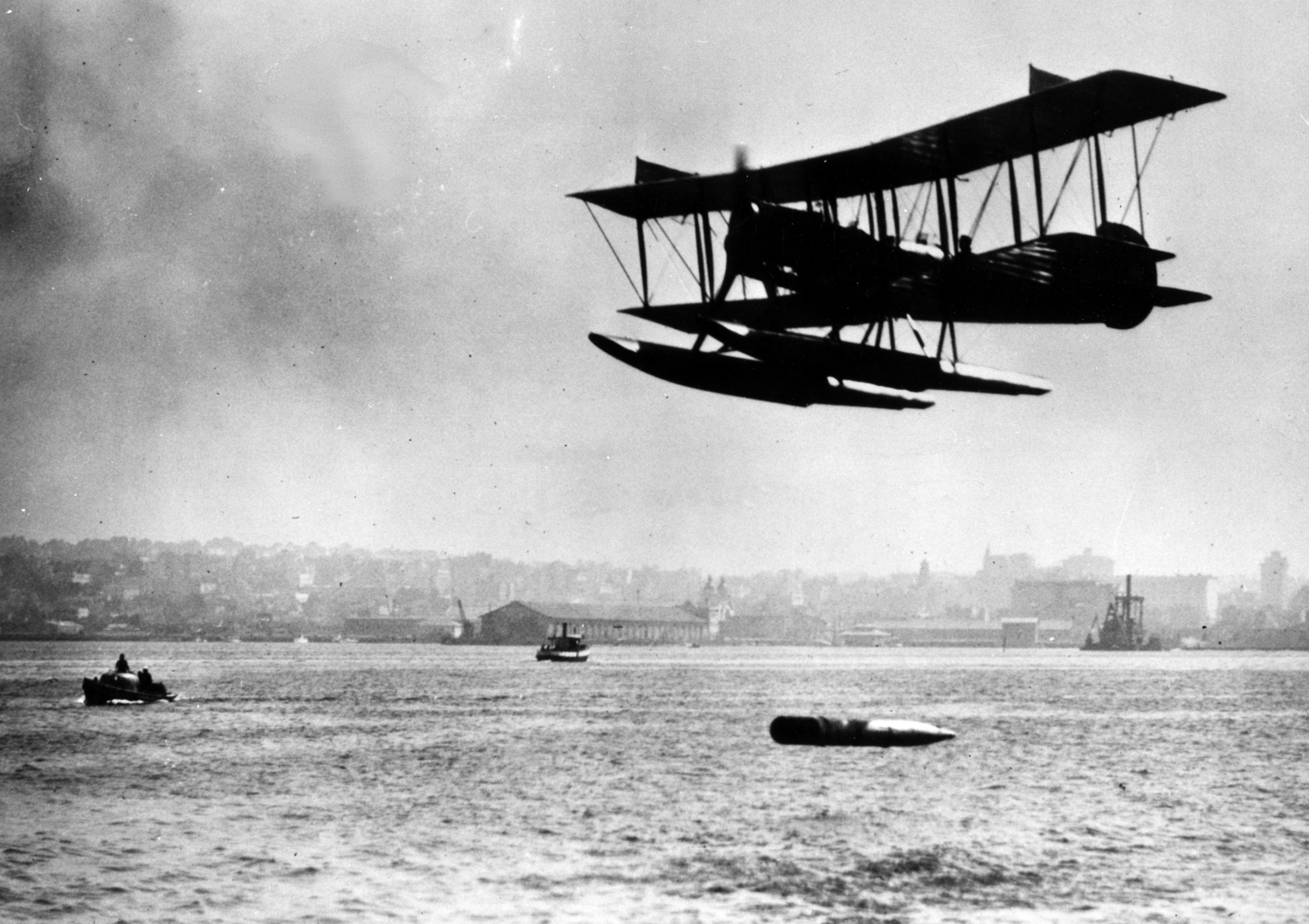
Jeden z pierwszych amerykańskich testowych zrzutów torped, Mark VII Type D zrzucana w 1919 roku przez Curtiss R-6L

W 1917 roku pierwszą torpedę lotniczą, o wadze 762 kilogramów, opracowano także w Niemczech, a w 1932 roku w Związku Radzieckim opracowano zrzucaną ze spadochronem z wysokości do 3000 metrów torpedę TAW-15 oraz torpedę niskiego pułapu TAN-12. W 1939 roku we Włoszech w zakładach Whiteheada opracowano torpedę F200/450 kalibru 450 mm, która była następnie używana przez Luftwaffe pod oznaczeniem F5W, oraz SI 200/450 używaną w Niemczech jako F5I, a także zrzucaną ze spadochronem i pozbawioną mechanizmu kontroli głębokości torpedę o spiralnym torze podwodnym W120/500 kalibru 500 mm, używaną w Luftwaffe jako LT350. W tym samym roku dla Luftwaffe opracowano elektryczną torpedę LT280 kal. 450 mm, o cyrkularnym torze ataku.
W Stanach Zjednoczonych pierwszego zrzutu dokonano w 1917 roku z samolotu Felixstowe F5L, jednak oficjalne eksperymenty US Navy rozpoczęła dopiero w 1918 roku, zrzucając opracowaną dla okrętów podwodnych małą torpedę Bliss-Leavitt Mark VII Type D. 22 września 1922 roku przeprowadzono duże ćwiczenia torpedowe, w trakcie których – atakując z obu stron jednocześnie – w ciągu 25 minut zrzucono 17 torped Mk 7 Mod 1A na pancernik USS „Arkansas” (BB-33). Przy atakach z odległości 450 do 900 metrów od okrętu zanotowano osiem trafień. Ćwiczenie dowiodło, że Mk 7 mogą być z powodzeniem zrzucane z wysokości 10 metrów przy prędkości 95 węzłów. Wkrótce też jednak zdano sobie sprawę, jak poważnym problemem jest uchronienie torpedy przed uszkodzeniami podczas upadku do wody, zaś w 1920 roku powstała pierwsza torpeda opracowana specjalnie do zrzutów samolotów Mark VII Aircraft Torpedo. Torpeda ta stała się odtąd standardową amerykańską torpedą lotniczą lat 20. i 30. XX wieku. Tymczasem u progu wojny w 1939 roku, standardowymi torpedami lotniczymi były Mark XII 18" w Royal Navy i LF5 w Niemczech. W Stanach Zjednoczonych w 1930 roku formalne oznaczenie Mark XIII nadano torpedzie kalibru 22,4" (571,5 mm) powstającej od 1927 roku w programie G-6, która stała się podstawową bronią amerykańskiego lotnictwa torpedowego w nadciągającym konflikcie światowym. Tymczasem podstawową torpedą lotniczą w Norwegii i Japonii była japońska torpeda Typ 91.

##### Typ 91

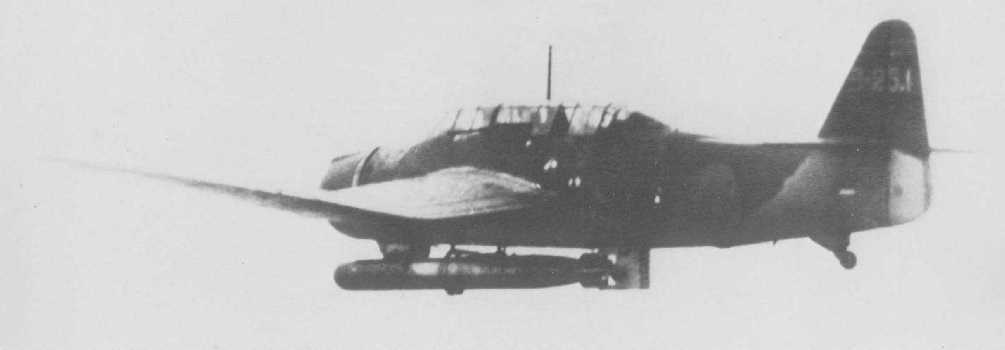
Torpeda Typ 91 podwieszona pod Aichi B7A

Oznaczenie Typ 91 wskazuje na datę rozpoczęcia programu badawczo-rozwojowego nad nową torpedą lotniczą, gdzie „91” oznacza japoński rok 2591 (rok 1931 n.e.). Torpeda Typ 91 stanowiła podstawę uzbrojenia japońskich samolotów torpedowo-bombowych podczas wojny na Pacyfiku od ataku na Pearl Harbor, aż po bitwy powietrzno-morskie w zatoce Leyte.
Torpeda ta mogła być zrzucona z wysokości 100 metrów przy prędkości 162 węzłów i przewyższała w tym względzie większość torped lotniczych na świecie. Torpeda Typ 91 Kai 2 (modyfikacja 2) miała średnicę 450 mm, długość 5,5 metra i zachowywała podłużny, smukły wygląd typowy dla torped tej ery. Miała stosunkowo małą masę 835 kilogramów, jej głowica bojowa mieściła zaś 204 kilogramy heksanitu, składającego się w 60% z TNT, w 40% zaś z heksylu. Rozwijała też znacząco większą niż inne torpedy lotnicze prędkość podwodną 42 węzłów. Pod koniec wojny w głowicy zastosowano nową głowicę o specjalnym ukształtowaniu ładunku wybuchowego, w formie „V”, zoptymalizowanego do łatwiejszego przebijania wielowarstwowych układów przeciwtorpedowych (Torpedo Defence System – TDS) amerykańskich okrętów liniowych. Nowa głowica została przetestowana na składającym się z wielu przedziałów typie TDS, identycznym jak zastosowany w strukturze pancerników typu Colorado – eksplozja ładunku o nowym kształcie przebiła kompletnie wszystkie warstwy TDS. Do końca wojny jednak nowej głowicy użyto w walce jedynie trzykrotnie.

##### Mark XIII

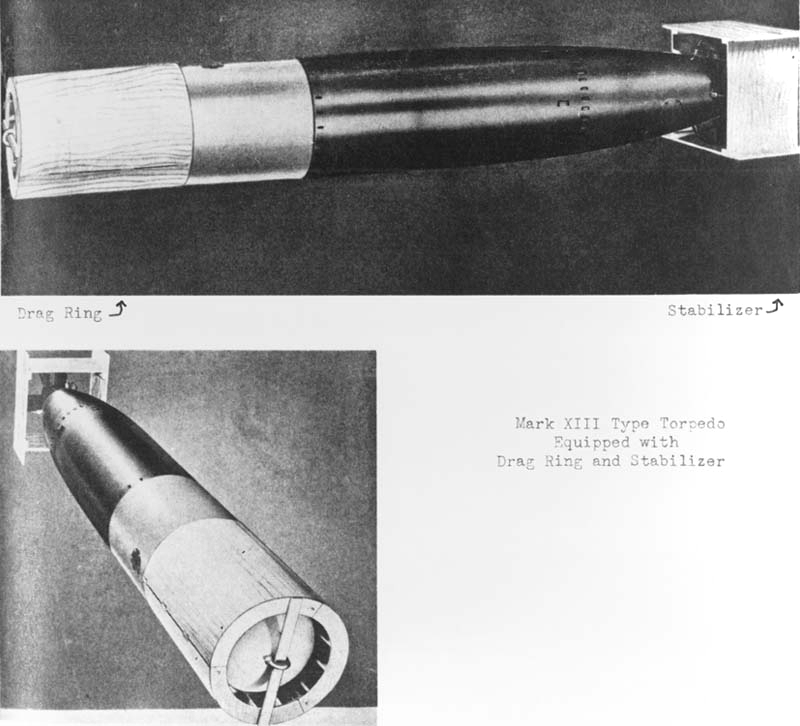
Mark XIII z drewnianym stabilizatorem osłaniającym stery i śrubę torpedy, oraz z drewnianym cylindrem osłaniającym głowicę torpedy. Oba drewniane elementy ulegały rozbiciu przy wejściu w wodę, amortyzując częściowo wstrząs, któremu podlegał sam pocisk

Od początku lat 20. XX wieku podstawową amerykańską torpedą lotniczą była Mark VII Aircraft Torpedo kalibru 450 mm, opracowana na podstawie torpedy okrętów podwodnych Mark VII. W połowie jednak tej dekady podjęto prace nad torpedą o parametrach, które – jak uważano – są najistotniejsze w przypadku torped lotniczych, czyli dużej prędkości i wysokości zrzutu. Toteż założeniem było opracowanie torpedy, która mogłaby być zrzucana przy prędkości 140 mil na godzinę z wysokości co najmniej 40 stóp (12 metrów). Testy powietrzne torpedy oznaczonej jako Mark XIII Mod 0 rozpoczęły się w 1935 roku.

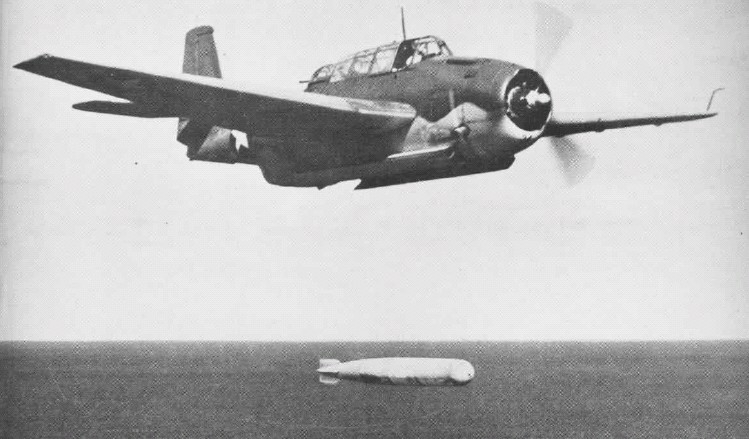
Mark XIII zrzucana z Grumman TBF Avenger, na przełomie 1942–1943 roku

Torpeda o średnicy 22,5 cala (571,5 mm) i długości nieco ponad 4 metry, ważyła w swojej pierwszej wersji 874 kg. Między 27 maja a 1 października zrzucono co najmniej 23 torpedy z wykonaną z brązu głowicą ćwiczebną – wszystkie zostały zrzucone z wysokości od 46 do 105 stóp przy prędkościach 85 do 114 węzłów. Odpowiedzialna za prowadzenie prac nad torpedą Naval Torpedo Station usiłowała jednak ulepszyć ten pocisk, wprowadzając jego modyfikację oznaczoną jako Mod 1. W rezultacie powstała torpeda znacznie bardziej zawodna w każdym aspekcie. Tymczasem po wykorzystaniu w bitwie na Morzu Koralowym całych zapasów wyprodukowanej w stosunkowo niewielkiej liczbie torpedy Mod 0, użyta w bitwie pod Midway Mod 1 była daleka od zakładanej sprawności. Toteż prowadzono intensywne prace nad wzmocnieniem jej wytrzymałości, przede wszystkim przez dodanie drewnianego stabilizatora osłaniającego jej śrubę oraz w dalszym etapie wykonanego również z drewna cylindra osłaniającego głowicę. Cylinder ten zwiększał penetrację przez strugi powietrza oraz o 40% redukował wstrząs przy wejściu torpedy w wodę. Kolejne modyfikacje torpedy doprowadziły w końcowym rezultacie do opracowania na przełomie 1944 i 1945 roku torpedy Mark XIII Mod 10 mogącej być zrzucaną z wysokości 800 stóp (240 metrów) przy prędkości 260 węzłów, co czyniło ją bezkonkurencyjną w tym czasie konstrukcją na świecie. Podstawowa amerykańska przeciwokrętowa torpeda lotnicza stosowana była we wszystkich bitwach powietrzno-morskich, poczynając od bitwy na Morzu Koralowym, na operacji zatopienia pancernika „Yamato” w kwietniu 1945 roku kończąc. Przenosiły ją w ataku samoloty torpedowo-bombowe Douglas TBD Devastator, a następnie Grumman TBF Avenger, lecz także samoloty patrolowe Consolidated PBY Catalina, jak również kutry torpedowe PT.

##### Mark 24 Fido
Niemieckie prace nad torpedami akustycznymi nie umknęły uwadze aliantów zachodnich, a sukcesy U-Bootów oraz japoński atak na Hawaje spowodowały, że pod koniec roku 1941 w Stanach Zjednoczonych zaakceptowano uruchomienie programu OSRD Project 61, który wkrótce ewoluował w Mark 24 Mine z nazwą kodową Fido. Celem projektu było opracowanie torpedy, która po zrzuceniu z samolotu zdolna była sama naprowadzać się na dźwięk generowany przez zanurzony okręt podwodny. Jego założeniem zaś było opracowanie torpedy rozwijającej pod wodą około 12 węzłów – wystarczająco szybkiej, aby dogonić najsprawniejszy zanurzony ówczesny okręt podwodny, wystarczająco zaś powolnej, aby jej dźwięki własne mogły być stłumione i zignorowane.

Zasada działania pasywnego kierowania akustycznego

Typowa torpeda jest bowiem nie tylko znacznie głośniejsza od jej celu, lecz także posiada wszystkie charakterystyki okrętu podwodnego w małej skali. I niezależnie od różnicy w wielkości, spektrum częstotliwości generowanych dźwięków jest identyczne – przynajmniej w realiach technologii dyskryminacji dźwięku lat 40. Ostatecznie jednak do października 1942 ukończono projekt torpedy, przetestowano pierwsze torpedy produkcyjne oznaczone jako FX-1 i FX-2 oraz podpisano kontrakt na produkcję 5200 sztuk Miny Mark 24. Pierwsza torpeda skonstruowana specjalnie do zwalczania zanurzonych okrętów podwodnych miała 2,134 metra długości i 19 cali (480 mm) średnicy, jej głowica zaś mieściła 92 funty (42 kg) HBX, przy masie całkowitej torpedy wynoszącej 680 funtów (308,7 kg). Detekcja celu zapewniana była przez cztery hydrofony umieszczone po obwodzie środkowej części pocisku – po lewej i po prawej stronie oraz na dole i u góry kadłuba. Napęd zapewniał zasilany z baterii silnik elektryczny o mocy 5,5 KM umożliwiający torpedzie rozwinięcie prędkości 12 węzłów. Zasada działania jej samonaprowadzania akustycznego polegała na porównaniu siły sygnałów dochodzących do prawego i lewego hydrofonu, co wywoływało zmianę położenia steru w kierunku azymutu dochodzącego sygnału, utrzymując głębokość zanurzenia 125 stóp (38 metrów). W miarę wzrostu sygnału siły sygnału odbieranego przez hydrofony umieszczony wertykalnie przekaźnik wyłączał kontrolę zanurzenia i torpeda kierowała się w kierunku sygnału także w płaszczyźnie pionowej. Mark 24 wyposażona była w bezpiecznik zanurzenia uniemożliwiający jej atakowanie obiektów na głębokości mniejszej niż 30 stóp (9,1 metra). W latach 1943–1945 użyto 340 torped Mk. 24 przeciwko U-Bootom oraz japońskim okrętom podwodnym, zatapiając dzięki nim 68 jednostek podwodnych oraz uszkadzając 33 dalsze. Stanowiło to znaczne zwiększenie skuteczności zwalczania okrętów podwodnych – podczas, gdy skuteczność zrzucanych z samolotów bomb głębinowych wyniosła 9,5%, skuteczność pierwszej samonaprowadzającej się torpedy ZOP sięgnęła 22%.

### Powojenne kierunki rozwoju
Podobnie, jak podczas II wojny światowej lotniskowce rozpoczęły działania w charakterze jednostek wspierających pancerniki i wkrótce okazało się, że przejęły ich rolę, tak w drugiej połowie dwudziestego wieku okręty podwodne zagroziły roli lotniskowców, a ich najważniejszą bronią wciąż pozostały torpedy. Podobnie jak podczas minionej wojny, trwała technologiczna batalia między okrętami podwodnymi i ich torpedami a jednostkami nawodnymi wspieranymi przez statki powietrzne. Rozwój technologiczny nabrał jednak nowego wymiaru, gdy okręty podwodne zaczęły być postrzegane jako najlepszy środek zwalczania innych jednostek tej samej klasy. W scenerii zimnej wojny rywalizacja ta nabrała wręcz strategicznego charakteru, toteż wykorzystując coraz szybszy rozwój naukowy i technologiczny, zwielokrotnieniu uległo tempo rozwoju torped, a także – co stanowiło novum – środków ich zwalczania. Pierwszym przykładem takiego rozwoju były brytyjskie prace z przełomu lat 40. i 50. nad wykorzystaniem zjawiska przepływu laminarnego, w celu zwiększenia prędkości torped. Wprawdzie prace te nie zakończyły się powodzeniem, nie będąc w stanie uzyskać przepływu laminarnego na powierzchni większej niż 28% korpusu torpedy, do dziś jednak projekty części nosowej torped przykładają olbrzymią wagę do zapewnienia przepływu laminarnego na jak największej powierzchni.
W początkowym okresie zimnowojennym szeroko wykorzystywano najbardziej zaawansowane drugowojenne prace, w tym także niemieckie w zakresie torped sterowanych przewodowo G7e T10 Spine, dzięki czemu w 1966 roku powstała brytyjska Mark 23, oraz akustycznych torped samonaprowadzających się G7es T11 Zaunkönig.

#### Torpedy nuklearne

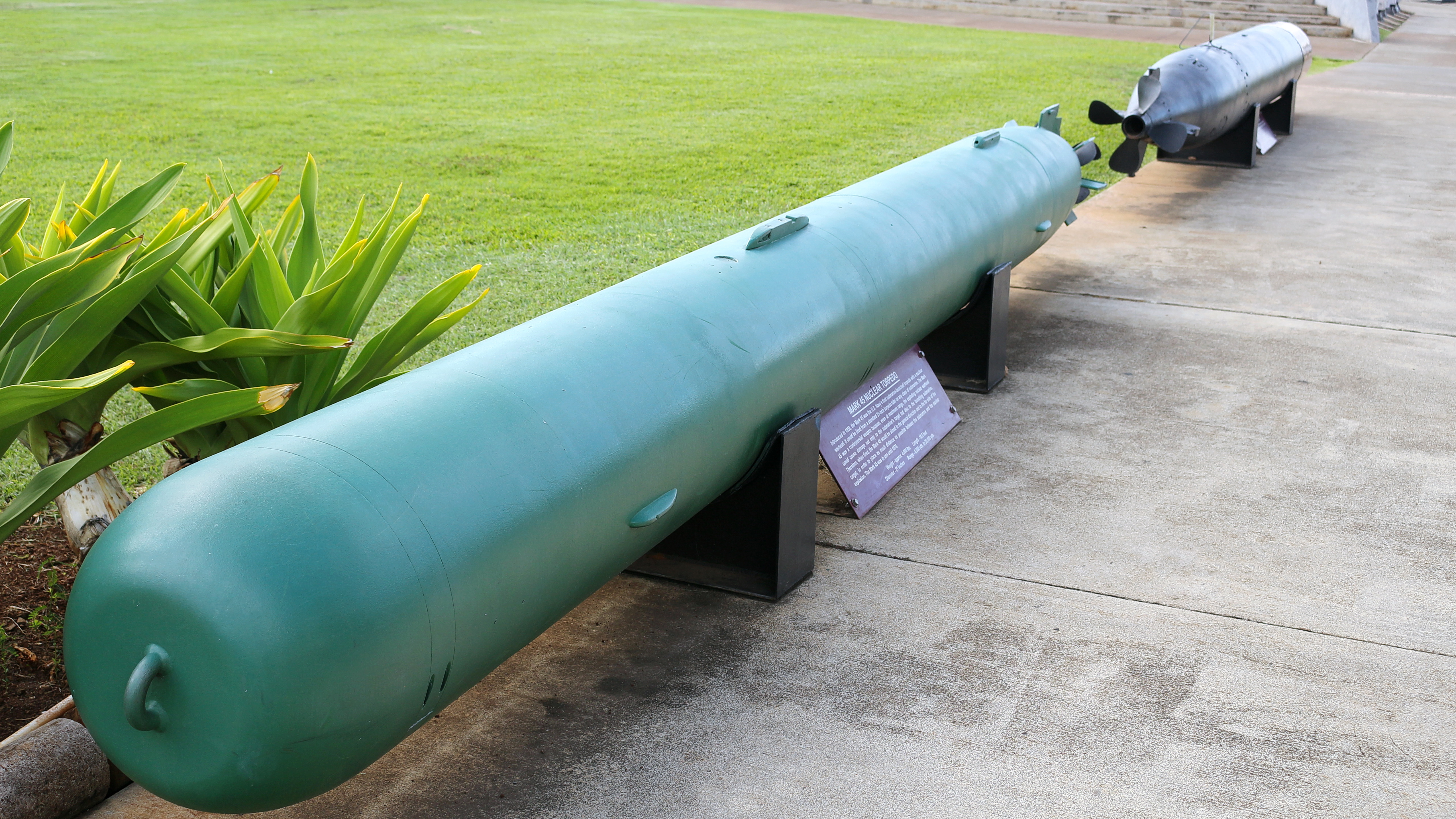
Mark 45 Astor w ekspozycji World War II Valor in the Pacific Monument, w Honolulu na Hawajach

Innym aspektem powojennego rozwoju torped było wykorzystanie technologii nuklearnych. Pierwszym tego rodzaju rozwijanym pociskiem była eksperymentalna radziecka torpeda T-5 z głowicą nuklearną, rozwijana niemal równolegle ze służącą do ataku na naziemne instalacje brzegowe nuklearną torpedą T-15. W latach 1955–1957 na radzieckim poligonie w Nowej Ziemi przeprowadzono szereg testów T-5 połączonych z eksplozjami ich głowic jądrowych opartych na ładunkach jądrowych RDS-9. W roku 1958 T-5 weszła do służby na radzieckich okrętach podwodnych pod oznaczeniem 53-58. Według niektórych relacji radzieckich, w trakcie kryzysu kubańskiego w 1962 roku, bliski utraty panowania nad sobą dowódca radzieckiego okrętu podwodnego B-59 projektu 641 (NATO: Foxtrot), pod naciskiem usiłujących zmusić go do wynurzenia się amerykańskich niszczycieli, wydał rozkaz przygotowania do odpalenia torpedy 53-58, został jednak powstrzymany przez członków własnej załogi.
Podobnie do prac brytyjskich, technologię przewodowego kierowania torped zastosowała również marynarka amerykańska – choć z zupełnie innych powodów. Opierając się na przejętych przez Związek Radziecki okrętach III Rzeszy, niemieckich naukowcach i inżynierach oraz rezultatach ich prac, w ZSRR budowano szybkie i głęboko zanurzające się okręty podwodne. Sytuację w tym względzie pogorszyło jeszcze wprowadzenie do służby w radzieckiej marynarce wojennej okrętów podwodnych z napędem jądrowym, które były wprawdzie bardzo głośne i łatwe do śledzenia, ale też zbyt szybkie i zanurzały się zbyt głęboko, aby mogły być zatopione dzięki wskazaniom ówczesnych sonarów przy użyciu konwencjonalnych torped. Toteż kierowaną przewodowo torpedę Mark 45 Astor wyposażono w głowicę jądrową W34 o mocy 11 kT. Zaprojektowana w celu zapewnienia niszczenia radzieckich okrętów podwodnych przez pobliską eksplozję jądrową, torpeda Mark 45 kalibru 533 mm napędzana była silnikiem elektrycznym zasilanym z baterii aktywowanych wodą morską. Astor nie była wyposażona w żaden układ samonaprowadzania, zamiast tego kierowana była z macierzystego okrętu za pomocą kabla.

#### Rozwój technik napędu
Zwalczanie szybkich okrętów podwodnych (ZOP) wymaga zastosowania torped zdolnych do rozwinięcia jeszcze większych prędkości, które dla skutecznego ataku powinny dysponować 50-procentowym marginesem przewagi prędkości. O ile tradycyjne torpedy elektryczne zdolne były do ścigania konwencjonalnych okrętów podwodnych zdolnych do pływania podwodnego z prędkością 20 węzłów, o tyle zwalczanie okrętów z napędem jądrowym, rozwijających pod wodą prędkości przekraczające 30 węzłów, wymagało zastosowania nowych rodzajów napędów.

##### Otto II
Wśród innowacji o największym znaczeniu w tym zakresie było opracowanie przez Otto Reitlingera nowego paliwa dla silników z wewnętrznym spalaniem. Paliwo to zostało odpowiednio nazwane paliwem Otto II, które nie ma jednak nic wspólnego z cyklem Otta używanym do opisu tłokowych silników wewnętrznego spalania. Jest za to bardzo silnym monopropelantem, będącym kompozycją syntetycznych związków o określonym procentowo składzie wagowym. Gęstość energii paliwa Otto II daleko przewyższa gęstość energii porównywalnych objętościowo akumulatorów elektrycznych, toteż paliwo to szybko znalazło zastosowanie w napędzie nowoczesnych torped.

###### Mark 48
Jedną z istotniejszych konstrukcji torpedowych używających paliwa Otto II była podstawowa amerykańska torpeda przeciwpodwodna Mark 48 ADCAP, która od 1972 roku zastępowała torpedy Mark 14 i Mark 37. Oryginalnie torpeda ta przeznaczona była do zwalczania szybkich i głęboko zanurzających się radzieckich okrętów podwodnych z napędem atomowym, zastępując w tej mierze Mark 45 Astor z głowicą jądrową. Wyposażona w głowicę z 292,5 kilograma PBXN-103 (ekwiwalent 544 kg TNT) torpeda kalibru 533 mm, napędzana jest tłokowym silnikiem działającym w oparciu o spalanie Otto II z turbiną gazową napędzającą pędnik wodnoodrzutowy. Rzeczywiste charakterystyki taktyczno-techniczne torpedy Mark 48 są ściśle tajne, jednak większość źródeł wskazuje na zasięg zbliżony do 32 km przy prędkości 55 węzłów oraz maksymalną głębokość operacyjną między 2500 a 2625 stóp (762–800 metrów). Według niektórych źródeł jednak, maksymalna głębokość ataku Mark 48 wynosi 3000 stóp (914,4 metra), z takiej bowiem głębokości w 1968 roku podwodny okręt doświadczalny USS „Dolphin” (AGSS-555) wystrzelił jeden z nieoperacyjnych jeszcze egzemplarzy torpedy. Przy takiej głębokości wystrzelenia można przyjąć, że maksymalna głębokość ataku jest zapewne jeszcze większa, to zaś oznacza możliwość ataku na każdy współcześnie istniejący okręt podwodny. Nie oznacza to jednak braku problemów konstrukcyjnych, gdyż możliwością działania torped na dużych głębokościach rządzą takie same prawa fizyki, jakie dotyczą okrętów podwodnych. Toteż gdy po wejściu do służby radzieckich okrętów projektu 705 (NATO: Alfa) i odkryciu faktu budowy ich kadłubów z wykorzystaniem stopu tytanu, zachodnie służby wywiadowcze szacowały możliwość i zanurzenia na głębokość 800 metrów i więcej, okazało się, że wymaga to zmian konstrukcyjnych mających je zwalczać torped. Działające bowiem w cyklu zamkniętym torpedy nie mogły wydalać produktów spalania na zewnątrz z pokonaniem ciśnienia hydrostatycznego rzędu 80 atmosfer. W istniejących torpedach Mark 48 wymieniono więc napęd Otto II na system zastosowany w torpedach lekkich Mark 50, oparty na chemicznej reakcji w cyklu zamkniętym sześciofluorku siarki i litu. Nowy system napędowy, niewymagający wydalania do morza żadnych produktów ubocznych spalania, został wprowadzony do użytku w zmodernizowanej wersji torped Mark 48 oznaczonej jako ADCAP.

###### Spearfish
Brytyjska Royal Navy używa współcześnie torpedy ciężkiej Spearfish, która zastąpiła nieudaną torpedę Mark 24 Tigerfish. Podobnie jak jej amerykański odpowiednik, pędnik wodnoodrzutowy tego pocisku napędzany jest turbiną gazową, jednak zastosowane w pocisku połączenie paliwa Otto II z nadchloranem hydroksyloaminy jako utleniaczem jeszcze bardziej zwiększa gęstość energii paliwa. Pozwala to na osiągnięcie prędkości 80 węzłów na krótkim dystansie, bądź pokonanie odległości 30 mil morskich (54 km).

##### HTP

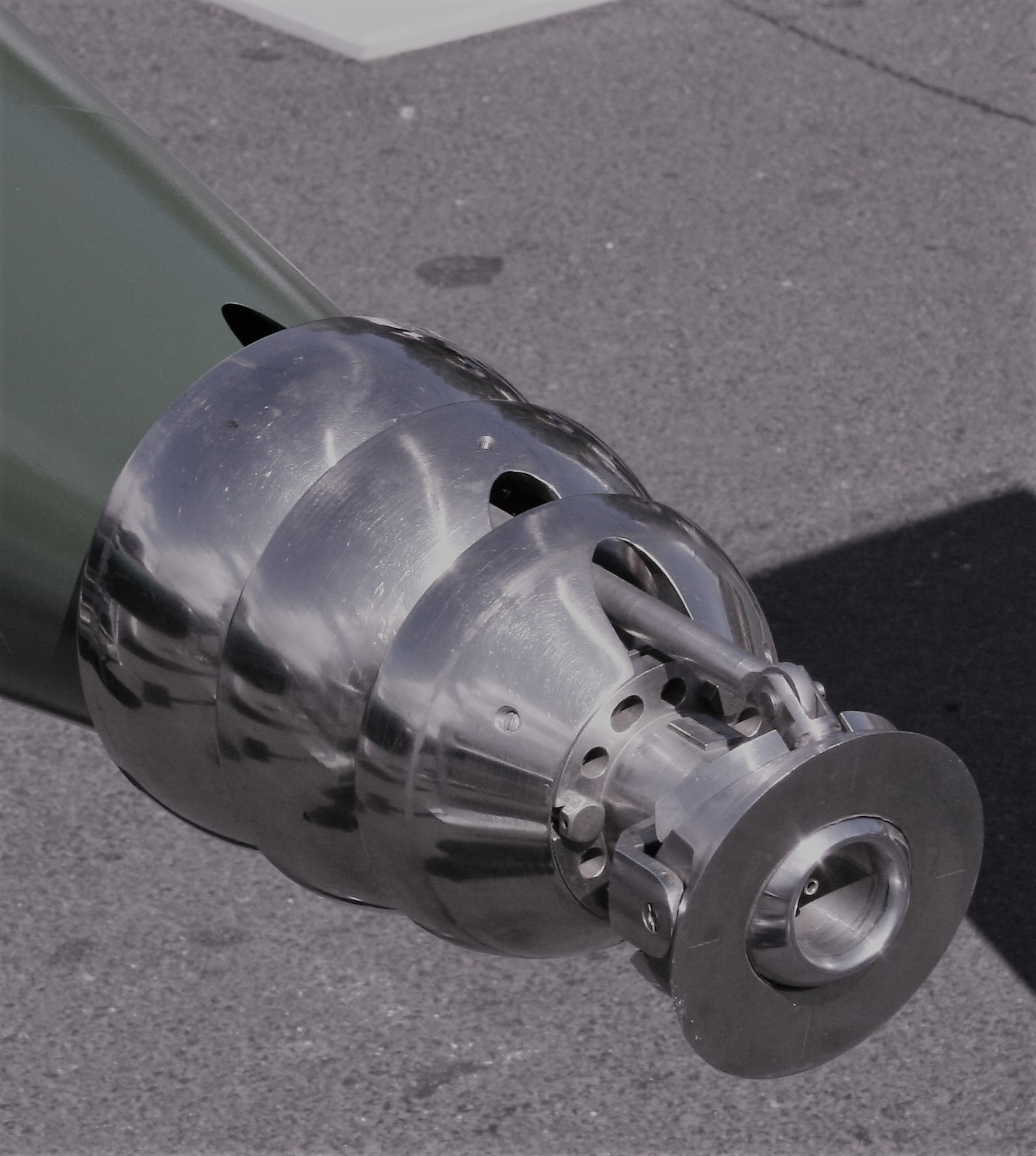
Generująca superkawitację specjalnie ukształtowana głowica torpedy WA-111 Szkwał

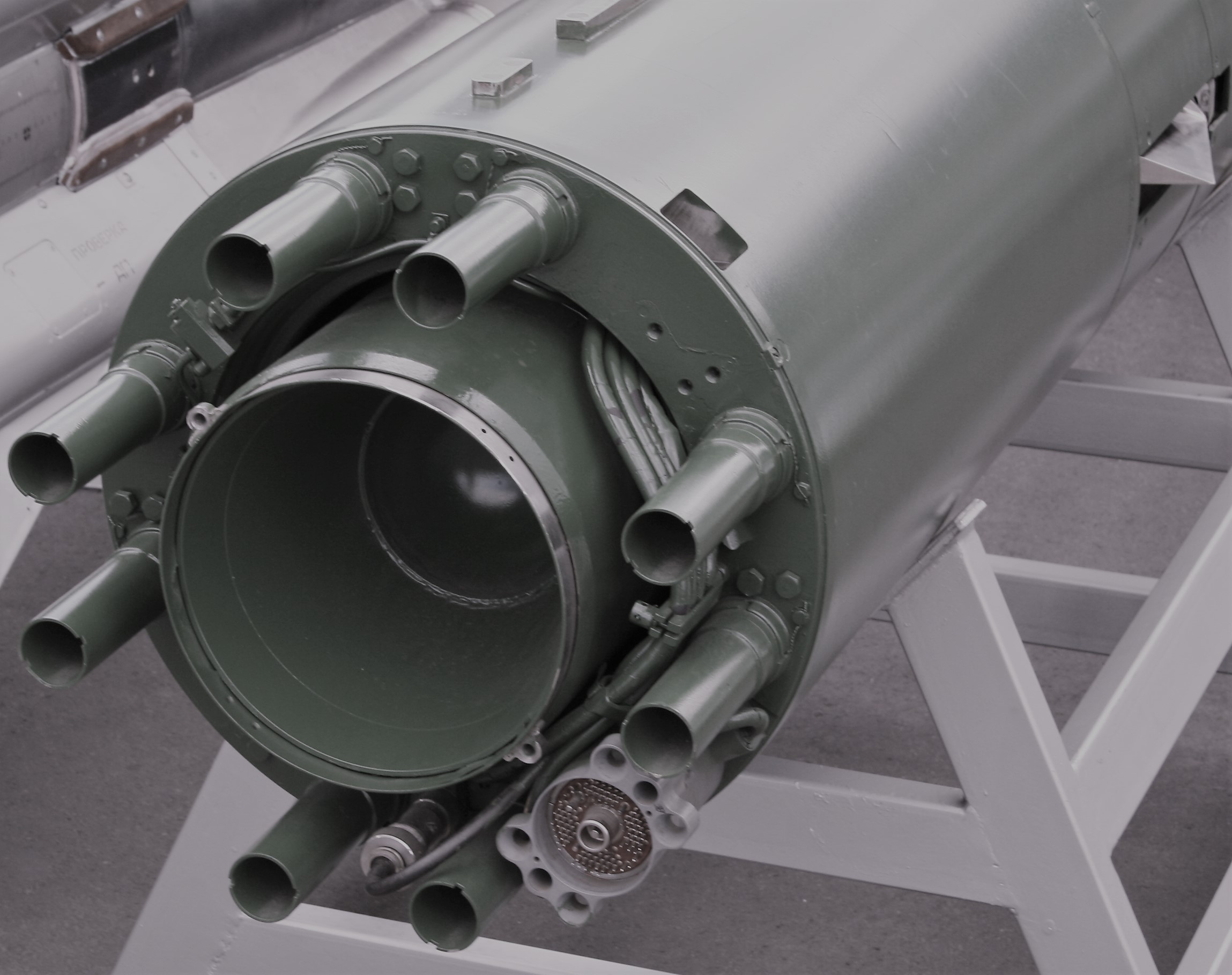
Część ogonowa Szkwał: dysza rakietowa z otaczającymi ją peryferyjnymi dyszami sterującymi. Na godzinie 5 widoczne gniazdo przekazywania informacji o celu oraz komend startowych

Niektóre współczesne rosyjskie torpedy ciężkie, jak 65-76 kalibru 650 mm, używają jako utleniacza nadtlenku wodoru o stężeniu 85–98% (ang. high-test peroxide, HTP), co pozwala im na pokonanie dystansu 50 km przy prędkości 50 węzłów. Nadtlenek wodoru o tak wysokim stężeniu jest jednak bardzo niebezpiecznym materiałem, i z tego powodu – zwłaszcza po katastrofie brytyjskiego HMS „Sidon” (P259) w 1955 roku – nie jest dziś stosowany na okrętach brytyjskich. Związek Radziecki przejął ideę stosowania HTP z niemieckich prac podczas II wojny światowej, gdzie nosił nazwę Ingolinu, i zastosował go w niektórych swoich konstrukcjach. Po wycofaniu z użytku torped z HTP, konstrukcja brytyjskiej Mark 12 Fancy została kupiona przez Szwecję, gdzie po modyfikacjach powstała torpeda Tp 61. Przez ponad 30 lat jej stosowania w marynarkach szwedzkiej, duńskiej, norweskiej i polskiej – przy wykonaniu łącznie ponad 10 000 próbnych strzałów – nie ucierpiała ani jedna osoba. HTP stosowany jednak w marynarce rosyjskiej stał się przyczyną eksplozji torpedy 65-76 o numerze fabrycznym 298A 1336A PW i tragedii „Kurska”.

##### Superkawitacja
W czasach Związku Radzieckiego, w Instytucie Badań Hydromechaniki Stosowanej w Kijowie na Ukrainie opracowano konstrukcję torpedy WA-111 Szkwał kalibru 533 mm wykorzystującej zjawisko superkawitacji. Zjawisko superkawitacji wywołano przez przeniesienie kawitacji wywoływanej zwykle przez szybko obracające się śruby jednostki pływającej na dziób pocisku. Po wystrzeleniu, dzięki zastosowaniu silnika rakietowego torpeda szybko przyśpiesza do prędkości około 200 węzłów. Jest to możliwe przez wytworzenie na dziobie pocisku strumienia bąbli gazu, który przesuwając się do tyłu wzdłuż kadłuba pocisku, tworzy otulinę separującą go od otaczającej wody, a co za tym idzie zmniejsza oddziałujące na pocisk opory. Nad pociskami tego rodzaju od lat 60. i 70. XX wieku pracowano w ZSRR, Niemczech i w Stanach Zjednoczonych – Szkwał jest jednak pierwszym operacyjnym pociskiem tego rodzaju. Jakkolwiek zasady działania tego pocisku nie budzą jakichkolwiek wątpliwości naukowych, o tyle jego operacyjne zastosowanie już tak.
Po upadku ZSRR Rosjanie reklamowali Szkwał jako przeciwtorpedowy pocisk typu hard-kill, którego zadaniem jest niszczenie zbliżających się torped przeciwnika, w sytuacji gdy hałaśliwe radzieckie, a później rosyjskie okręty podwodne były stosunkowo łatwo wykrywane przez cichsze amerykańskie odpowiedniki. Jest jednak oczywiste, że pocisk taki można zastosować również przeciw samym okrętom podwodnym. Wielka prędkość tego rodzaju pocisku, niepozostawiająca celowi czasu na reakcję, jest jednocześnie jego słabą stroną, bowiem przy tego rzędu prędkościach brak jest jakichkolwiek możliwości aktywnego bądź pasywnego naprowadzania na cel. Co więcej, nawet przy najlepszych współczesnych sonarach dopuszczających odchylenie do 15°, na maksymalnym zasięgu torpedy Szkwał wynoszącym 11 000 metrów, nienaprowadzana torpeda może minąć się z celem o 450 metrów. Oryginalna konstrukcja radziecka zakładała co prawda użycie w pocisku głowicy jądrowej, co oczywiście pozbawiało taką odległość od celu znaczenia – co jednak rodzi wątpliwości co do możliwości wyzwolenia eksplozji. Przez szereg lat pojawiały się informacje, że po głównym odcinku trasy z prędkością 200 węzłów pocisk miał zwalniać w celu poszukiwania celu, a po wykryciu i nakierowaniu się na niego ponownie przyspieszać. To jednak oznacza zastosowanie głównie przeciwpodwodne, nie zaś przeciwtorpedowe.
Nad swoimi konstrukcjami tego rodzaju pracują również Niemcy w projekcie Superkavitierender Unterwasserlaufkörper oraz Amerykanie w programie High-Speed Undersea Weapon. Nie jest jednak dotąd publicznie znany los tych programów.

##### Inne źródła energii
Zarówno paliwo Otto II, jak i chemiczne źródła w postaci reakcji litu i sześciofluorku siarki, ani też HTP, nie są jedynymi dostępnymi współcześnie źródłami energii dla torped. Podstawową zasadą działania akumulatora jest zanurzenie dwóch metalicznych substancji w płynie zdolnym do przewodzenia prądu, co wywołuje produkcję prądu elektrycznego. Niemal nieskończona kombinacja metali i elektrolitów daje wiele możliwości rozwoju ulepszonych konstrukcji akumulatorów. W 1970 roku we Francji zainaugurowano wykorzystanie wody morskiej jako elektrolitu w akumulatorach opartych na magnezie i chlorku srebra (Mg – AgCl) dla torped F-17, urządzenie to okazało się jednak zbyt wrażliwe na temperaturę i zasolenie wody. Bezpośrednią poprzedniczką MU90 była też francuska torpeda lekka Murène oparta na aluminium i tlenku srebra (Al – AgO2) z wodorotlenkiem sodu zmieszanym z wodą morską jako elektrolitem. System ten nie był jednak układem całkowicie zamkniętym, wydalał bowiem wodór do oceanu. Użycie tlenku srebra czyni też pocisk droższym, gdyż torpeda lekka tego typu używa około 35 kilogramów srebra, torpeda ciężka zaś około czterokrotnie więcej. Układ taki charakteryzuje jednak wysoka gęstość energii z wydajnością uzależnioną od głębokości, temperatury i zasolenia. Umieszczone w torpedzie zawory umożliwiają dopływ wody morskiej, lecz zamykają się po wypełnieniu układu.

##### Pędniki torped

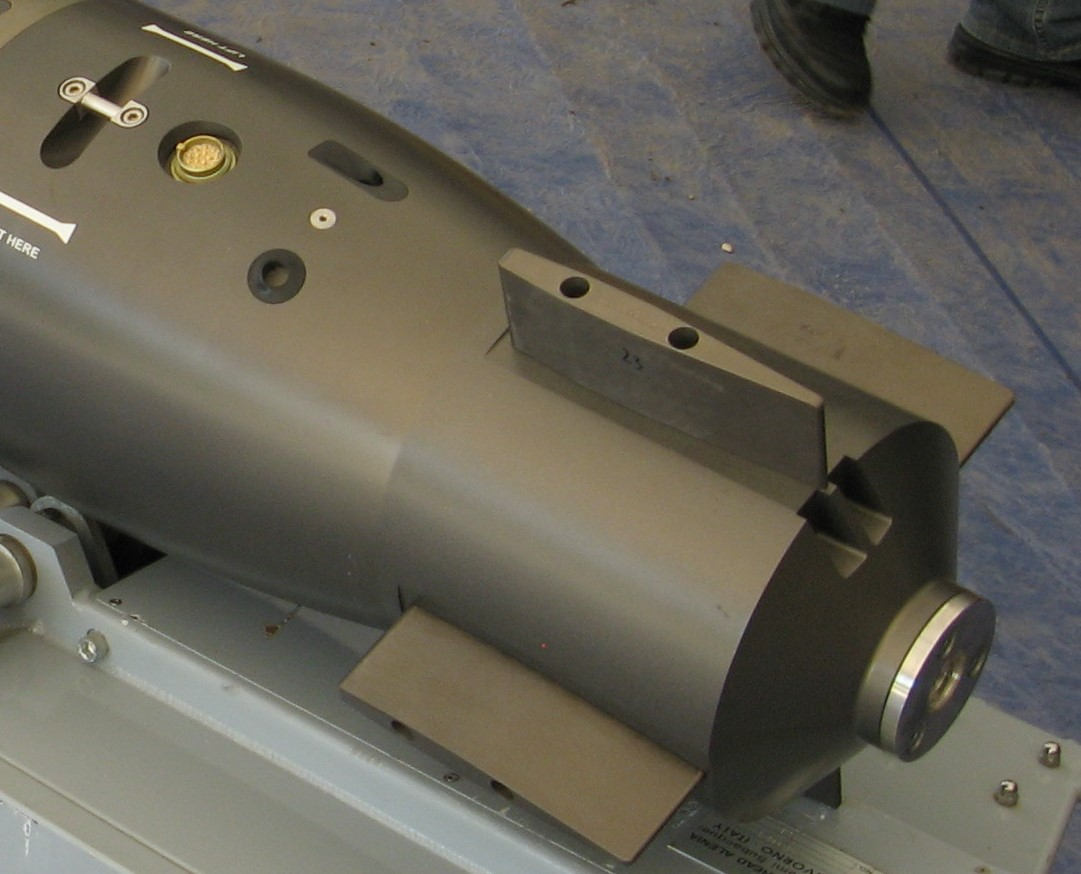
Część ogonowa MU90, z widoczną częścią układu wodnodrzutowego

Od początku historii rozwoju torped samobieżnych aż niemal do zakończenia zimnej wojny dominowały torpedy wyposażone w pojedynczą klasyczną śrubę, następnie zaś często zestaw śrub przeciwbieżnych. Jako że jednak niezależnie od rodzaju użytego źródła energii torpedy mogą magazynować jedynie jej ograniczoną ilość, zwłaszcza po II wojnie światowej duży nacisk w badaniach położono na jej bardziej efektywne użycie. Wraz z rozwojem zaawansowanych systemów wykrywania akustycznego, nacisk położono też na maksymalne wyciszenie torped, w celu jak najpóźniejszego wykrycia torpedy przez atakowaną jednostkę. W tym celu wykorzystanie znalazły pędniki w postaci układów wodnoodrzutowych (pump-jet), które zastąpiły tradycyjne rodzaje pędników. System pump-jet znalazł po raz pierwszy zastosowanie na brytyjskich okrętach podwodnych typu Trafalgar. Największe znaczenie dla rozwoju tego rodzaju pędnika miały badania prowadzone w amerykańskim programie rozwoju okrętów podwodnych typu Seawolf. Przed zainstalowaniem tego typu napędu na okrętach SSN21, przetestowano go po zainstalowaniu na okręcie typu Los Angeles – USS „Cheyenne”. Zakrojone na szeroką skalę testy wykazały, że napęd tego rodzaju jest znacznie cichszy od klasycznej śruby okrętowej, a przy tym bardziej sprawny, co oznacza, że przy mniejszej średnicy wytwarza taką samą siłę ciągu. Konstruktorzy radzieccy mieli na ten temat zupełnie odmienne zdanie, uważając, iż tego typu napęd jest mniej wydajny od klasycznej, aczkolwiek zaawansowanej śruby.
W 1988 roku zastępca dyrektora agencji DARPA przekazał komisji Kongresu informację, iż wybrane w wyniku badań rozwiązanie zmniejsza szumy napędu o 10 dB względem śruby referencyjnej. Ta informacja wydaje się jednak zbyt ostrożna, gdyż, jak wykazały szacunki poczynione w Szwecji i przedstawione na konferencji U'92, rozwiązanie to zmniejsza szumy napędu o co najmniej 20–30 dB, a może nawet do 40 dB w zależności od liczby zastosowanych płatów wirnika. O ile jednak napędy wodnoodrzutowe w okrętach podwodnych kładą główny nacisk na maksymalne wyciszenie układu napędowego, o tyle w zastosowaniach torpedowych nacisk położony jest na balans momentu obrotowego, ograniczenie kawitacji i – pierwotną przyczynę rozwoju napędu wodnoodrzutowego – wyższą sprawność. Rozwój tego rodzaju techniki napędu spowodował, że współcześnie większość nowoczesnych torped oparta jest na pędniku typu pump-jet.

#### Torpedy lekkie

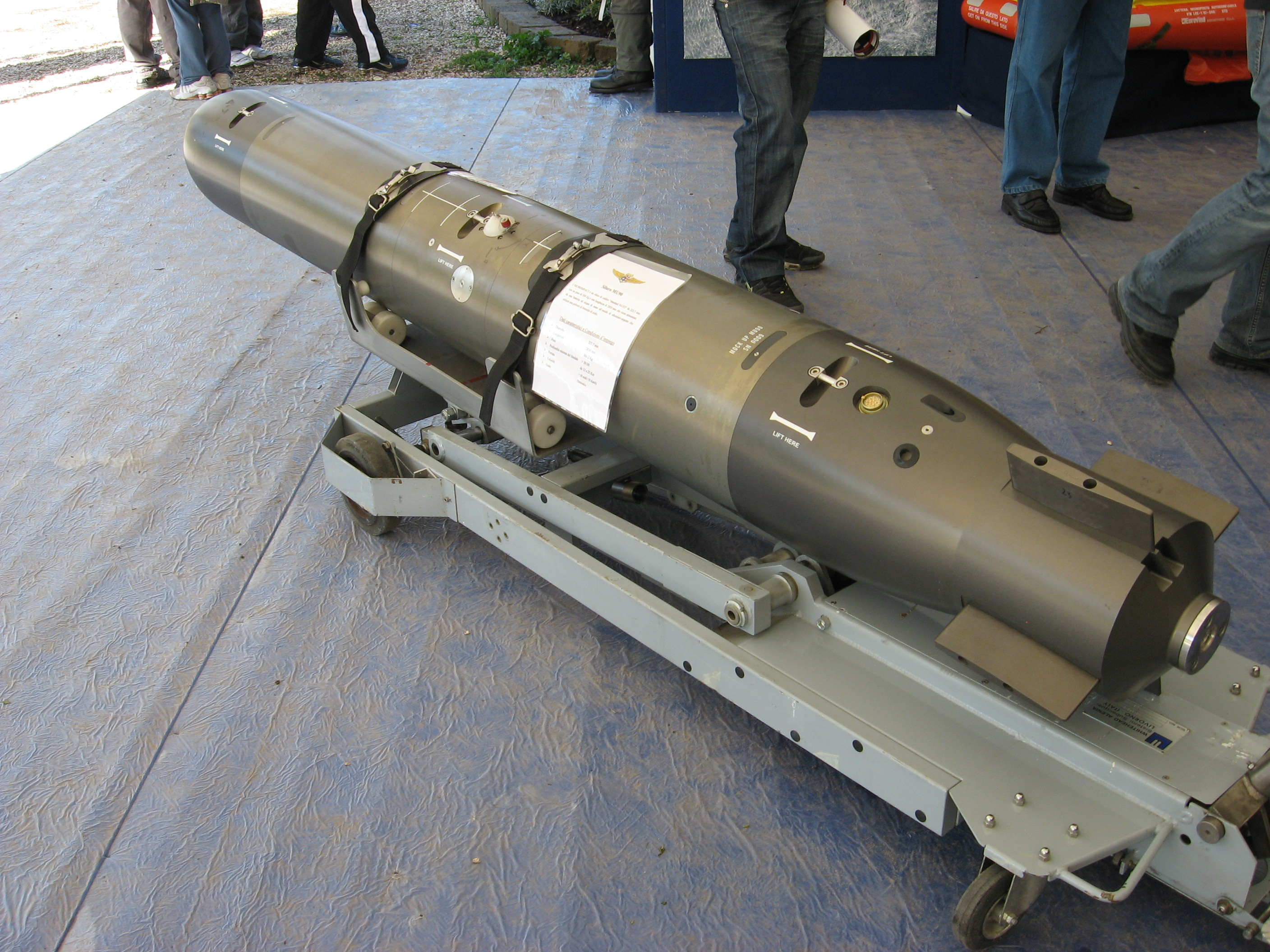
Opracowana przez konsorcjum EuroTorp lekka torpeda ZOP MU90

Zmierzch i kres samolotów torpedowych po II wojnie światowej nie oznaczał kresu torped przenoszonych przez statki powietrzne. Wręcz przeciwnie, rozpowszechniła się klasa torped o zastosowaniu przede wszystkim przeciwpodwodnym, przenoszonych przez statki powietrzne oraz jednostki nawodne. Torpedy tego rodzaju produkowane w krajach NATO mają standardową średnicę 12,75 cala, w celu umożliwienia uniwersalizacji środków przenoszenia. Mimo że mieszczą stosunkowo niewielką głowicę bojową, zarówno brytyjska Sting Ray, włosko-francuska MU90, jak i amerykańska Mark 50, mają głowice ukształtowane w taki sposób, aby ich eksplozje zdolne były do przebicia dwukadłubowych kadłubów okrętów rosyjskich.

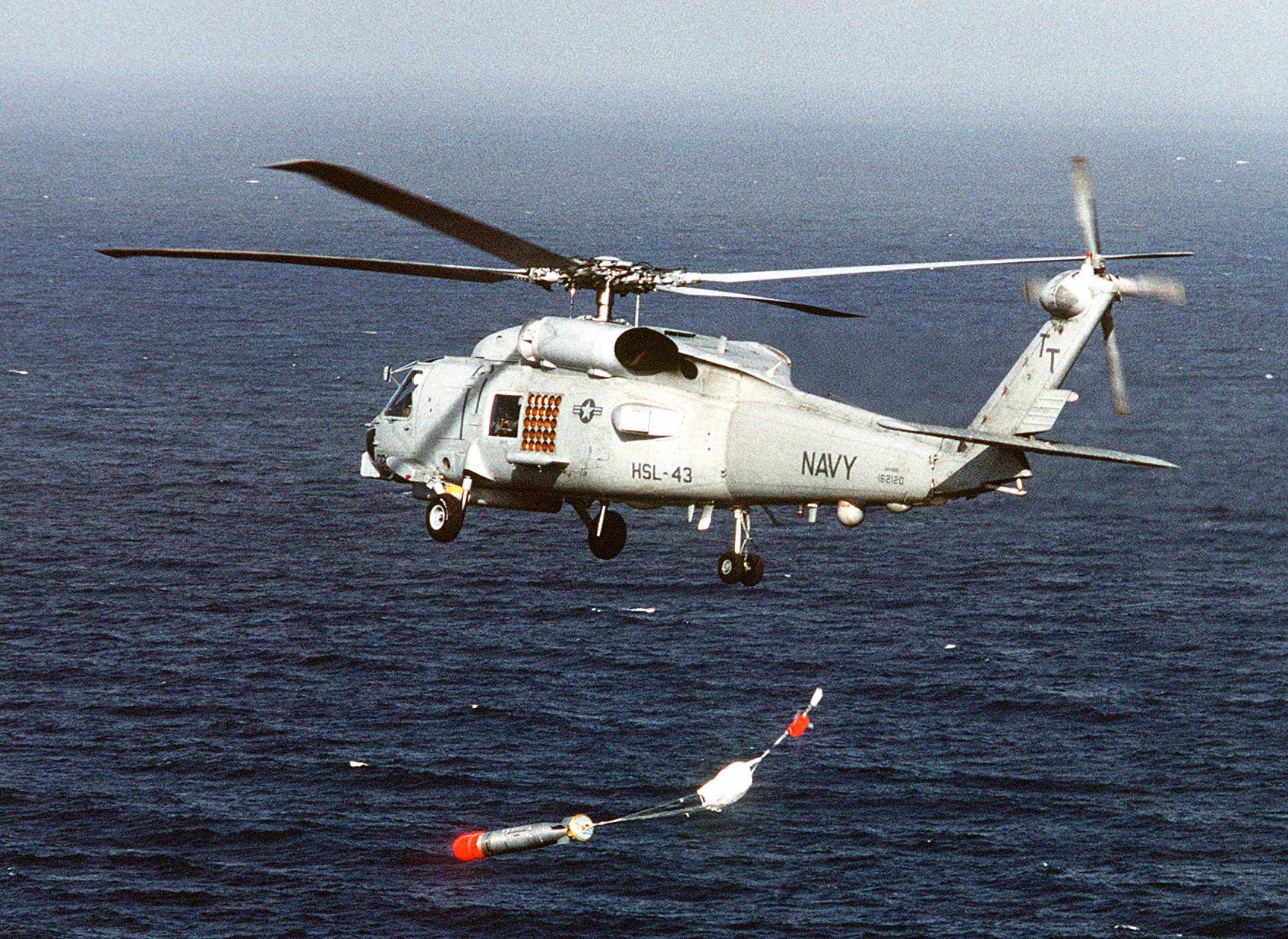
Jednym z najważniejszych założeń torped lekkich jest możliwość użycia z platform zarówno nawodnych, jak i lotniczych, w tym z lekkich statków powietrznych. Na zdjęciu zrzut torpedy lekkiej Mark 46 z helikoptera ZOP US Navy

Większość torped o średnicy 12,75 cala napędzana jest za pomocą energii z baterii elektrycznych, jednak amerykańska Mark 46 używa paliwa Otto II z zewnętrznym spalaniem, zaś Mark 50 używa silnika w cyklu zamkniętym z obiegiem Rankine’a z sześciofluorkiem siarki i litem jako katalizatorem, podobnie jak japońskie torpedy GRX-4. W układzie tym gaz w postaci heksafluorku siarki natryskiwany jest na blok litu, co wywołuje powstanie pary, końcowo napędzającej pędnik wodnoodrzutowy.
Szczególną cechą wielu programów konstrukcyjnych prowadzonych na przełomie XX i XXI wieku jest dążenie do opracowania torped skutecznych w trudnych warunkach wód płytkich. Wiąże się to ze szczególnie wysokimi wymaganiami dla układów elektronicznych systemów wykrywania i naprowadzania tych torped, w związku z niezwykle trudnym środowiskiem akustycznym charakterystycznym dla wód płytkich. Jednym z pocisków opracowanych w tego typu programie jest torpeda MU90, sprzedana marynarkom wojennym Francji, Niemiec, Włoch, Danii, Polski i Australii. Włosko-francuska torpeda o średnicy 12,75 cala oraz długości 112 cali (2,85 metra) zdolna jest do ataku na głębokość do 1000 metrów, i wyposażona jest w aktywny oraz pasywny system samonaprowadzania. Jej bateria elektryczna napędza pędnik wodnoodrzutowy nadający torpedzie prędkość do 50 węzłów. Istotną zdolnością tego pocisku jest możliwość skanowania i profilowania dna morskiego, w celu wykrycia osiadłych na nim konwencjonalnych elektrycznych okrętów podwodnych. EuroTorp prowadzi także prace nad zapewnieniem MU90 zdolności hard kill – zwalczania atakujących torped przeciwnika.

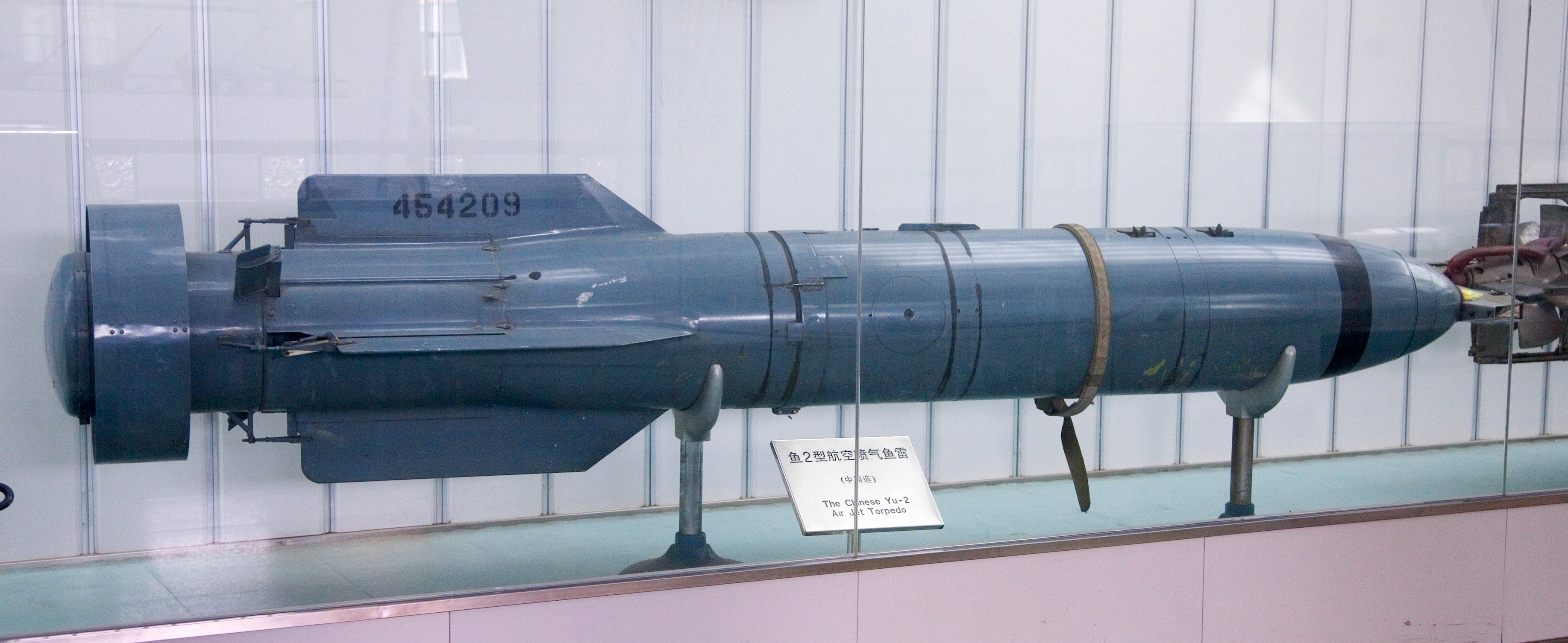
Torpeda Yu-2 – chińska wersja rakietowej torpedy RAT-52

W okresie powojennym w Związku Radzieckim i w Rosji opracowano natomiast kilkanaście typów lekkich torped przenoszonych przez statki powietrzne i jednostki nawodne, kalibrów od 330 do 450 mm – napędzanych różnymi rodzajami napędów; Otto II, chemicznym, elektrycznym, a nawet rakietowym na paliwo stałe. Wśród nich znajduje się radziecka torpeda lotnicza przeznaczona dla samolotów i helikopterów Kolibri o średnicy 330 mm, napędzana turbiną zasilaną energią z paliwa Otto II. Torpeda ta dysponuje typową dla torped lekkich głowicą o masie 44 kilogramów, zaś przy prędkości maksymalnej 45 węzłów zdolna jest do ataku na dystansie 5000–8000 metrów, przy czym aktywno – pasywny układ naprowadzania zdolny jest do wykrywania celów na dystansie do 1000 metrów. Maksymalna głębokość ataku tej torpedy wynosi 450 metrów. Zasługującą na uwagę była też radziecka torpeda z napędem rakietowym na paliwo stałe RAT-52, która mimo stosunkowo niewielkiej średnicy 350 mm, wyposażona została w głowicę o masie 240 kilogramów, z przeznaczeniem do ataku na jednostki nawodne. W latach 50. XX wieku Związek Radziecki przekazał plany tej torpedy do ChRLD, gdzie na ich podstawie opracowano chińską wersję pocisku oznaczoną jako Yu-2. Z nowoczesnych rosyjskich torped lekkich na uwagę zasługują torpedy ZOP: APR-3, napędzana pędnikiem wodnoodrzutowym na paliwo stałe, oraz wprowadzona do użytku w 1995 roku APSET-95 kalibru 400 mm z silnikiem elektrycznym. Pierwsza z nich zdolna jest do osiągnięcia prędkości 75 węzłów i ataku na głębokość do 800 metrów, z czasem wypalenia silnika wynoszącym 113 sekund.

##### Inne zastosowania torped lekkich

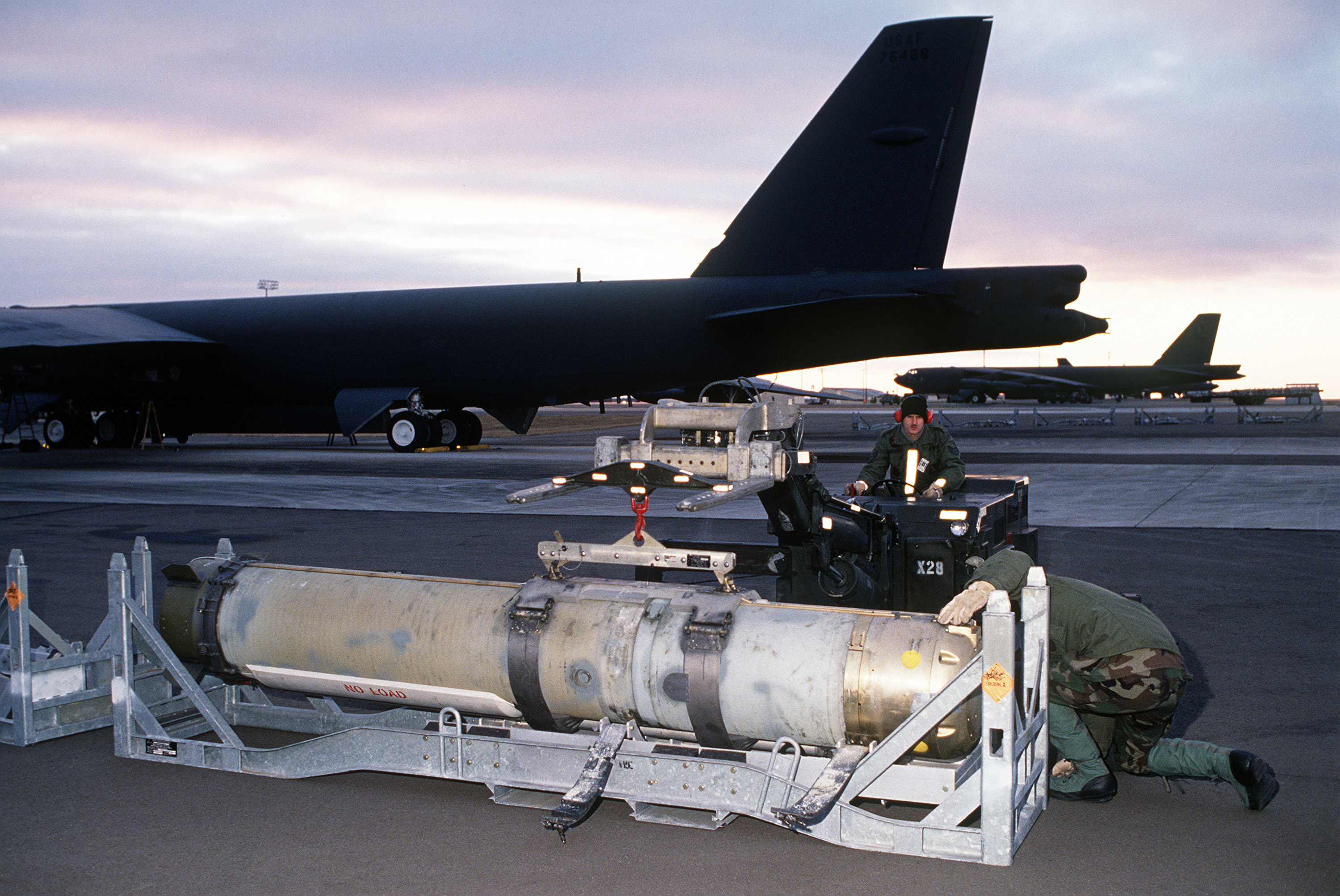
Mark 60 Captor podczas przygotowań do załadunku na bombowiec B-52G Stratofortress

Z uwagi na stosunkowo niewielkie rozmiary i wagę, torpedy lekkie doskonale nadają się jako ładunek innych rodzajów broni, zwłaszcza minotorped i rakietotorped. Kiedy w 1979 roku do służby w marynarce amerykańskiej skierowana została minotorpeda Mark 60 Captor, zapoczątkowana 200 lat wcześniej przez Roberta Fultona idea miny-torpedy zatoczyła koło.

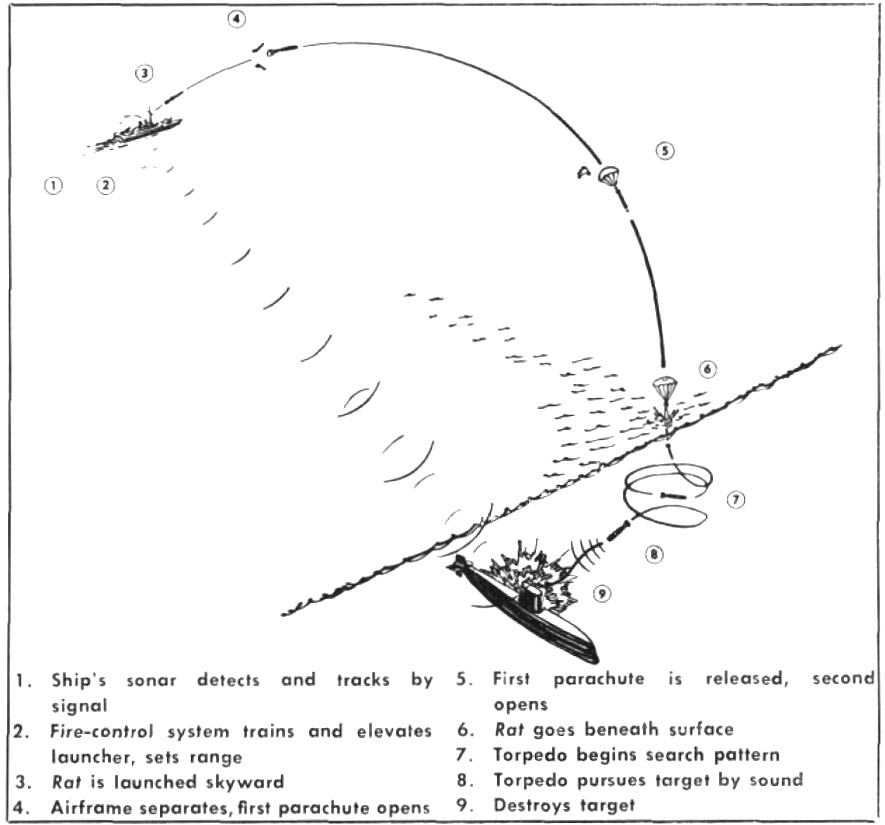
Diagram obrazujący użycie operacyjne ASROC. Po wykryciu okrętu podwodnego przeciwnika przez sensory okrętu nawodnego i po wystrzeleniu ASROC z wyrzutni umieszczonej na jednostce nawodnej, rakietotorpeda poruszała się lotem balistycznym. Po przeleceniu zaprogramowanego przed startem dystansu (określonego czasem lotu), pocisk rakietowy uwalniał w powietrzu przenoszoną nuklearną bombę głębinową bądź samonaprowadzającą się torpedę. W wersji jądrowej ładunek eksplodował w wodzie po osiągnięciu założonej przed startem głębokości, w wersji z torpedą zaś, ta ostatnia po wejściu w wodę rozpoczynała samodzielne poszukiwania celu, po jego wykryciu zaś naprowadzała się na niego, eksplodując następnie w jego bezpośredniej bliskości.

Mark 60 Captor („enCAPsulated TORpedo”) to pływająca kapsuła z umieszczoną w niej torpedą lekką, która po zrzuceniu do wody przez samolot, okręt nawodny, bądź pozostawiona w niej przez zanurzony okręt podwodny, oczekuje zanurzona – maksymalnie do głębokości 3000 stóp (910 metrów) – na sygnaturę akustyczną mijającego ją okrętu podwodnego przeciwnika. Po jego wykryciu aluminiowa kapsuła ulega otwarciu w celu umieszczenia bezpośrednio w wodzie standardowej torpedy lekkiej, która następnie samodzielnie rozpoczyna wyszukiwanie i atak na okręt podwodny. Przeznaczona do zwalczania wolno płynących okrętów podwodnych w wodach płytkich i głębokich, Mark 60 wyposażona była początkowo w wyprodukowaną w 16 800 egzemplarzy torpedę Mark 46. Napędzana paliwem Otto II Mark 46 jest wyprodukowaną w największej liczbie torpedą po II wojnie światowej i do dziś pozostaje podstawową przeciwpodwodną torpedą lekką wielu krajów, zarówno członków NATO, jak i innych krajów sojuszniczych. Po wprowadzeniu do służby torped Mark 50 i Mark 54 prowadzone były prace nad zastąpieniem nimi Mark 46 w minotorpedach Captor.

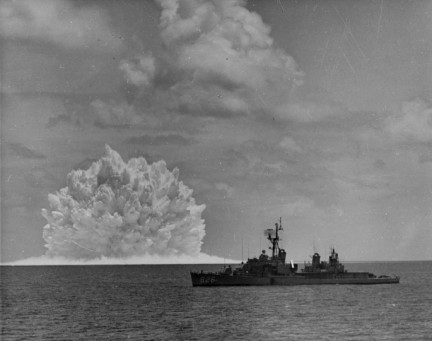
Podwodna eksplozja nuklearnej bomby głębinowej pocisku ASROC wystrzelonego przez USS „Agerholm” (DD-826) (niszczyciel na pierwszym planie)

Co najmniej kilkakrotnie w historii torped próbowano umieszczać je jako głowice bojowe pocisków powietrznych – jednym z pierwszych była bomba szybująca GT-1, uzbrojona w torpedę Mark XIII. Idea zastosowania torped jako głowic pocisków rakietowych znalazła swe rozwinięcie i operacyjne zastosowanie dopiero po II wojnie światowej, w pociskach rakietowych RUR-5 ASROC, gdy po raz pierwszy zastosowano rakietotorpedy jako środek zwalczania okrętów podwodnych na dalekich dystansach, niedostępnych dla klasycznie zastosowanych torped. Wprawdzie już pod koniec lat 40. przeprowadzano daleko zaawansowane testy z przenoszeniem pochodnych Mark XIII przez pociski z napędem turboodrzutowym, jednak dopiero wprowadzenie do służby ASROC, początkowo z torpedą Mark 44, a następnie Mark 46, zainaugurowało zastosowanie rakietotorped z wykorzystaniem prawdziwych pocisków balistycznych. RUR-5 ASROC była bronią balistyczną z silnikiem rakietowym pierwszego stopnia na paliwo stałe z dwoma wariantami głowicy – z lekką torpedą Mark 44, a od 1965 roku Mark 46, lub z nuklearną bombą głębinową W44. Po uwolnieniu z pocisku rakietowego w locie, torpeda opadała do wody na spadochronie, po zanurzeniu zaś rozpoczynała poszukiwania celu, korzystając ze standardowego wzoru poszukiwań. W 1962 roku wystrzelony z niszczyciela USS „Agerholm” (DD-826) RUR-5 ASROC wziął udział w serii testów jądrowych w ramach operacji Dominic, eksplodując pod wodą głowicę jądrową o mocy 1 kilotony, w odległości 4000 jardów (3657 metrów) od niszczyciela. Wyposażone w konwencjonalną torpedę Mark 46 pociski ASROC pozostały w służbie do początku lat 90.

#### Specyfika wód płytkich
Cechą wielu programów konstrukcyjnych prowadzonych na przełomie XX i XXI wieku jest dążenie do opracowania torped skutecznych w trudnych warunkach wód płytkich. Wiąże się to ze szczególnie wysokimi wymaganiami dla układów elektronicznych systemów wykrywania i naprowadzania tych torped, w związku z charakterystycznym dla tych wód niezwykle trudnym środowiskiem akustycznym.

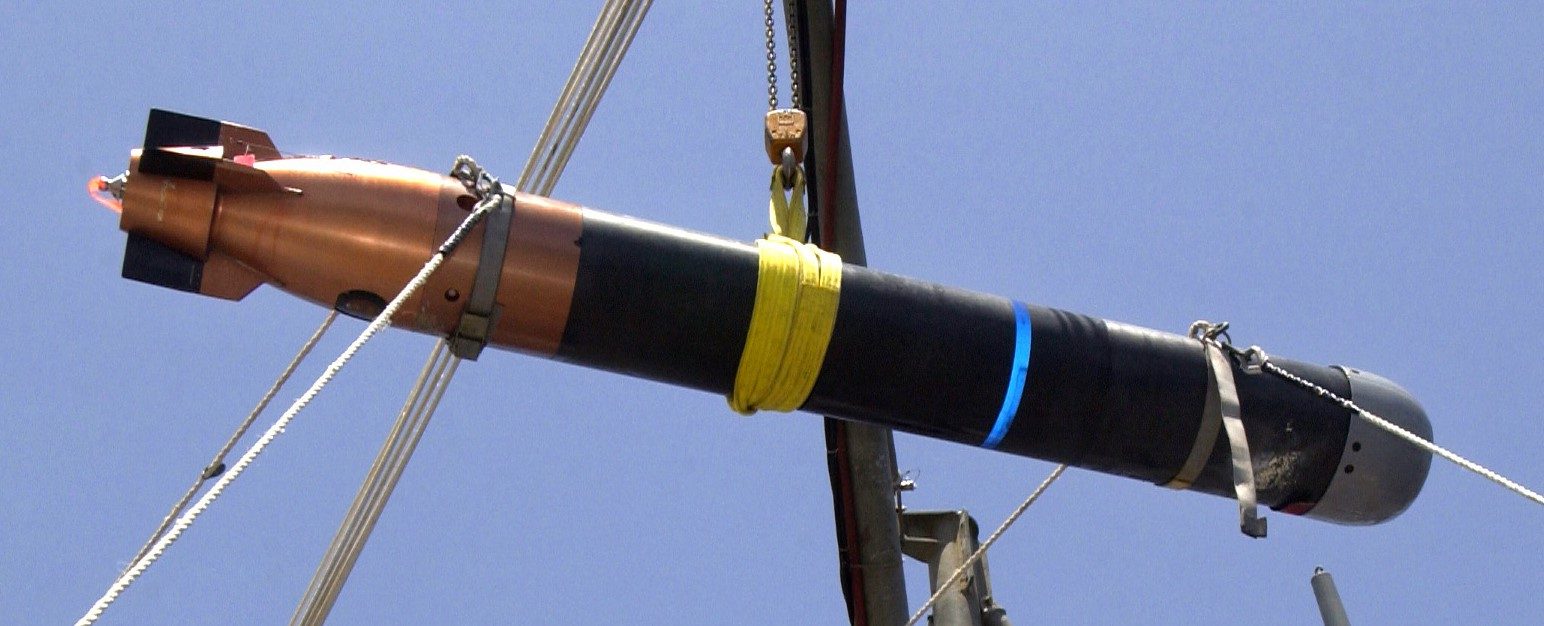
Torpeda Mark 50 podnoszona z pokładu niszczyciela USS „Bulkeley” (DDG-84)

W płytkich akwenach, jak Morze Bałtyckie czy Zatoka Perska, akustyczne systemy wykrywania i naprowadzania oraz ich komputerowe systemy obróbki danych muszą być zdolne do dyskryminacji (odróżniania) prawdziwych celów od setek fałszywych ech, powodowanych bliskimi sobie warstwami wody o różnej temperaturze i zasoleniu, niewielką odległością między dnem morskim a powierzchnią morza, kształtem, budową oraz składem dna morskiego. W rezultacie wody płytkie charakteryzują się najbardziej skomplikowaną naturą akustyczną, o wielu różnych charakterystykach propagacji, przy czym nie istnieje jedna specyficzna charakterystyka wód tego rodzaju – w każdym przypadku uzależniona jest ona od charakterystyki konkretnego akwenu. W rezultacie szczególnego znaczenia nabierają konstrukcja i możliwości techniczne sonarów torpedowych oraz ich centralnych jednostek komputerowych w zakresie zdolności do cyfrowej obróbki sygnału akustycznego, a także zaawansowanych algorytmów umożliwiających skuteczną ochronę przed stosowanymi przez przeciwnika środkami obronnymi. Te bardzo wysokie wymagania wobec torped przeznaczonych do działania w wodach płytkich powodują znaczny wzrost ich ceny. Przykładem tego jest amerykańska torpeda lekka Mark 50 służąca do zwalczania głęboko zanurzających się okrętów podwodnych z napędem jądrowym, ale też cichych okrętów podwodnych o napędzie elektrycznym w wodach litoralnych, która po wielu latach rozwoju spełniła wprawdzie większość stawianych przez marynarkę amerykańską wymagań, okazała się jednak zbyt kosztowna. W rezultacie nawet US Navy nie było stać na zakup ich znacznej liczby (zrezygnowano po zakupie stosunkowo niewielkiej partii z produkcji wstępnej). Wybrano zamiast tego tańszą torpedę Mark 54, w której zastosowanie znalazły zaawansowane oprogramowanie i hardware oparty na dostępnym na rynku komercyjnym (COTS) zmodyfikowanym procesorze PowerPC 603e.

## Ogólne wymagania i budowa torped

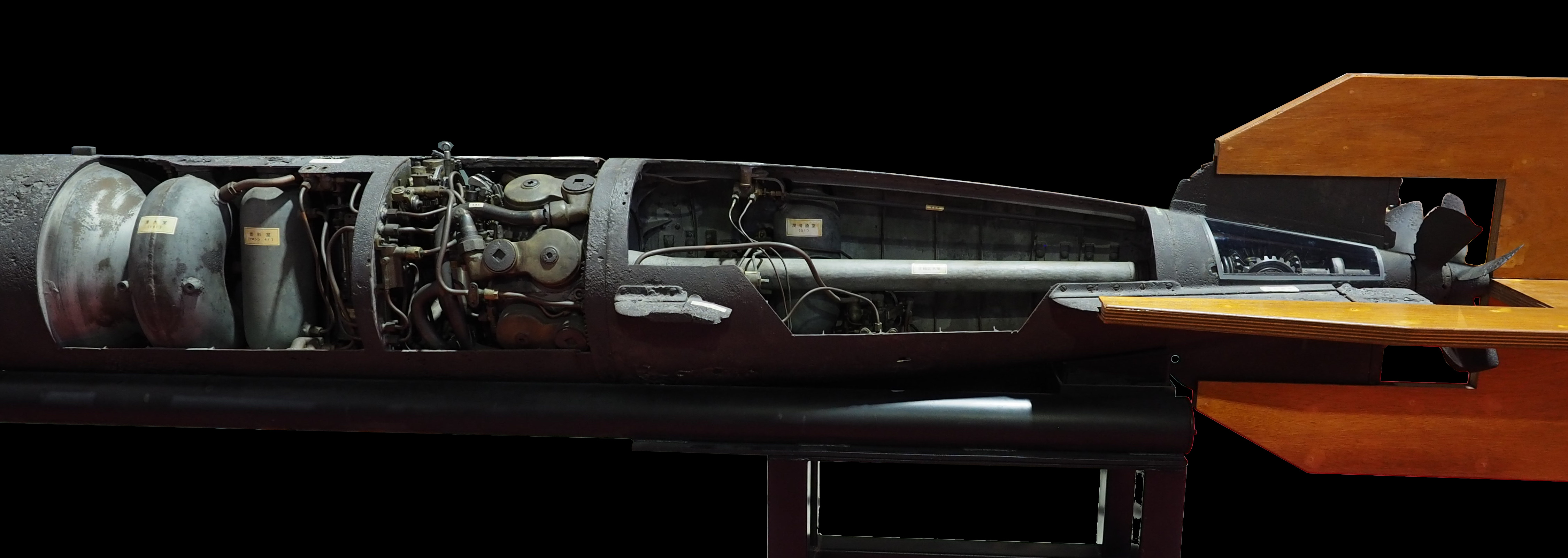
Przekrój sekcji napędowej torpedy Typ 91

Torpedy są samodzielnym systemem broni. W najprostszych rozwiązaniach torpeda stanowi zwykłą poruszającą się na wprost samobieżną podwodną bombę, w rozwiązaniach zaawansowanych zaś, wyposażone są w aktywne i pasywne sonarowe systemy poszukujące, mogą być zdalnie sterowane za pomocą cienkiego kabla – tą samą drogą mogą też wysyłać dane telemetryczne do platformy, z której zostały wystrzelone.
Współczesne torpedy należą do grupy broni inteligentnych, dzięki własnemu, opartemu najczęściej na sonarach aktywnych lub pasywnych, systemowi naprowadzania. Torpedy mogą być również zdalnie naprowadzane na cel dzięki dwu- lub jednokierunkowej wymianie danych telemetrycznych, za pomocą kabla, łączącego je z platformą, z której zostały wystrzelone, bądź też w sposób bezprzewodowy.
Typowa współczesna torpeda – od dziobu ku rufie – zbudowana jest z czterech sekcji:
- sekcja nosowa – mieszcząca akustyczne sensory torpedy oraz komputer kontrolujący pocisk,
- sekcja głowicy – zawierająca określonego rodzaju sensory celu wraz z odpowiednim mechanizmem wyzwalającym detonacje głowicy. Zwykle, czujnik ten działa poprzez zespół sensorów wykrywających uderzenie, albo też pole magnetyczne celu. W sekcji głowicy umieszczona jest również sama głowica bojowa zawierająca ładunek wybuchowy. Nowoczesne torpedy lekkie przenoszą około 45 kg bardzo silnych materiałów wybuchowych, natomiast torpedy ciężkie (kalibru 533 mm i więcej) posiadają ładunki wybuchowe, których masa może przekroczyć nawet 450 kg.
- sekcja napędowa – zawierająca silnik elektryczny, spalinowy bądź chemiczny.
- sekcja ogonowa – zawierająca płaszczyzny kontrolne sterowania oraz pędnik[78].

Współczesne torpedy należą do najbardziej zaawansowanych technicznie znanych rodzajów broni, zdolnych nie tylko do samodzielnych poszukiwań celu, lecz także samodzielnego określania taktyki ataku i najlepszego sposobu podejścia do celu. Należą w tym sensie do broni precyzyjnych. Podstawowymi wymaganiami stawianymi torpedom są dystans, szybkość, niezawodność i precyzja ataku. Szybkość jest istotnym czynnikiem, gdyż jest niezbędna do wejścia w kontakt z poruszającym się celem – stąd przyjmuje się, że dla swej skuteczności torpedy powinny dysponować 50-procentową przewagą prędkości nad celem. Duża prędkość powoduje jednak znacznie szybsze zużywanie energii, niż ruch z mniejszą szybkością, toteż nowoczesne pociski tego rodzaju poruszają się ze zmienną prędkością – z małą w celu zmniejszenia ryzyka wykrycia w pierwszej fazie ataku, oszczędzania energii i zwiększenia efektywności wbudowanego sonaru pasywnego, oraz dużą w fazie terminalnej, związanej z końcowym naprowadzaniem, w celu uniemożliwienia celowi wykonania skutecznego uniku. Wbudowane sensory torpedy powinny umożliwiać skuteczne wykrycie celu oraz odróżnienie sygnatury celu od stosowanych przez niego środków przeciwtorpedowych, przy jednoczesnym zapewnieniu, że torpeda nie będzie stanowiła zagrożenia dla własnych jednostek morskich. Musi wobec tego być w stanie wykluczać jednostki własne spośród dopuszczalnych celów ataku, a także być bezpieczna w obsłudze pod pokładem jednostki pływającej oraz podczas strzału. Także głowica torpedy powinna mieć ładunek wystarczający do zniszczenia celu, nie zaś tylko jego uszkodzenia.
Istotną składową wymagań wobec współczesnych torped jest możliwość wykonania ataku zarówno na płyciznach, jak i na bardzo dużych głębokościach. Z tego też względu, wraz z pojawieniem się okrętów podwodnych zdolnych do działania na bardzo dużych głębokościach, napęd spalinowy – np. oparty na paliwie Otto II – został w niektórych modelach zastąpiony silnikami działającymi w cyklu zamkniętym, co usuwa problem pokonywania zewnętrznego ciśnienia hydrostatycznego przy wydalaniu gazów spalinowych. Z drugiej strony, niezwykle trudne środowisko akustyczne wód płytkich, stawia najwyższe wymagania dla systemu sonarowego i układu obróbki sygnału akustycznego, który musi być zdolny do działania w takich warunkach.
Wszystkie te wymagania powodują, że trudnymi do spełnienia są postulaty niezawodności, łatwości obsługi i konserwacji oraz umiarkowanej ceny. Toteż torpedy stanowią zwykle pewien kompromis techniczny, w związku z czym nie powstała dotąd torpeda idealna.

## Wyrzutnie torpedowe

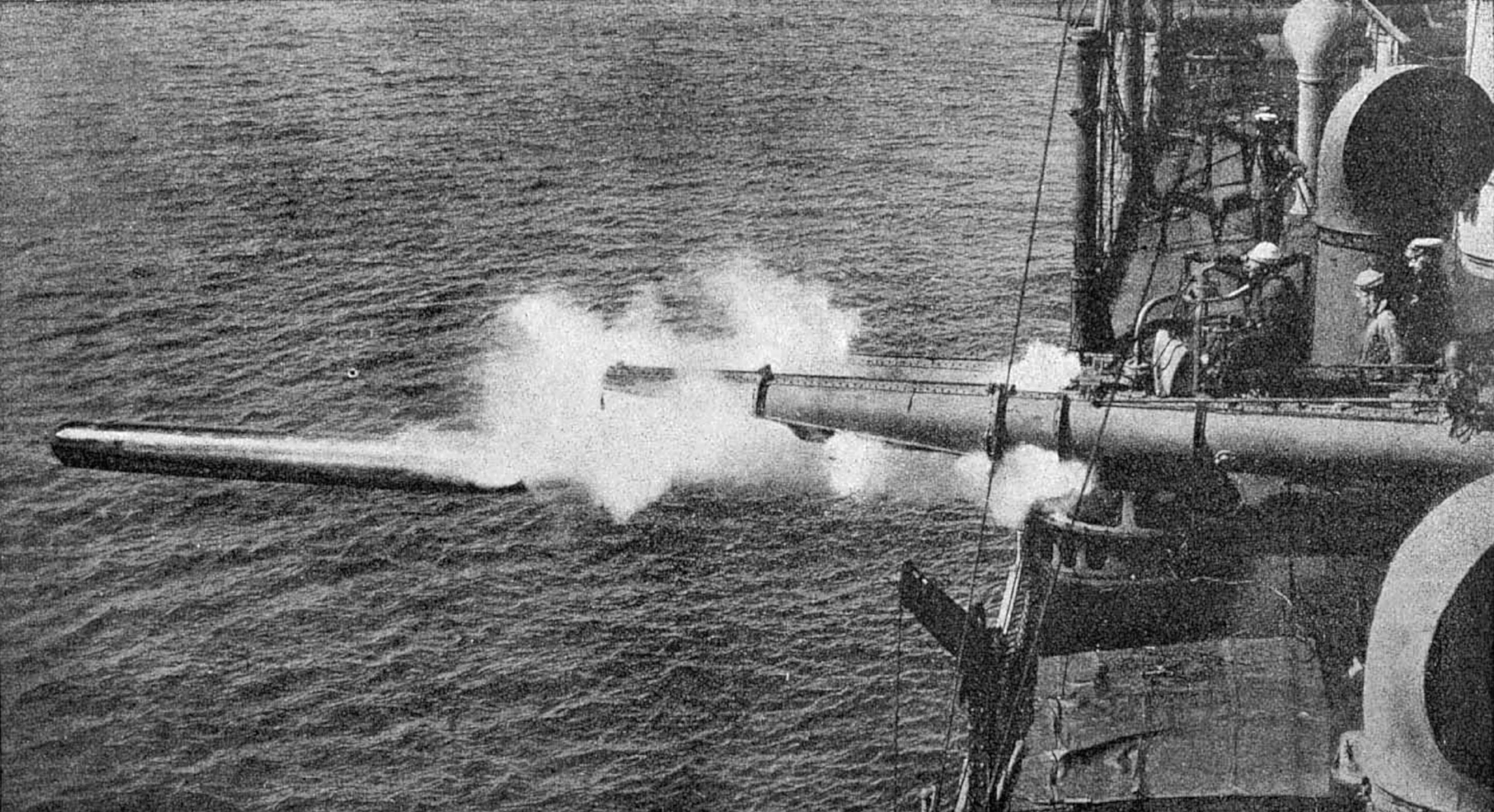
Torpeda nieznanego typu wystrzelona za pomocą ładunku miotającego z pokładowej wyrzutni torpedowej. Widoczne uchodzące z wyrzutni gazy z ładunku miotającego wypychające torpedę z wyrzutni

Zarówno w przypadku torped jednostek nawodnych, jak i podwodnych, pociski te wystrzeliwane są z wyrzutni torpedowych opartych na różnych zasadach działania. Na okrętach podwodnych dominują wyrzutnie typu swim-out z torpedami swobodnie wypływającymi z nich, korzystając z własnego napędu, oraz – chronologicznie najstarsze – wyrzutnie impulsowe, z których pociski wypychane są za pomocą impulsu sprężonego powietrza, bądź też pod ciśnieniem wody (system water ram). Wypływająca z wyrzutni torpeda jest prowadzona w jej wnętrzu przez zainstalowane wewnątrz wyrzutni szyny. W przypadku wyrzutni okrętów nawodnych, torpedy wypychane są z tuby torpedowej za pomocą sprężonego powietrza, lub też gazów z eksplozji umieszczonego w specjalnym naboju ładunku miotającego.

## Ochrona przeciwtorpedowa
Początkowo jedynym środkiem obrony przed torpedą było wykrycie okrętu, który ją odpala, i wymanewrowanie wystrzelonego przez niego pocisku. Pierwsze torpedy Whiteheada były dość powolne i dysponowały ograniczonym zasięgiem, toteż w idealnych warunkach pogodowych dobrze wyszkolona i czujna załoga jednostki stanowiącej cel miała szansę uniknąć ataku torpedy. Jednak już wczesne testy francuskiej marynarki wykazały, że atak torpedowy na pojedynczy pancernik, nawet jeśli jego załoga jest na niego przygotowana, może odnieść sukces, jeśli zostanie zaatakowany jednocześnie przez trzy okręty torpedowe. Dodatkowo, postępujące rozpowszechnienie torped na świecie oraz ich skuteczność w zwalczaniu jednostek nawodnych i podwodnych, wymusiły zastosowanie pasywnych i aktywnych środków technicznych umożliwiających obronę przed atakiem, a w razie niepowodzenia obrony minimalizację skutków ataku torpedy.

### Środki pasywne

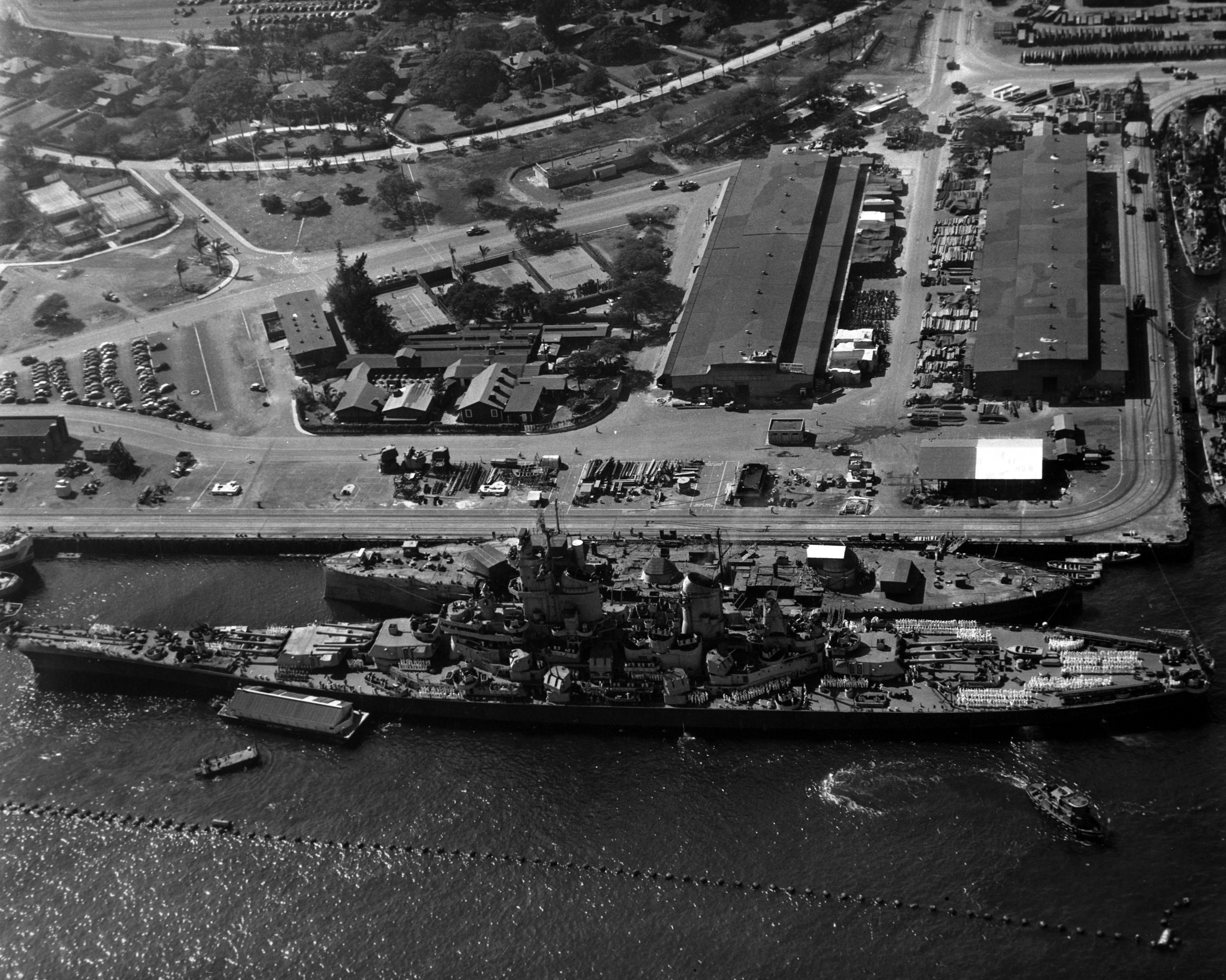
USS „Wisconsin” (BB-64) cumujący w Pearl Harbor, z widoczną zagrodą przeciwtorpedową wzdłuż bakburty

Prawdopodobnie pierwszymi środkami pasywnymi były stawiane przy wejściach do portów oraz zatok sieci zagrodowe, oraz zbudowane z wraków i innych pozostałości jednostek pływających zapory przeciwpodwodne. Sieci przeciwtorpedowe chroniły jednak nie tylko porty lub jednostki w nich cumujące, lecz także okręty w ruchu. Sieci rozwieszane były na rozkładanych w razie potrzeby wytykach, chroniąc obie burty okrętu podczas rejsu przez zagrożony rejon. Prawdopodobnie pierwszym okrętem, na którym eksperymentowano z tego rodzaju ochroną, był należący do Royal Navy HMS „Mars” typu Majestic, który przenosił sieci zdolne zatrzymać powolne torpedy o średnicy 14 cali (350 mm). Wraz jednak z wejściem do służby większych, szybszych i silniejszych torped, często z umieszczonym na ich dziobie nożem do przecinania sieci, większość marynarek zaczęła traktować tego rodzaju środek defensywny bardziej jako obciążenie niż rzeczywistą pomoc, zwłaszcza że po ewentualnym uszkodzeniu sieci przez ogień artyleryjski przeciwnika, mogła ona stanowić realne zagrożenie dla śrub okrętu, który ją przenosił. Mimo to Royal Navy używała ich przez długi czas, a niemiecka Hochseeflotte nawet jeszcze dłużej.

#### Ochrona bezpośrednia kadłuba
Gdy tylko została zademonstrowana skuteczność torped, konstruktorzy okrętów rozpoczęli prace nad możliwie skuteczną minimalizacją ich efektów. Jak słusznie jednak przewidział Robert Whitehead, najwrażliwszą częścią każdego okrętu jest podwodna część jego kadłuba, której ochrona jest największym, i nigdy dotąd nierozwiązanym całkowicie problemem.
Istnieją dwa podstawowe sposoby eksplozji głowicy torpedowej – eksplozja kontaktowa u burty celu oraz eksplozja pod stępką jednostki. Każdy z tych rodzajów eksplozji wymaga zastosowania innych środków ochrony.

##### Eksplozja podwodna u burty celu
Każda podwodna eksplozja bojowej głowicy torpedowej wywołuje rozszerzający się bąbel gazu z zewnętrznymi ścianami przemieszczającymi się we wszystkich kierunkach na zewnątrz od punktu inicjacji eksplozji, z szybkością większą niż prędkość dźwięku w wodzie. Gdy energia rozszerzającego się gazu wyczerpie się, bąbel ów zapada się do centrum eksplozji. Jeśli jednak, zanim to nastąpi, zewnętrzne ściany bąbla gazowego napotkają opór burty jednostki pływającej, bąbel gazowy przerwie zewnętrzne płyty kadłuba, zużywając przy tym znaczną część swojej energii, w efekcie nie zapadnie się do wewnątrz w kierunku centralnego punktu eksplozji. Półkolista ściana wody po przeciwnej od kadłuba stronie bąbla gazowego, nie napotykając zatem oporu gazu z wektorem siły skierowanym w przeciwnym kierunku, pod postacią strumienia skieruje się z bardzo wysoką prędkością prosto w dziurę wybitą wcześniej przez siłę eksplozji, niszcząc wewnętrzne grodzie i maszynerię. Ogromna masa wody jest wyjątkowo destrukcyjna, toteż bezskuteczne są próby dawania jej ujścia w kierunku górnego pokładu lub w dół po ścianach kadłuba, jako że strumień wody przemieszcza się zbyt szybko i nie jest możliwa zmiana jego kierunku. Nie istnieje też żadna konstrukcja grodzi wodoszczelnej, która w pojedynkę – nawet przy wsparciu płynów po jej przeciwnej stronie – byłaby w stanie stawić opór sile takiego strumienia wody, która zawsze ją przełamie. Toteż w latach 20. XX wieku opracowano system ochrony podwodnej (ang. torpedo defence system, TDS), którego zadaniem nie jest natychmiastowe zatrzymanie, lecz spowolnienie strumienia wody za pomocą kolejnych grodzi, które przełamywane jedna po drugiej mają za zadanie absorbować energię strumienia, zanim ten dotrze do wewnętrznych żywotnych części okrętu.

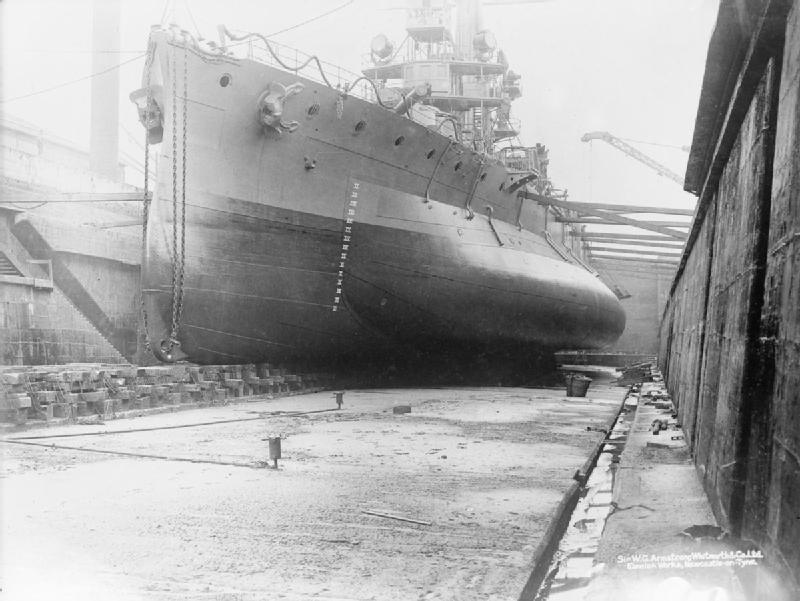
Bąbel przeciwtorpedowy wyraźnie widoczny na kadłubie HMS „Glatton”

Już jednak wcześniej podejmowano eksperymenty z zabezpieczaniem kadłuba. Pod koniec XIX wieku na włoskim pancerniku „Italia” zastosowano bardzo gęstą sieć grodzi wodoszczelnych na obu końcach kadłuba w nadziei, że zdołają one zapewnić pływalność okrętu nawet pod silnym ostrzałem artyleryjskim. W Wielkiej Brytanii eksperymentowano z wypełnieniem kadłuba celulozą w nadziei, że po zalaniu celuloza spęcznieje i uszczelni wyrwę w kadłubie. Eksperyment przeprowadzony na HMS „Belleisle” zakończył się jednak katastrofą – okręt trafiony torpedą 18-calową zatonął. W rezultacie tego eksperymentu podjęto jednak decyzję o osłonięciu magazynów amunicji nowo powstającego HMS „Dreadnought” pancernymi ekranami. Brytyjskie uzbrojone pułapki Q-Ship wypełnione za to zostały w ładowniach drewnem w nadziei, że drewno pozwoli utrzymać się tym jednostkom na powierzchni po trafieniu torpedą. Idea ta sprawdziła się w kilku przypadkach, zapewniając pływalność m.in. SS „Arvonian” (ex-USS „Santee”) trafionemu przez SM U-61 bądź przez SM U-109, który mógł zostać odholowany i po remoncie pełnił dalszą służbę.
W 1884 roku architekt okrętowy Royal Navy sir Edward Reed zaproponował zastosowanie podwójnego pasa pancernego dna o grubości od 63 do 105 mm, z pasem zewnętrznym oddalonym od pasa wewnętrznego o 2,4 metra. Koncepcja ta została jednak odrzucona przez Admiralicję, gdyż zmuszała do zmniejszenia wagi głównego pasa pancernego na linii wodnej, co uczyniłoby okręt mniej odpornym na trafienie pociskiem artyleryjskim. W pierwszych latach drugiej dekady XX wieku po raz pierwszy zastosowano bąble przeciwtorpedowe, często wypełnione wodą, których zadaniem była absorpcja siły eksplozji i zmniejszenie oddziaływania fali uderzeniowej na kadłub i grodzie. Czasami – zwłaszcza po I wojnie światowej – stosowano je w połączeniu z grodziami przeciwtorpedowymi wewnątrz kadłuba. Praktyka wojenna podczas II wojny światowej wykazała, że najlepiej sprawdzają się wspomniane wyżej systemy TDS, choć zdarzyło się również wiele przypadków, kiedy system ochrony podwodnej okazał się całkowicie nieefektywny.

##### Eksplozja podwodna pod stępką

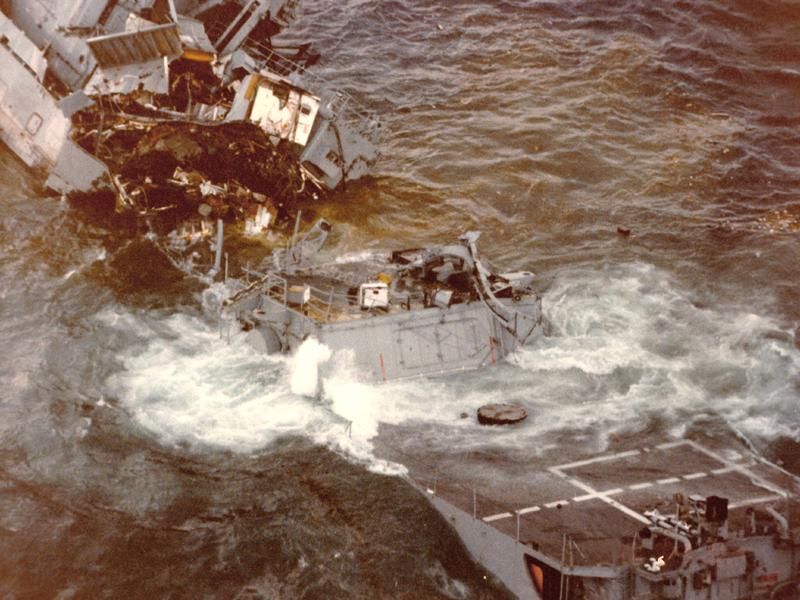
USS „Jonas Ingram” (DD-938) przełamany w pół przez eksplozję torpedy Mark 48 pod stępką. Przełamanie następuje wskutek działających na kil naprężeń po uniesieniu okrętu ponad wodę

Efekty eksplozji głowicy bojowej torpedy pod stępką jednostki pływającej są jeszcze trudniejsze do minimalizacji. Eksplozje tego rodzaju wywoływane są zwykle przez zapalniki typu niekontaktowego – najczęściej magnetyczny lub zbliżeniowy. Wywołana tak podwodna eksplozja działa w taki sam sposób na kadłub celu, jak eksplozja kontaktowa; eksplozja pod kilem obliczona jest jednak na wywołanie odmiennego efektu. Płyty kadłuba mogą zostać rozdarte, zaś stępka uszkodzona bądź zniszczona przez początkowe rozszerzanie się pochodzących z wybuchu gazów, dodatkowo jednak bąbel gazowy działający bezpośrednio na dno okrętu spowoduje podniesienie kadłuba ponad wodę. Najpoważniejszy efekt uzyskiwany jest przez eksplozję poniżej stępki pod śródokręciem. Jako że dźwigająca kadłub stępka okrętu skonstruowana jest do wytrzymania działających w dół sił ciężkości związanych z ciężarami maszyn i uzbrojenia w warunkach działania siły wyporu, poddawana jest krytycznym naprężeniom przy wygięciu jej w przeciwnym kierunku. Kiedy natomiast pęcherz gazu zapadnie się, okręt będzie opadał w dół, w powstałą po zapadnięciu się bąbla pustkę, a następnie natychmiast ponownie zostanie podniesiony w górę przez uderzenie ściany wody wpadającej w centrum powstałej przed chwilą eksplozji. Osłabiona, jeśli nie całkowicie zniszczona pierwotną eksplozją stępka, nie jest w stanie wytrzymać kilku takich działających w przeciwnych kierunkach naprężeń. Zależnie od wielkości użytej głowicy bojowej, mały do średniej wielkości okręt (do wielkości fregaty lub niszczyciela z czasów II wojny światowej) nie będzie w stanie wytrzymać wyginania, uginania i ponownego wyginania w przeciwnych kierunkach – dźwigar statku załamie się. Najczęściej ofiara takiej eksplozji przełamuje się na dwie sekcje, które szybko toną.

#### Obrona aktywna

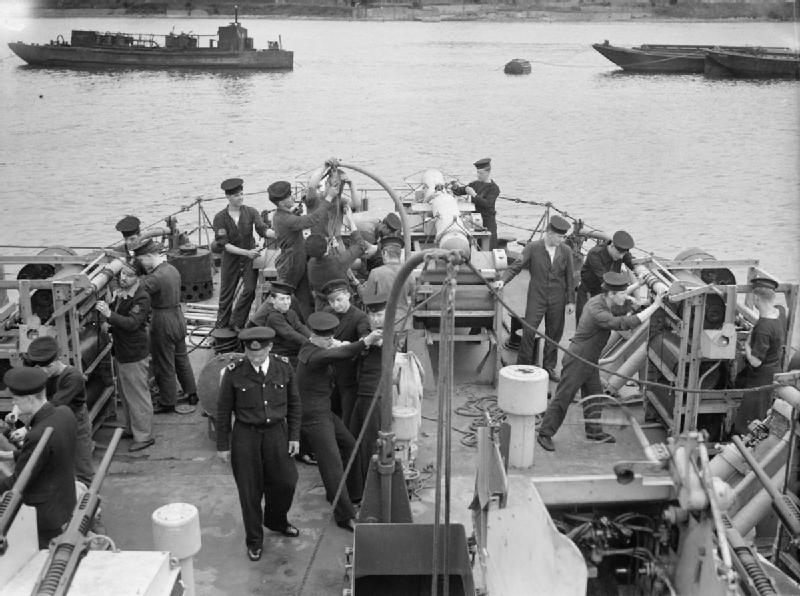
Foxer na wyrzutni bomb głębinowych na pokładzie rufowym slupa HMS „Hind” (U39)

Trudności związane z minimalizacją skutków ataku torpedowego, spowodowały dążenie do uzyskania możliwości obrony przed atakiem, zanim wywoła on katastrofalne dla celu ataku skutki. Pierwszymi „inteligentnymi” torpedami były torpedy samonaprowadzające się na źródło dźwięku, toteż ich pojawienie się zapoczątkowało wyścig sposobów naprowadzania i środków mających temu zapobiec. Gdy podczas bitwy o Atlantyk pojawiły się naprowadzane akustycznie torpedy G7a i G7e, odpowiedzią Wielkiej Brytanii był środek zaradczy w postaci Foxera – prostej pułapki akustycznej składającej się z dwóch rur związanych ze sobą łańcuchami, które, holowane zwykle 100 jardów (91 metrów) za okrętem eskorty, powodowały dźwięk mający zwabić naprowadzającą się na źródło hałasu torpedę. Według ocen operatorów hydrofonów na niemieckich U-Bootach – nazywających go Kreissäge bądź Rattalelboje – Foxer holowany w odległości 180 metrów od okrętu eskorty generował hałas 10 do 100 razy głośniejszy niż hałas generowany przez śrubę okrętu, co stwarzało ryzyko uwzględnienia tego przy planowaniu ataku przez dowódców niemieckich okrętów podwodnych. Innymi wadami Foxera były konieczność holowania z prędkością nieprzekraczającą 15 węzłów, zakłócenia działania własnego asdicu okrętu eskorty oraz rozchodzenie się dźwięku foxera na odległość daleko większą, niż hałas śrub okrętowych konwoju, co umożliwiało jego wykrycie z większej odległości. W celu zmniejszenia znaczenia wad tego rodzaju urządzenia, US Navy wybrała do użytku jego prostszą kanadyjską wersję pod nazwą kodową „Cat”, zbudowaną z przymocowanych do ramy dwóch kawałków metalu, które były holowane bokiem. Jeden z kawałków metalu mógł swobodnie poruszać się w wodzie i uderzał o drugi z nich oraz ramę. Cat mógł być wyrzucony do wody ręcznie przez jednego człowieka i umożliwiał holowanie z prędkością do 18 węzłów. Był też znacznie wytrzymalszy od Foxera.

##### Soft kill

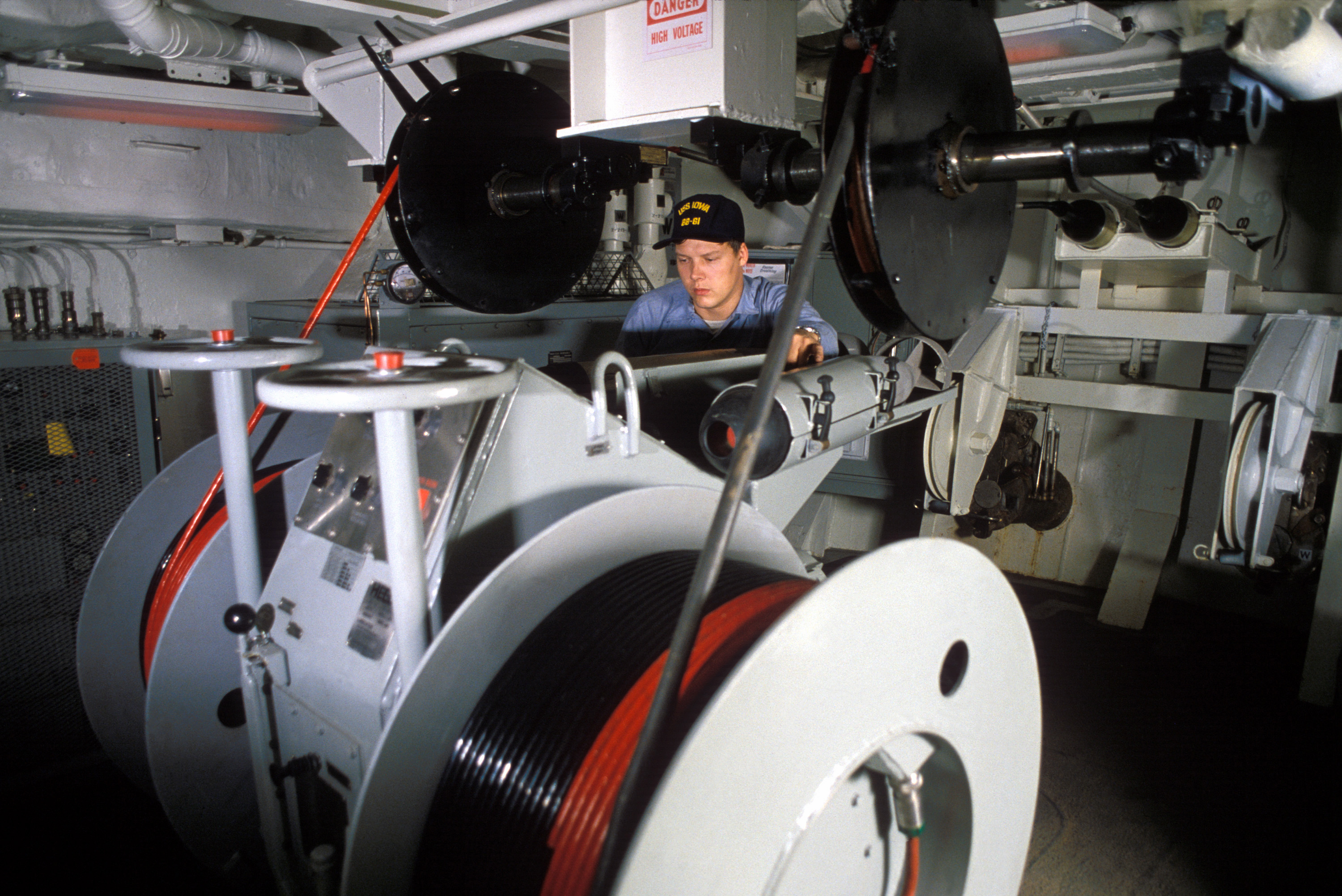
SLQ-25 Nixie jest systemem akustycznym stosowanym do ochrony okrętów nawodnych. Emiter (w głębi) pod pokładem pancernika USS „Iowa” (BB-61). Na pierwszym planie bęben z nawiniętym przewodem pułapki

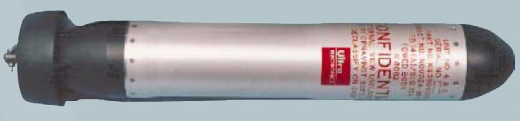
Holowany emiter akustyczny TB-14A wchodzący w skład systemu AN/SLQ-25A/C „Nixie”

Po zakończeniu wojny światowej, US Navy wprowadziła do użytku system Fanfare, a następnie nowocześniejszy Nixie – które w sposób, odpowiednio, mechaniczny lub elektroniczny, emitowały dźwięki o tej samej częstotliwości co częstotliwość śruby okrętowej, czyniąc w ten sposób przeciwdziałanie skuteczniejszym. Wabiki tych typów dysponowały także możliwością przechwycenia sygnału sonaru aktywnego, wzmocnienia go i odesłania go z powrotem do sonaru atakującej torpedy, w celu pozoracji celu – dużego okrętu.
Nasilający się po wojnie wyścig zbrojeń między Związkiem Radzieckim i Stanami Zjednoczonymi, osiągnął swą największą intensywność w dziedzinie zbrojeń podwodnych. Coraz nowocześniejsze skomputeryzowane układy naprowadzania torped wymusiły powstawanie odpowiadających im zaawansowaniem środków przeciwdziałania. Określane w nomenklaturze NATO jako środki soft kill – pozoratory mające zmylić atakujące torpedy (w przeciwieństwie do środków hard kill, których celem jest fizyczne zniszczenie atakującego pocisku) – stały się wysoce zaawansowanymi urządzeniami komputerowymi. Celem działania środków soft kill jest odwrócenie kierunku ataku atakującej torpedy od jej zamierzonego celu, przez zerwanie obrazu celu (ang. sonar lock). Pierwszym wymaganiem wobec każdego systemu przeciwdziałania atakowi torpedowemu jest wykrycie zbliżającej się torpedy, co jest coraz trudniejszym wyzwaniem, gdyż nowoczesne torpedy w coraz większym stopniu mają właściwości trudnowykrywalności (stealth). Rozpowszechnienie naprowadzania przewodowego z wykorzystaniem sonaru pasywnego (w tym anten bocznych i holowanych) wrogiego okrętu podwodnego, którego działanie jest niewykrywalne dla sonaru przechwytującego atakowanej jednostki, oznacza, że atak torpedowy może zostać przeprowadzony bez jakiegokolwiek użycia sonaru aktywnego, którego wiązka akustyczna jest łatwo wykrywalna. Dodatkowo, w nowoczesnych torpedach powszechne zastosowanie znalazł pędnik w postaci wodnoodrzutowej, który jest znacznie cichszy od przeciwbieżnych śrub, stosowanych w poprzednich generacjach torped.

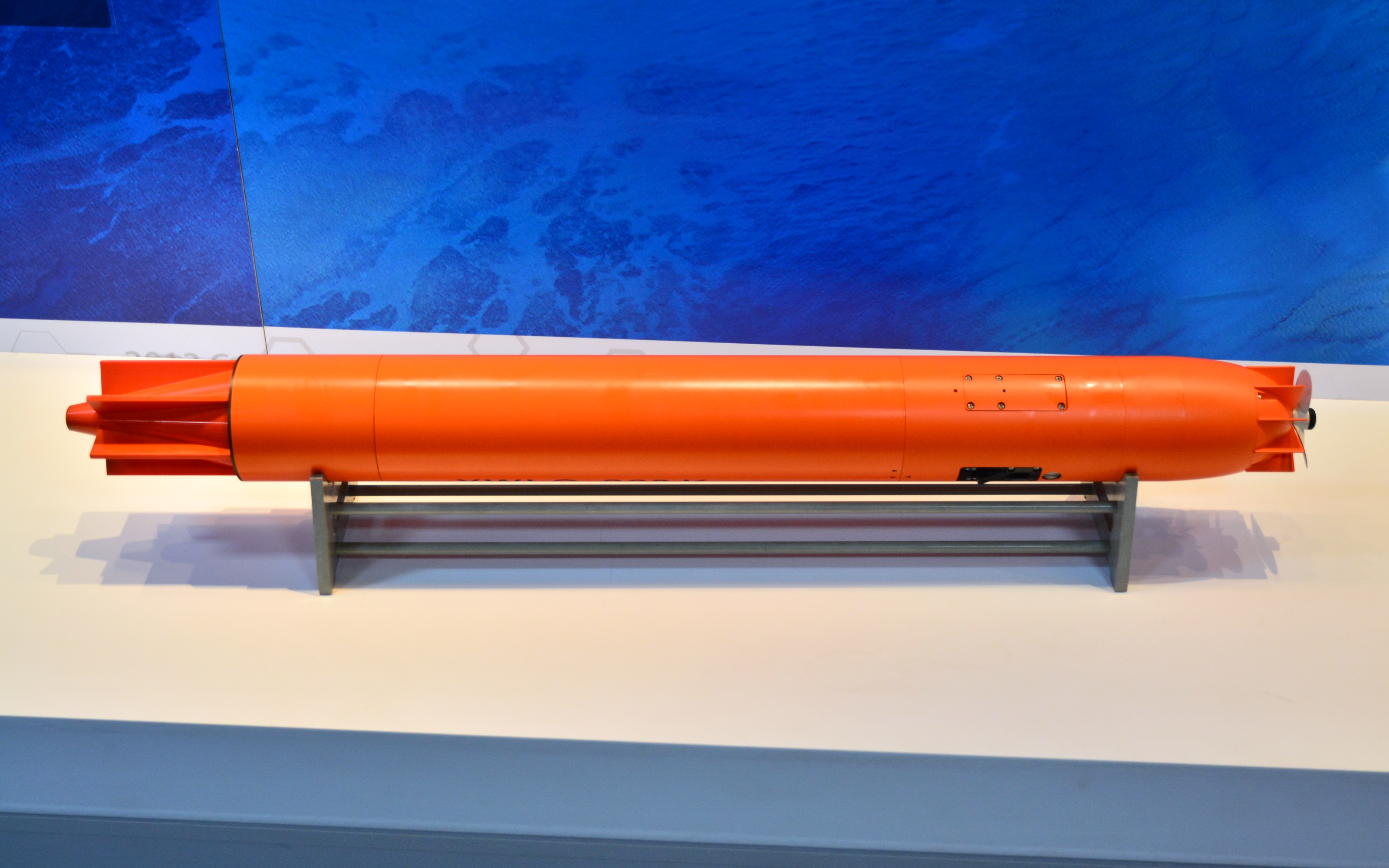
Używany przez południowokoreańską marynarkę wojenną pozorator WLQ-260K

Niemniej, prędzej czy później nadciągająca torpeda zostanie wykryta przez okręt stanowiący jej cel, czy to za pomocą jego własnego sonaru pasywnego, czy też – bez cienia wątpliwości już w tym momencie – gdy w fazie terminalnej ataku torpeda uruchomi swój wbudowany sonar akustyczny. Powoduje to automatyczne bądź na rozkaz wystrzelenie pułapki z wyrzutni. Umieszczone w kadłubie wyrzutnie mają zwykle średnicę 5 cali (127 mm) i mogą służyć do wystrzeliwania różnych rodzajów urządzeń, łącznie z bojami komunikacyjnymi, ich podstawowym zadaniem jest jednak wystrzeliwanie środków przeciwdziałania (ang. countermeasures). Po wystrzeleniu elektronicznego środka przeciwdziałania ten ostatni rozpoczyna zakłócanie w spektrum częstotliwości od 10 do 60 kHz. W tym samym czasie, dla własnego bezpieczeństwa, atakujący okręt podwodny zrywa często przewód naprowadzania, rozpoczynając procedury uchylania się od możliwego kontrataku, pozostawiając naprowadzanie terminalne samej torpedzie.
Zaawansowane środki przeciwdziałania określają używaną do naprowadzania częstotliwość wiązki sonaru aktywnego torpedy, a następnie stosują zagłuszanie, zmierzając do złamania podświetlenia celu. Równie zaawansowany układ naprowadzania torpedy może zmienić częstotliwość, zmierzając do utrzymania bądź odzyskania podświetlenia. W przypadku skutecznego złamania podświetlenia celu urządzenie zakłócające zmienia tryb działania, rozpoczynając pracę jako pułapka akustyczna, symulując echo sonarowe odbite od okrętu podwodnego stanowiącego cel. Wymaga to jednak wysokiego zaawansowania, ponieważ echo sonarowe ma charakterystyczne cechy. W przeciwieństwie bowiem do prostego echa radarowego, które rzadko jest samo w sobie odróżnialne jedno od drugiego, sonar aktywny przez analizę powracających sygnałów wyraźnie odróżnia mały od dużego celu. Tymczasem pozorator musi w przekonujący sposób imitować stanowiący cel okręt podwodny przez poruszanie się i zachowanie jak okręt podwodny podczas transmisji powracającej wiązki akustycznej. W tym samym czasie okręt stanowiący cel może wystrzeliwać kolejne pułapki akustyczne w celu jeszcze większej dezorientacji atakującej torpedy. Toczy się w ten sposób walka elektroniczna będąca w istocie „wojną robotów”, w której cybernetyczne inteligencje walczą ze sobą. Uniki zaś ich własnego okrętu są najsłabszym i najmniej efektywnym z przeciwtorpedowych środków obrony, gdyż nowoczesna torpeda jest szybsza i bardziej manewrowa od każdego okrętu podwodnego. Tymczasem połączenie zakłócania i imitacji stwarza największe szanse wymknięcia się przez okręt, podczas gdy torpeda zaangażowana jest w walkę z pozoratorami.

##### Hard kill

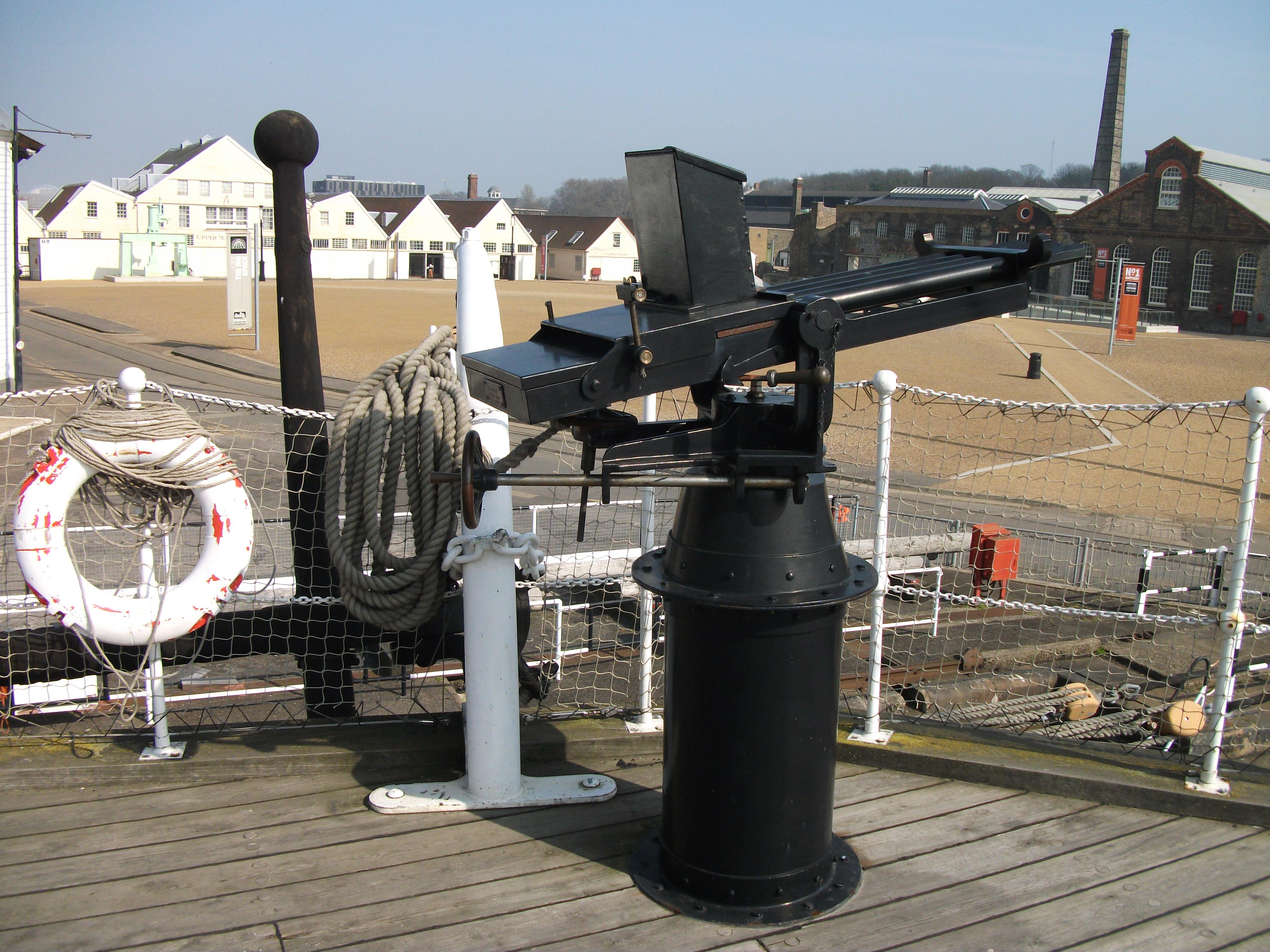
Czterolufowy przeciwtorpedowy karabin Nordenfelta na wiktoriańskim slupie HMS „Gannet”. „Gannet” wyposażony był w osiem karabinów tego systemu, po cztery na każdej burcie

Pierwszym środkiem aktywnej obrony zmierzającej do zniszczenia atakującej torpedy była standardowa broń palna zgromadzona na pokładzie atakowanego okrętu. Nadzieję pokładano zwłaszcza w broni niewielkiego kalibru, o dużej jednak szybkostrzelności, toteż marynarki zaczęły montować karabiny maszynowe kalibru 11 mm Gatlinga, Nordenfelta i Gardnera, następnie zaś o kalibrze zwiększonym aż do 25,4 mm. Broń tego rodzaju miała jednak zbyt małą siłę uderzenia, aby niszczyć torpedy i atakujące torpedowce, toteż wkrótce zaczęto instalować działka szybkostrzelne kalibru 47 mm (ang Quick-Firing 3-pounder, fr. à tir rapide de 47 mm), których podstawowym zadaniem był atak na torpedowce, zanim te zdołają wystrzelić torpedy. W miarę upływu czasu okazało się jednak, że jedynym efektywnym środkiem tego rodzaju obrony jest artyleria większego kalibru – 105 mm na okrętach niemieckich, czy też stosowany w US Navy kaliber 5-cali/51.
Nowszym rozwinięciem idei niszczenia torped za pomocą broni niekierowanej są stosowane w marynarce rosyjskiej od lat 80. XX wieku (na lotniskowcach „Admirał Gorszkow” i „Admirał Kuzniecow”) wyrzutnie rakietowych bomb głębinowych RBU-12000 systemu Udaw-1, z odpowiednimi systemami kierowania ogniem.
Rozwój technik podwodnych, elektroniki oraz przeniesienie działań torpedowych przede wszystkim pod wodę, spowodowały powstanie idei aktywnego niszczenia atakujących torped. W Wielkiej Brytanii dużym nakładem środków prowadzono rozwój projektu przeciwtorpedowej torpedy rakietowej, zdolnej do rozwinięcia prędkości 65 węzłów, projekt okazał się jednak niepraktyczny i program jego rozwoju został zamknięty. Innym projektem przeciwtorpedowym jest wspomniana wcześniej radziecka torpeda superkawitacyjna Szkwał, jednak z uwagi na brak możliwości naprowadzania tego typu broni, jej skuteczność w tej mierze pozostaje dyskusyjna, o ile Szkwał nie zostanie zaopatrzony w głowicę jądrową. Większe nadzieje pokładane są natomiast w rosyjskiej torpedzie przeciwtorpedowej Paket kalibru 330 mm z ładunkiem bojowym głowicy o masie 80 kg. Torpeda ta przeznaczona jest do niszczenia zarówno okrętów podwodnych, jak i atakujących torped na akwenach o głębokości nie mniejszej niż 40 metrów. Po wystrzeleniu pocisk porusza się z prędkością 25 m/s na maksymalnym dystansie 1400 metrów, poszukując atakującej torpedy przeciwnika za pomocą wbudowanego sonaru aktywno-pasywnego, zdolnego do prowadzenia poszukiwań na obszarze o promieniu do 400 metrów. O opracowaniu skutecznej torpedy przeciwtorpedowej o nazwie Torbuster poinformował także w swoich materiałach promocyjnych izraelski Rafael. W Stanach Zjednoczonych w 2013 roku na lotniskowcu USS „George H. W. Bush” (CVN-77) zainstalowano system przeciwtorpedowy ATT (Anti-torpedo torpedo) przeznaczony zwłaszcza do zwalczania torped naprowadzających się na ślad torowy. System ten składa się z zaawansowanych sensorów na okręcie, które za pomocą okrętowego układu kontroli ognia, w sposób automatyczny bądź po decyzji człowieka, wystrzeliwują torpedę kalibru 6,75 cala (171 mm).
Wszystkie wymienione współczesne systemy aktywnej obrony przeciwtorpedowej są jednak systemami „ostatniej szansy”. Największą zaś szansę zniszczenia wrogich torped zagrażających okrętom niezmiennie stwarza własny myśliwski okręt podwodny klasy hunter-killer (według nomenklatury NATO), wyspecjalizowany w zwalczaniu okrętów podwodnych przeciwnika zanim te przeprowadzą atak torpedowy.